# Futbol Club Barcelona
El Futbol Club Barcelona (català oriental: [fubˈbɔɫ ˈkɫup
bərsəˈɫonə] ( escolteu-ho)), o simplement Barcelona, popularment conegut com a Barça (català oriental: [ˈbar.sə]), sovint abreujat FC Barcelona, o amb l'acrònim FCB (català oriental: [ˌɛf.zəˈβe]), és una entitat esportiva professional barcelonina, la més important de Catalunya i dels Països Catalans, una de les més populars d'Espanya i del món pel que fa a projecció i massa social, i potser internacionalment el símbol de Catalunya més reconegut. És més conegut pel seu equip de futbol professional masculí homònim, que actualment juga a la primera divisió, la màxima categoria de la Lliga espanyola.
Va ser fundat el 29 de novembre de 1899 com a club de futbol amb el nom de Foot-ball Club Barcelona per un grup de joves futbolistes suïssos, catalans i britànics encapçalats pel ciutadà suís Joan Gamper, es va registrar oficialment el 5 de gener de 1903. És el club de futbol més antic de Barcelona, el segon de Catalunya i dels Països Catalans, i el quart club de futbol professional actiu més antic de l'estat espanyol. i degà dels clubs de futbol dels Països Catalans després de desaparèixer el Palamós Foot-ball Club.
A diferència de la majoria dels clubs esportius professionals a tot el món, el FC Barcelona no és una societat anònima esportiva, és a dir, que la propietat del club recau en els seus 150.317 socis el 31 de maig de 2023, essent el vuitè club de futbol amb més socis del món, després del Schalke 04 i seguit pel Sporting, i també l'onzè club esportiu, després del Melbourne Cricket Club i seguit pel Sporting. Té l'estadi més gran d'Europa, el Camp Nou.
El club és també sobrenomenat Blaugrana (català oriental: [bɫawˈɣɾa.nə]) pels seus colors blau i grana. Els seus seguidors són coneguts com a culers, i té 1.264 penyes repartides per tot el món el 2022. El club sempre ha estat associat amb el catalanisme, i amb tasques de solidaritat i ajuda social a infants desfavorits realitzades arreu del món, per això el lema "Més que un club". Al respecte posseeix una fundació, entitat que des del 2006 rep el 0,7% dels ingressos ordinaris del club per tal d'impulsar els programes i projectes socials.
Segons les estadístiques que realitza l'IFFHS, el FC Barcelona va ser el millor equip de futbol masculí europeu i mundial de la primera i segona dècada del segle xxi, i lidera el rànquing global del segle amb 5427 punts amb una diferència de 388 punts sobre el segon classificat (Reial Madrid). És a més l'equip de futbol els jugadors del qual més vegades han figurat als podis del FIFA World Player (19) i de la Pilota d'Or (34). El seu màxim rival és el Reial Madrid Club de Futbol en rivalitat amb transcendència mundial als partits coneguts com a el clàssic, tot i que també manté una gran rivalitat amb el Reial Club Deportiu Espanyol en els partits coneguts com a derbi barceloní.
Nou exintegrants del club van ser inclosos en el Saló de la Fama del Futbol Internacional, un projecte dedicat a preservar la memòria de rellevants personatges de la història del futbol. Entre ells hi ha Johan Cruyff, Diego Maradona, Ricard Zamora, Luís Figo, Ronaldo Nazário, Hristo Stoítxkov, Pep Guardiola i Ronaldinho de Assis, als quals s'uneix Ladislau Kubala com a «degà», o d'especial transcendència.
Va ser uns dels fundadors de la Lliga espanyola de futbol el 1928 i l'Associació Europea de Clubs i és un dels tres clubs que sempre ha jugat a la Primera Divisió juntament amb el Reial Madrid i l'Athletic Club. Ha estat el primer campió històric de la competició, és el seu segon club amb més títols, i té el rècord de la màxima puntuació en una sola edició. L'equip masculí de futbol és un dels equips amb més trofeus del món, dels quals destaquen amb dades de 2025, 28 títols de primera divisió, 32 títols de Copa del Rei de futbol, 15 Supercopes d'Espanya, 5 Copes d'Europa, 5 Supercopes d'Europa, 4 Recopes d'Europa, 3 Copes de Fires i 3 Mundials de Clubs. És el tercer club amb més títols internacionals (20), per darrere del Reial Madrid, amb 31; i l'Al-Ahly, amb 26. És, per tant, l'equip espanyol amb més títols estatals i un dels clubs més prestigiosos d'Europa i del món. A 2025, el primer equip masculí de futbol ha guanyat 97 títols oficials, cosa que el converteix en el primer equip amb més títols dels Països Catalans i el segon de l'estat espanyol. El millor Barça de la història la va viure sota la batuta de l'entrenador Pep Guardiola, guanyador entre 2009 i 2012 de catorze títols incloses dues Champions. El Barça és l'únic equip d'Europa que ha disputat sempre, des del 1955, alguna de les quatre competicions europees; l'únic club de la lliga espanyola que ha aconseguit guanyar les tres competicions més importants el mateix any (la Copa, la Lliga i la Lliga de Campions) la temporada 2008-09 i 2014-15; junt amb el FC Bayern de Múnic, l'únic europeu d'aconseguir-ho més d'una temporada, i l'únic equip que ha assolit en un mateix any (2009) els sis títols més importants (tres d'internacionals i tres d'estatals).
És també una de les societats esportives més prestigioses del món, que disposa de seccions professionals masculina i femenina de futbol, i masculines de bàsquet, handbol, hoquei patins i futbol sala, totes en l'elit de les competicions esportives europees de clubs, i nou seccions no professionals d'hoquei herba, atletisme, patinatge artístic, hoquei gel, voleibol masculí i femení, rugbi, bàsquet amb cadira de rodes i bàsquet femení. Així mateix, els medallistes olímpics que han representat l'entitat blaugrana han conquerit dotze ors, vint-i-vuit plates i trenta-dos bronzes a les diferents disciplines esportives. És el segon club europeu amb més Copes d'Europa (48), després del CSKA Moscou. La temporada 2010-11 va ser la més reeixida globalment del club, amb 14 títols: 3 de l'equip de futbol masculí, bàsquet i futbol sala, 2 d'handbol i hoquei patins i 1 de futbol femení. És el primer club europeu a ser campió continental a la branca masculina i femenina, i el primer a assolir un triplet amb totes dues. És també el primer club a tenir a tres jugadors del mateix equip al podi de la Pilota d'Or tant masculí (2010) com femení (2024).
El club té un segon equip masculí professional, el Futbol Club Barcelona B, i un de femení professional, el Futbol Club Barcelona (femení), i alhora té dos equips juvenils, així com equips de formació en totes les categories i en la majoria de les especialitats esportives, els quals permeten de nodrir els primers equips amb el nombre més gran possible de jugadors del planter.
El club està afiliat a les següents federacions esportives catalanes: Federació Catalana de Futbol, Federació Catalana de Basquetbol, Federació Catalana d'Handbol, Federació Catalana de Patinatge, Federació Catalana de Futbol Sala, Federació Catalana d'Hoquei, Federació Catalana d'Atletisme, Federació Catalana d'Esports d'Hivern, Federació Catalana de Voleibol, Federació Catalana de Rugby i Federació Catalana d'Esports de Discapacitats Físics.

## Etimologia
El 1899 el Futbol Club Barcelona va néixer com a club de futbol. Malgrat la gran presència de jugadors estrangers a l'equip, des del primer moment el club va ser un lloc de trobada dels barcelonins. Per això porta el nom de la seva ciutat; que prové de l'ibèric baŕkeno (en llatí Barcino, després Barcinona i d'aquí la forma actual). Algunes llegendes apunten a un possible origen cartaginès, derivat d'Amílcar Barca, però sembla poc probable, com la llegenda que atribueix la fundació de la ciutat a Hèrcules, que hi hauria recalat en el novè d'una flota de vaixells, per la qual cosa l'hauria anomenada Barca-nona.
Un temps més tard, gràcies als seus primeres seccions esportives, la d'atletisme, tennis ..., va passar a ser una entitat poliesportiva. El Futbol Club Barcelona és el nom tant de la secció principal del club, el futbol, com de la institució.
El Barça és el sobrenom més popular del club. D'etimologia: Símbols del Futbol Club Barcelona § Barça

## Història
Categoria principal: Història del Futbol Club Barcelona

### Evolució del nom
El club durant la seva història ha rebut les denominacions següents:
- Foot-ball Club Barcelona (1899-1941)
- Club de Fútbol Barcelona (1941-1973)
- Futbol Club Barcelona (1973-present)

### 1899-1920: Els primers anys
| «             | El Barça no pot morir ni ha de morir. Si no hi ha ningú que ho intenti, jo sol assumiré la responsabilitat d'encarregar-me'n d'ara en endavant. | » |
| — Joan Gamper | |   |

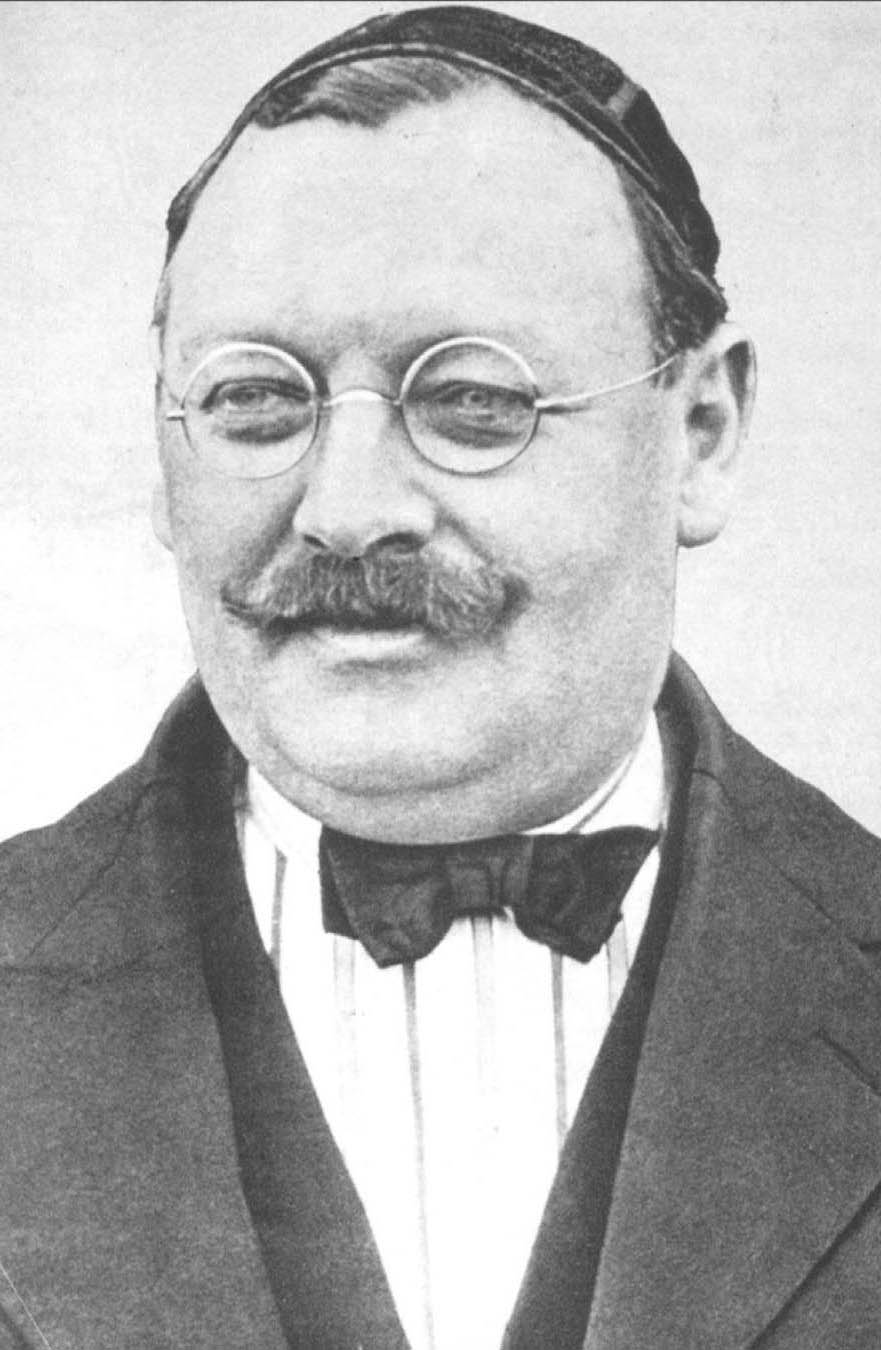
Fotografia de Joan Gamper el 1910

El 29 de novembre de 1899, Hans Gamper, juntament amb un grup d'esportistes, funden el FC Barcelona al Gimnàs Solé. Entre els dotze fundadors del club hi havia sis catalans, tres suïssos, dos anglesos i un alemany. El nom original escollit fou Foot-ball Club Barcelona, en anglès, i es va designar el suís Walter Wild com a primer president del club. El 5 de gener de 1903 s'inscrigué en el registre d'associacions.
A finals de la seva primera dècada va aconseguir els seus primers títols, Copa Macaya, Copa Barcelona, tres Campionats de Catalunya, una Copa d'Espanya i una Copa dels Pirineus.
Durant els anys 1910 el club va fer un gran salt, tant esportiu com social: va guanyar quatre Campionats de Catalunya, dues Copes d'Espanya i tres Copes dels Pirineus, i va arribar als 3000 associats, convertint-se ja en una de les societats més populars de Catalunya. L'equip jugava els seus partits en un camp situat al carrer Indústria de Barcelona. La imatge dels aficionats blaugrana asseguts d'esquena sobre la tanca del camp és l'origen de la denominació de culers amb què són coneguts popularment els aficionats blaugranes. També el 1915, el club va crear la seva primera secció poliesportiva, la d'atletisme.

### 1920-1930: Primera època daurada

Primer equip de la temporada 1928-1929.

Els anys vint representen el Barça de l'edat d'or. Es va passar de 3.000 a 11.000 socis i, el 1922, es va estrenar el primer gran estadi del club, el Camp de les Corts, amb capacitat per a 20.000 espectadors. Van ser anys en què el club va guanyar quatre Copes d'Espanya i, el 1929, la primera Lliga espanyola de la història. Durant aquesta dècada el Barça va crear les seves seccions de bàsquet, rugbi i hoquei herba.
El 14 de juny de 1925, el públic barcelonista al Camp de les Corts xiula l'himne espanyol. El dictador espanyol Primo de Rivera tanca l'estadi i el president Gamper ha de dimitir.
Aquest període acaba amb el suïcidi de Gamper el 30 de juliol del 1930, a causa de la depressió provocada per problemes personals i econòmics.

### 1931-1939: Davallada, II República i Guerra Civil: el president Suñol afusellat
Posteriorment, coincidint amb l'adveniment de la Segona República, es va produir un descens del nombre de socis que es va agreujar amb l'esclat de la Guerra Civil espanyola el 1936. Aquell any, a més, el president del club Josep Sunyol, era assassinat per les tropes franquistes. En la seva memòria, des del 9 de maig d 2015, la Llotja Presidencial del Camp Nou porta el nom de ‘Llotja President Sunyol'. El club va acabar la dècada amb només 2.500 socis.

### 1940-1950: La difícil postguerra
Durant els anys 40, el club va anar superant a poc a poc la seva crisi social i esportiva. El president Enrique Piñeyro, designat el 1940, i proper del poder franquista, hispanitza el nom del club, Club de Fútbol Barcelona, i modifica l'escut, on els quatre pals vermells de la bandera de Catalunya són reduïts a dos pals, en un intent d'imitar la bandera espanyola. A poc a poc l'equip es va refent, conquerint tres lligues espanyoles, una Copa d'Espanya, dues Copes Eva Duarte de Perón i una Copa Llatina. Encara que en la temporada 1941-1942 salva la promoció de descens a segona divisió acabant en l'dotzena posició, el pitjor de l'equip en el campionat de Lliga; i després del vergonyós 11 a 1 que el Barça va encaixar a Chamartín, en la tornada de la semifinal de Copa jugada el 13 de juny de 1943, va endossar el golejada més gran en la història del Clàssic. El cinquantè aniversari és celebrat amb alegria, amb un escut sobre el qual la bandera catalana és finalment restablerta.

### 1951-1958: Cinc copes, Kubala i l'afer Di Stefano

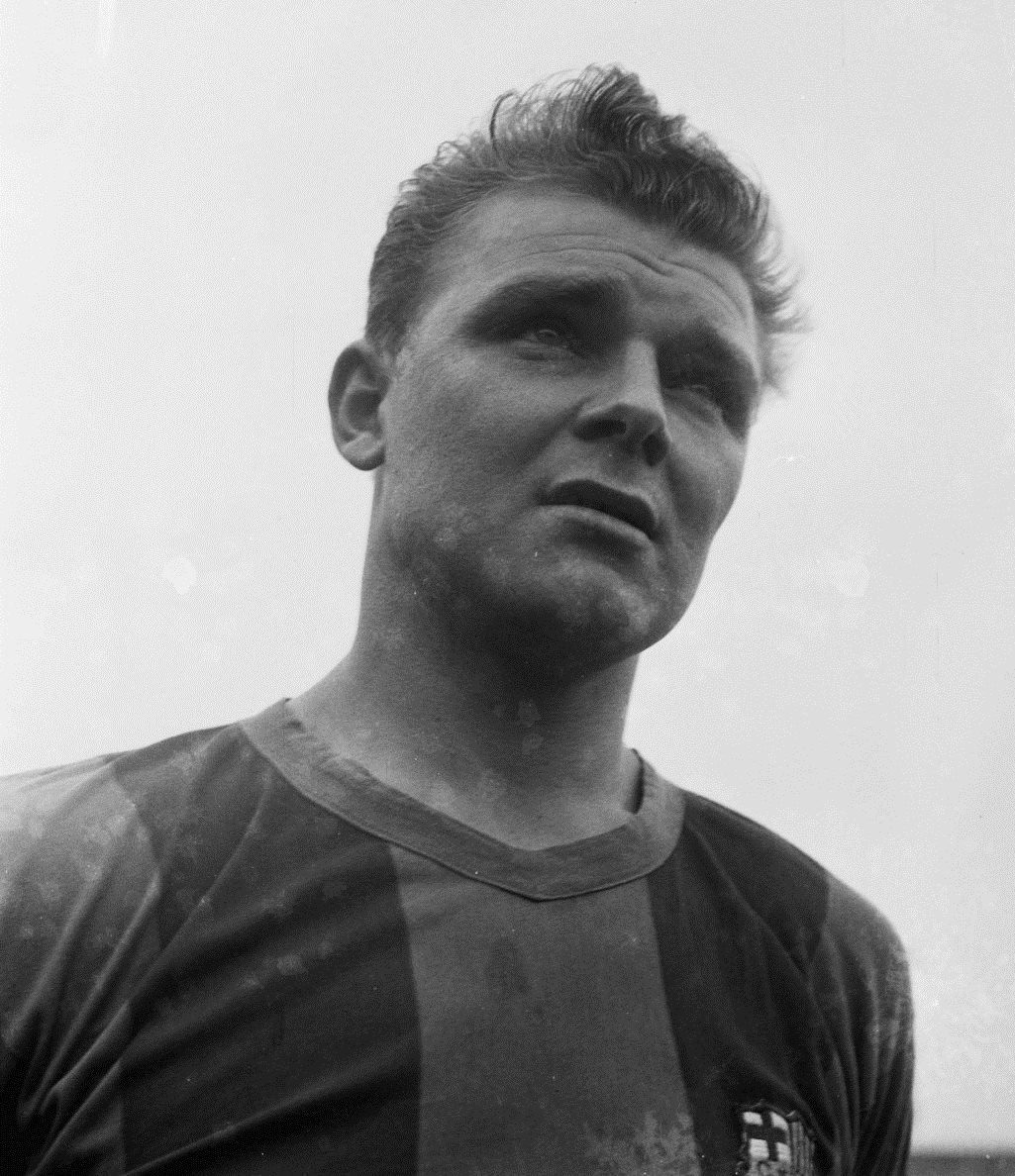
Kubala l'any 1953

El fitxatge de Ladislau Kubala el 1950 fou la pedra angular sobre la qual es va construir un equip que, en aquesta dècada, van aconseguir tres Lligues espanyoles, cinc Copes d'Espanya, dues Copes Eva Duarte de Perón, tres Copes Duward, dues Copes Llatina, dues Copes Martini Rossi, una Copa de Fires i una Petita Copa del Món. L'any següent del fitxatge de Kubala, l'equip aconseguí cinc trofeus en una mateixa temporada. Aquest equip és conegut com el "Barça de les cinc copes".
Un altre fet destacat d'aquesta dècada va ser la celebració el 1953 de les primeres eleccions semidemocràtiques (hi van votar només els socis masculins) a la presidència del club. Aquell mateix any hi va haver un conflicte amb el Reial Madrid pel fitxatge d'Alfredo Di Stéfano.

#### El Barça, "més que un club"
Malgrat les adversitats, la massa social va créixer fins als 38.000 socis, que van deixar petit el Camp de les Corts, de manera que es va construir un nou estadi, el Camp Nou, inaugurat el 1957.
L'estadi del FC Barcelona restà com un dels pocs escenaris públics on els afeccionats s'expressaven amb una certa llibertat i el club esdevingué el millor ambaixador de Catalunya a l'exterior. Va ser en aquells anys quan es deia que, pel seu simbolisme, Barcelona era "més que un club", a partir del discurs de presa de possessió del càrrec de president de Narcís de Carreras, el 1968.

### 1958-1960: El Barça d'Helenio Herrera
Amb Helenio Herrera com el entrenador, Luis Suárez (guanyar la Pilota d'Or el 1960), Sándor Kocsis i Zoltán Czibor, l'equip va guanyar 2 Campionats de Lliga espanyola, 1 Copa del Rei i 2 Copes de Fires. Aquests títols, no obstant, no van aconseguir compensar la derrota a la final de la Copa d'Europa del 1961 ni la crisi social generada per les marxes el tècnic argentí i Luis Suárez a l'Inter de Milà, amb el qual el conjunt italià guanyaria dues Copes d'Europa.

### 1961-1972: Llarga crisi dels seixanta
La dècada de 1960 va tenir menys èxit per al club, amb el Reial Madrid monopolitzant la Lliga i del delicat estat de l'economia del club derivat de la construcció del Camp Nou. L'únic motiu de joia per als blaugrana va ser la final de Copa del 1968, en la qual el Barça s'imposà per 0-1 al Reial Madrid en l'Estadi Santiago Bernabéu. Malgrat els escassos èxits esportius, el nombre de socis augmentarà de 39.000 fins a 55.000. En l'àmbit internacional, el Barça s'ha de conformar amb una Copa de Fires guanyada l'any 1966 davant el Reial Saragossa.

### 1973-1978: Arribada de Johan Cruyff
Durant els anys 70 va continuar l'imparable augment de socis del club: es va passar dels 55.000 als 80.000. Van ser els anys en els quals el futbol espanyol va obrir les portes als estrangers i el club va fitxar alguns dels millors jugadors del món com ara Johan Cruyff, Johan Neeskens, Hugo Sotil, Hansi Krankl o Allan Simonsen. L'equip de futbol va conquistar durant aquesta dècada una Lliga espanyola, dues Copes del Rei, una Finalíssima de la Copa de Fires, i una Recopa d'Europa. Cap el final de la dictadura, el club va anar assumint de nou els símbols de la catalanitat del Barça.

### 1978-1988: Recopa de Basilea i Núñez
L'any 1978 va arribar a la presidència del club Josep Lluís Núñez, que dirigiria el club durant les dues dècades següents.
Durant els anys 1980 es van fer grans inversions en fitxatges de grans estrelles, com ara Maradona, Schuster o Gary Lineker, però l'equip de futbol només va poder guanyar a Espanya una lliga, tres Copes del Rei, una Supercopa i dues Copes de la Lliga. En l'àmbit europeu, es van guanyar dues Recopes d'Europa, però va tornar a caure en una final de la Copa d'Europa, la disputada a Sevilla el 1986 davant de l'Steaua de Bucarest.

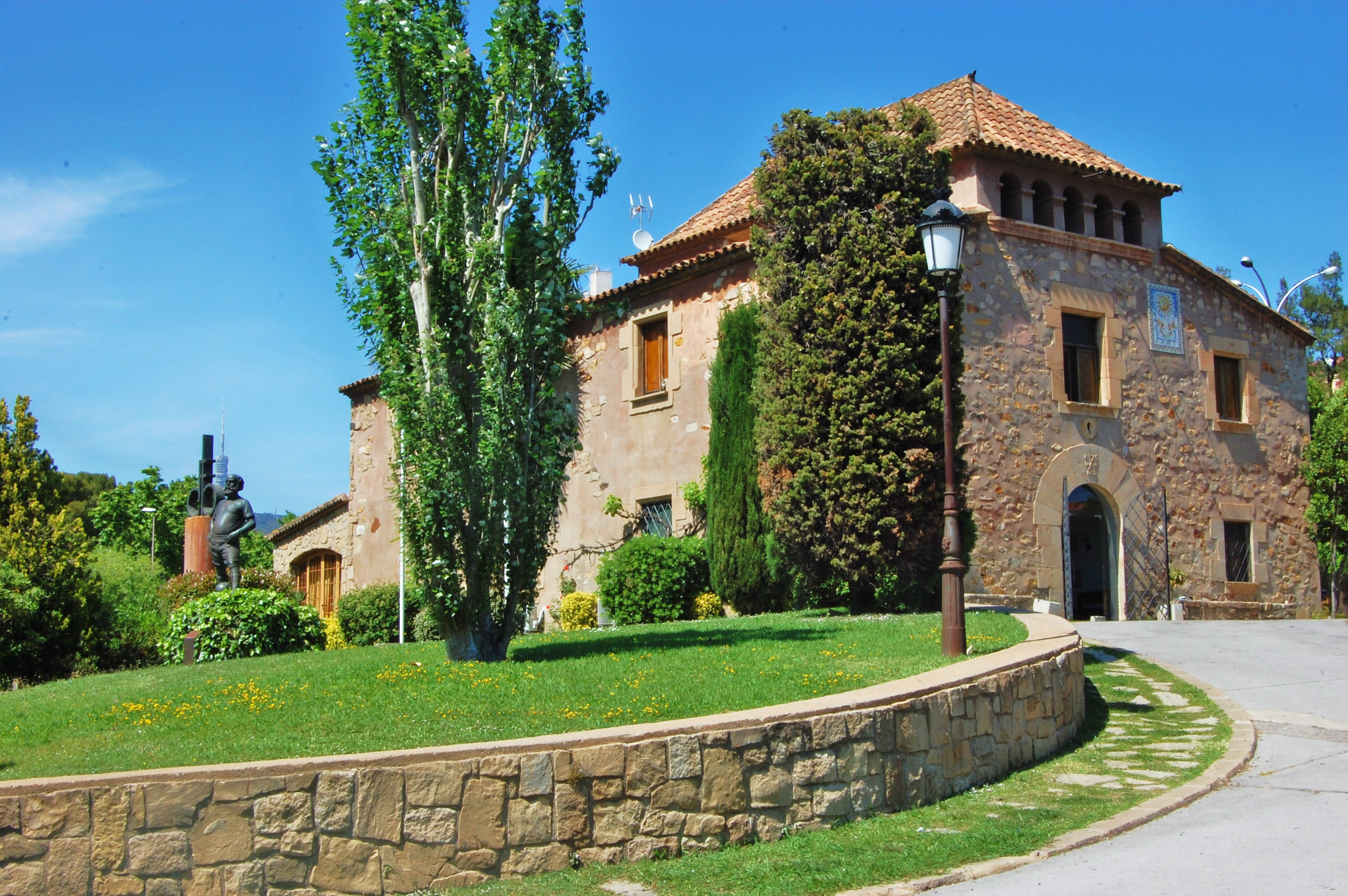
El 1979, el club va comprar La Masia, una casa de pagès construïda el 1702, perquè servís de residència als joves del planter. Més tard tindria un paper important en l'èxit futur de club.

El més positiu de la dècada de 1980 va ser l'ampliació del Camp Nou, l'increment de socis, que va superar la xifra dels 100.000, la revitalització econòmica del club i els èxits de les seccions de bàsquet, handbol i hoquei sobre patins, que van conquistar importants títols espanyols i europeus.

### 1988-1996: Johan Cruyff entrenador i el Dream Team
L'equip de futbol, entrenat per Johan Cruyff amb figures com Koeman, Guardiola, Stoítxkov, Romário, Laudrup, Zubizarreta o Bakero, va guanyar quatre Lligues consecutives entre el 1991 i el 1994, i el 20 de maig de 1992 va conquerir el seu títol més preat: la Copa d'Europa, a l'estadi de Wembley i davant la UC Sampdoria, un partit que marcaria la història del club. Durant aquests anys, l'equip va fer un gran joc i va ser conegut popularment com el Dream Team.
L'equip es va dissoldre l'any 1994, després de la derrota a la final de la Copa d'Europa per 4-0 a Atenes davant l'AC Milan.
Els diversos enfrontaments entre Cruyff i la directiva esclaten el 18 de maig del 1996. El president Josep Lluís Núñez anuncia la fulminant destitució del tècnic a manca de dues jornades per al final de la Lliga.

### 1995-2000: Final de Núñez i Centenari
El traumàtic comiat de Johan Cruyff va crear una gran crisi social en el club, que no va desaparèixer malgrat els títols aconseguits per Bobby Robson i Louis van Gaal, i va acabar desembocant en la dimissió de Núñez l'any 2000. També l'any 1999, el club va celebrar el seu Centenari.
La dècada dels 90 a suposar també una gran dècada per a les seccions més importants. L'equip de bàsquet a més dels èxits nacionals, va arribar a la final de la Copa d'Europa fins a quatre ocasions. L'equip d'handbol va esdevenir el millor equip d'handbol del món: va guanyar tots els títols, entre els quals destaquen sis Copes d'Europa. L'equip d'hoquei sobre patins va assolir entre altres títols, dues Copes d'Europa i quatre OK Lligues.

### 2001-2003: Transició presidencial sense títols
La curta era Gaspart s'inicia, a més a més, amb l'inesperat fitxatge pel Reial Madrid del davanter portuguès Luis Figo. Gaspart, apressat pel cas Figo, malbarata els diners percebuts per la clàusula de rescissió del portuguès amb fitxatges que no ofereixen el rendiment esperat. Els tres anys de Gaspart com a president es van saldar sense títols futbolístics, i amb una freqüent rotació d'entrenadors. La secció de bàsquet, això sí, assolí grans èxits (entre ells l'Eurolliga 2002-2003).

### 2003-2012: "Laporta president", Josep Guardiola i el millor Barça de la història

#### 2003-2010: Presidència de Joan Laporta: dues Lligues de Campions i quatre Lligues

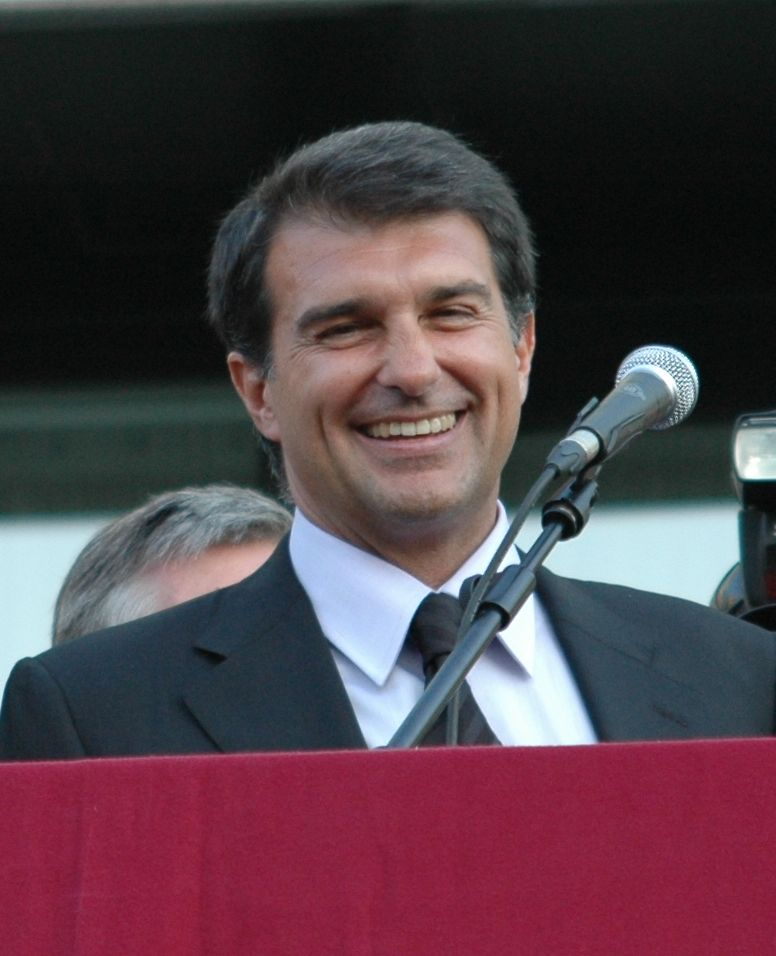
Joan Laporta després del pregó de la Festa Major de Sant Cugat del Vallès el 2008

Després de la dimissió de Gaspart va arribar a la presidència Joan Laporta, que va afrontar una profunda renovació esportiva, econòmica i social.

#### 2003-2006: Rijkaard, Ronaldinho i la segona Champions
Socialment, el Laporta va erradicar la violència dels Boixos Nois i va rebre amenaces. Amb Frank Rijkaard d'entrenador i un equip de figures encapçalades pel Ronaldinho, l'equip va aconseguir el campionat de Lliga 2004-05, ia més, va aconseguir guanyar dues Lligues espanyoles consecutives en repetir èxit el 2006, i la segona Lliga de Campions, i la massa social del club va superar per primera vegada a la història la xifra dels 140.000 socis.

#### 2006-2008: Crisi esportiva i institucional
Aquesta etapa va acabar al final de la temporada 2007-08, després de dos anys sense títols i enmig d'una greu crisi institucional i esportiva, amb la destitució del llavors entrenador Frank Rijkaard (30 de juny del 2008) i la presentació d'una moció de censura contra Joan Laporta i la seva Junta Directiva (9 de maig de 2008).

#### 2008-2012: L'era Guardiola

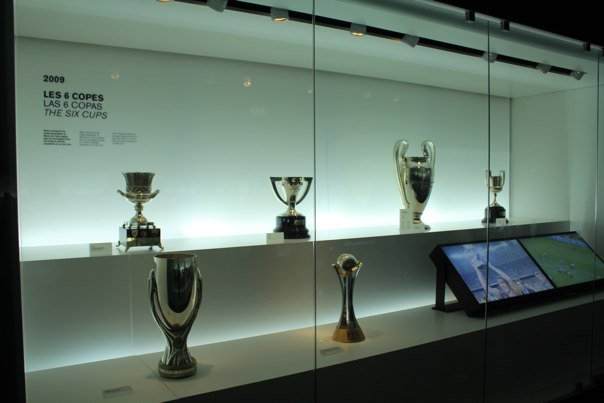
Imatge de les 6 copes aconseguides pel FC Barcelona durant l'any 2009.

Amb l'arribada de Pep Guardiola al comandament de l'equip, el Barça va assolir la Lliga, la Copa i la Lliga de Campions, i per tant el triplet per primer cop a l'estat espanyol, el cinquè equip d'Europa en fer-ho.
El Barça en derrotar l'Athletic Club a la Supercopa d'Espanya de 2009 i el FC Xakhtar Donetsk a la Supercopa d'Europa de 2009 i conquesta Campionat del Món de Clubs, es va convertir en el primer equip de la història del futbol a guanyar el sextet. El Barça va aconseguir el maig del 2010 la seva segona Lliga consecutiva, amb un total de 99 punts, xifra que cap altre club havia arribat abans.
La temporada 2010-11 el FC Barcelona guanya la Supercopa d'Espanya, la Lliga i la quarta Lliga de Campions.
Després de la consecució de la Supercopa d'Espanya, Supercopa d'Europa, Mundial de Clubs i Copa del Rei a la temporada 2011-12, es tancava l'era Guardiola amb catorze títols guanyats de divuit possibles.

#### Presidència de Sandro Rosell
El 13 de juny de 2010 Sandro Rosell va guanyar les 12es eleccions a la presidència del club.
El 10 de desembre de 2010 la junta directiva va fer públic un acord a partir del qual Qatar Foundation posaria publicitat a la samarreta de l'equip de futbol durant cinc anys a canvi del pagament de 170 milions d'euros.
El 23 de gener del 2014, Rosell renuncia al seu càrrec de president a causa de la querella per presumpta apropiació indeguda arran del traspàs de Neymar. El substitueix Josep Maria Bartomeu i Floreta fins a acabar el mandat, el 2016.

#### 2012-2013: Etapa tràgica de Tito Vilanova
La temporada 2012-13 comença amb canvi a la banqueta, la de Josep Guardiola per Tito Vilanova. Malgrat que va perdre la Supercopa d'Espanya davant del Reial Madrid per la regla dels gols en camp contrari, l'equip aconsegueix la millor primera volta de la història de la Lliga (18 victòries i un empat). Finalment, l'equip es proclama campió l'11 de maig de 2013. Caigué a la Copa del Rei derrotat pel Reial Madrid CF i a les semifinals de la Champions League pel FC Bayern de Múnic.
El dia 19 de juliol del 2013, el president Sandro Rosell anuncia que Tito Vilanova no seguirà al capdavant de l'equip per la recaiguda de la malaltia. El dia 23 de juliol del 2013, la junta directiva fa oficial amb un comunicat el fixatge de l'entrenador argentí Gerardo Martino. Vilanova acabarà morint per les complicacions de la malaltia que patia el 25 d'abril del 2014 a Barcelona.

### 2013-2020: Inestabilitat institucional i presidència de Bartomeu

#### El 'Tata' Martino
La temporada 2013-14 va començar amb la 'Tata' Martino com a tècnic i el debut del fitxatge estrella de la temporada; Neymar. A la Supercopa d'Espanya es proclamen campions gràcies a la regla del gol de visitant, després d'empatar en els dos partits amb l'Atlètic de Madrid.
El gener de 2014, Sandro Rosell dimiteix com a president del club a causa d'evasió fiscal en el traspàs de Neymar. Prenent el càrrec el seu vicepresident primer Josep Maria Bartomeu. El club també es va enfrontar a un altre repte, després que la FIFA acusa al Barça de realitzar infraccions en la inscripció de jugadors menors de 18 anys, se'ls impedeix fitxar jugadors per dos cicles (fins a juny de 2015). Després d'això el club recorre la sanció sent aquesta ajornada.
Van quedar eliminats en Lliga de Campions per l'Atlètic de Madrid amb un total de 2 a 1 en quarts de final.
El 16 d'abril, van perdre la final de Copa del Rei davant el Reial Madrid amb un resultat de 2 a 1 a Mestalla. Van quedar en segon lloc després d'empatar davant el mateix equip en l'última jornada al Camp Nou, fet que va fer que Martino anunciés la seva dimissió.

#### L'era Luis Enrique

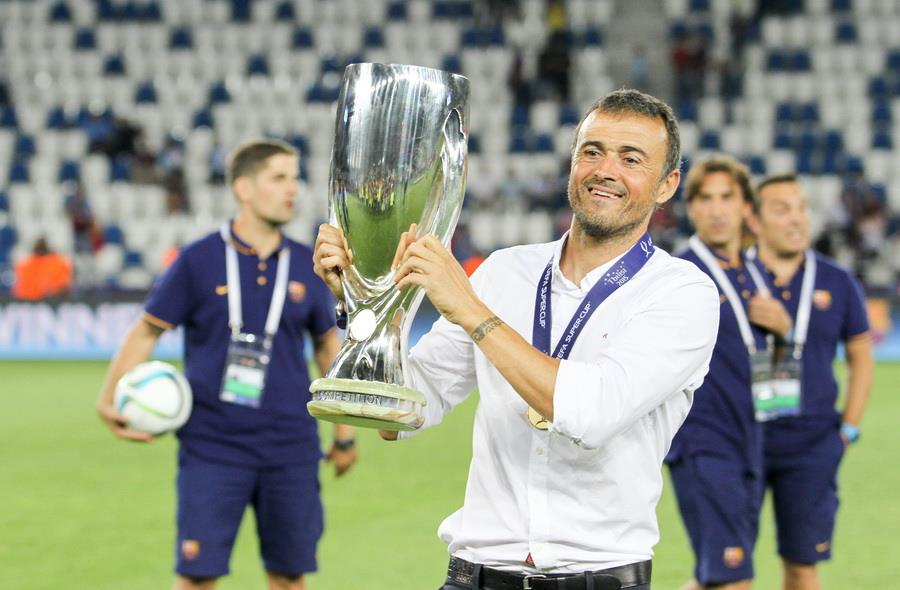
Luis Enrique celebrant la consecució de la Supercopa d'Europa 2015 amb el Barça.

Es dona inici a la temporada 2014-15 amb la presentació de Luis Enrique com a nou entrenador del primer equip. El 17 de maig l'equip es proclama campió de Lliga. A la setmana següent, guanya la Copa. El Barça va acabar la temporada proclamant-se campió de la Lliga de Campions per cinquena ocasió a la seva història, i convertint-se així en l'únic equip que aconsegueix dos triplets.
La temporada 2015-16 va començar amb la conquesta la Supercopa d'Europa i Mundial de Clubs i va finalitzar amb el títol de Lliga i la Copa, aconseguint el seu setè doblet nacional.
La temporada 2016-17 va ser l'última de Luis Enrique a la banqueta blaugrana causa de la seva renúncia producte del degast que implica el treball, segons el mateix entrenador. Guanya la Supercopa d'Espanya a l'Sevilla FC per un global de 5-0. El 8 de març de 2017, Barcelona protagonitza la remuntada més gran de la història de la Lliga de Campions derrotant per 6-1 al Paris Saint-Germain FC (marcador global 6-5), tot i perdre l'anada a França per un marcador de 4-0. Va repetir títol de Copa.

#### L'era Valverde i Quique Setién
El 29 de maig de 2017, l'ex jugador Ernesto Valverde és nomenat successor de Luis Enrique signant un contracte de dos anys amb opció per a un any més. El Barça guanya la Lliga i Copa la temporada 2017-18. El Barça estableix un nou rècord de partits sense perdre (43) a la història de la Lliga. Pitjor sort pateix a la Lliga de Campions amb una inesperada derrota amb l'AS Roma.

La temporada 2018-19 comença amb l'obtenció de la Supercopa d'Espanya 2018 en què va ser la primera final disputada fora del territori espanyol. Amb aquest títol, Messi es va convertir en el jugador més premiat de la competició amb vuit títols, i del club amb trenta-tres, superant Iniesta. Repeteix títol de Lliga, però perd la final de Copa davant al València CF i queda eliminat de la Lliga de Campions pel Liverpool FC.
 El 13 de gener de 2020, Quique Setién va substituir Ernesto Valverde, després de la derrota davant de l'Atlètic de Madrid a la Supercopa d'Espanya, però després de ser eliminat als quarts de final de la Lliga de Campions per 2-8 contra el FC Bayern de Múnic, va ser destituït. Seria substituït dos dies després per Ronald Koeman.
El creixent descontentament dels aficionats per l'empitjorament de les finances i el declivi en el terreny de joc les temporades anteriors va portar Josep Maria Bartomeu a anunciar la seva dimissió com a president el 27 d'octubre del 2020 per evitar enfrontar-se a una moció de censura.

### 2021-present: Segona etapa de Joan Laporta i era post Messi
El 7 de març del 2021, Joan Laporta va ser elegit president del Barcelona amb el 54,28% dels vots. El Barça va guanyar la seva 31a Copa del Rei, el seu únic trofeu sota la direcció de Koeman, després de derrotar a l'Athletic Club per 4-0 a la final. L'abril del 2021, Forbes va valorar el Barça com el club de futbol més valuós del món amb una valoració de 4.760 milions de dòlars.

#### Desena Copa d'Europa d'handbol i triplet femení
La temporada 2020-21 la secció d'handbol va guanyar la desena Copa d'Europa i sumen sis títols de sis possibles. En aquesta mateixa temporada l'equip femení guanya la seva primera Copa d'Europa i en afegir el títol de lliga i la Copa de la Reina, va ser el primer equip estatal en aconseguir el triplet. Cinc jugadores blaugranes van ser nominades a la Pilota d'Or Femenina del 2021, premi que va obtenir Alexia Putellas, quedant segona Jennifer Hermoso.

#### Temporada 2021-22

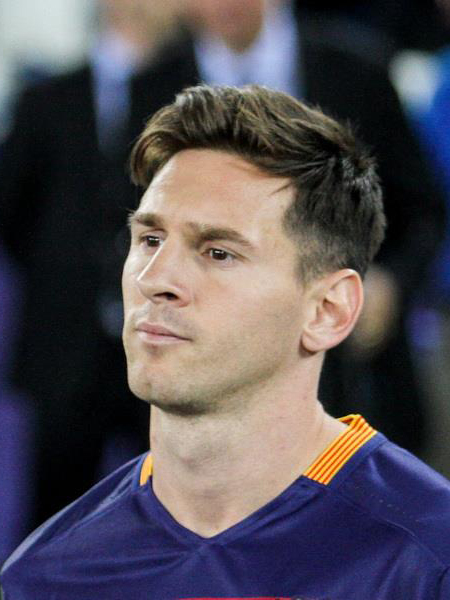
Messi va deixar el club el 2021 a causa dels límits financers de La Lliga

El 5 d'agost del 2021, malgrat que el Barça i Lionel Messi havien arribat a un acord i de la clara intenció de les dues parts per signar un nou contracte, l'acord no es va poder produir a causa dels obstacles financers i estructurals que plantejava la normativa de la lliga espanyola. El 10 d'agost es va anunciar que Messi havia fitxat pel París Saint-Germain de la Ligue 1 francesa com a agent lliure, posant fi a la seva etapa de 21 anys amb el Barça. Els mals resultats a la Lliga i a la Lliga de Campions van portar a la destitució de Ronald Koeman el 28 d'octubre, sent substituït per Xavi Hernández, que no va poder revertir el rendiment a la Lliga de Campions i l'equip va haver de competir a l'Europa League per primera vegada des de la temporada 2003-04, quedant posteriorment eliminat a quarts de final. El primer equip de futbol no va aconseguir cap títol.

#### Temporada 2022-23
L'1 de juliol de 2022, l'estadi va passar a anomenar-se oficialment "Spotify Camp Nou". Va ser la primera vegada a la història del club que es va arribar a un acord amb un soci que adquireix els drets de denominació de l'estadi. El 15 de febrer de 2023 es va fer públic el Cas Negreira o Barçagate per la possible corrupció esportiva involucrant José María Enríquez Negreira, exàrbitre de futbol espanyol que fou vicepresident del Comitè Tècnic d'Àrbitres entre el 1994 i el 2018, que hauria rebut 7,3 milions d'euros del FC Barcelona mentre estava en compliment de les seves funcions al CTA, i en no poder comprovar que els diners es van fer servir per influir en les actuacions dels col·legiats, s'estudia en un possible delicte de blanqueig de capitals. En aquesta temporada, totes les seccions professionals de l'entitat (futbol, futbol femení, bàsquet, handbol, futbol sala i hoquei patins) van aconseguir el títol de lliga.

#### Temporada 2023-24
A causa de les obres del Spotify Camp Nou, l'equip va començar a jugar a l'Estadi Olímpic Lluís Companys. Durant el mercat de fitxatges de l'estiu 2023, el club va fitxar İlkay Gündoğan, João Cancelo, João Félix, Iñigo Martínez i Oriol Romeu. Durant la temporada 2023-2024, el Barça jugarà a l'Estadi Lluís Companys. L'equip tornarà al Camp Nou el novembre de 2024 amb unes 60.000 localitats disponibles, aproximadament, tot i que les obres de l'estadi no acabaran fins a l'any 2026.

## Objectius
El FC Barcelona disposa finalitats que recull totes les obligacions que realitzarà. A l'article 4t dels Estatuts del club, s'indica el finalitat esporti com a més principal, compromís social i cultural, i compromís amb els drets humans i la igualtat. Aquesta citava:
| « | Article 4t Àmbit funcional Les finalitats del Club són: 1. Principalment, el foment, la pràctica, la difusió i l'exhibició del futbol, així com del bàsquet, l'handbol, l'hoquei sobre patins, el futbol sala, el hockey, el hockey sobre gel, el patinatge artístic sobre gel, l'atletisme, el rugby i el voleibol. Es poden afegir i suprimir, si escau, altres modalitats esportives per acord de la Junta Directiva, el qual ha de ser ratificat per l'Assemblea General. 2. Complementàriament, la promoció i la participació en les activitats socials, solidàries, culturals, artístiques, científiques o recreatives adients i necessàries per mantenir la representativitat i la projecció pública de què gaudeix el Club a Catalunya i arreu del món, fruit d'una tradició permanent de fidelitat i servei als socis, als ciutadans i a Catalunya. 3. Addicionalment, el Club vetllarà per la protecció i promoció de la Declaració Universal dels Drets Humans recollida en la Carta Internacional dels Drets Humans proclamada per les Nacions Unides. El Club en les seves actuacions, tant de caràcter públic com privat, vetllarà per la igualtat de drets i la dignitat de totes les persones. 4. En compliment d'aquests objectius, el Club: 1. participa i organitza manifestacions i competicions esportives; 2. promou la pràctica de l'esport mitjançant les seccions, especialment entre el jovent; 3. intervé en les activitats socials, solidàries, culturals, artístiques, científiques o recreatives que acorden els seus òrgans de govern; 4. fomenta les relacions entre els socis i tercers, i les relacions amb altres institucions, tot això amb la finalitat comuna de mantenir i millorar la significació esportiva i social de què gaudeix el Club; 5. impulsa, mitjançant la Fundació del FC Barcelona, la dimensió solidària, cívica i social del Club a Catalunya i arreu del món. 6. promourà els valors democràtics de la igualtat i la no discriminació. 7. lluitarà per l'erradicació de totes les actituds masclistes, homòfobes i racistes en l'àmbit social i de l'esport. | » |
| — Modificació dels Estatuts del FC Barcelona aprovats per l'Assemblea General Ordinària (23 d'octubre del 2021) p.6-7 | |   |

## Cronologia
Fundat el 29 de novembre 1899; no es va legalitzar fins a un parell d'anys després degut als diversos tràmits per practicar el nou sport vingut d'Anglaterra. Constituït el 29 de desembre de 1902, i aprovats els seus estatuts pel governador civil.
A continuació es reprodueixen alguns dels punts més notables dictats i signats pel que va ser un dels  fundadors del club, Pere Cabot:
| « | Capítulo 1.º. Artículo 1.º - Bajo la denominación de foot-ball club Barcelona que la constituye en esta ciudad una sociedad de aficionados al deporte de Foot-ball y que cuyo fin es el afecto y propagación de este sport para el desarrollo de tal finalidad. Artículo 2.º - la duración de esta sociedad es por tiempo indeterminado pudiéndola disolver los socios numerarios por mayoría de votos, destituyendo los establecimientos a los beneficios y los fondos restantes. Artículo 3.º - la sociedad no podrá tener un carácter político y no tendrá otros periódicos que los deportivos. | » |
| — Pere Cabot, Estatutos de la Sociedad Foot-ball Club Barcelona (18 de Noviembre de 1902) p. 1 capítulo 1º | |   |

Finalment el 5 de gener de 1903 s'inscrigué en el registre d'associacions.

### Fets destacats per dècada
A continuació es destaquen els fets més notables dividits per dècades, i atenent especialment els de la seva secció principal, la de futbol.

## Trajectòria de futbol
Categoria principal: Temporades del FC Barcelona

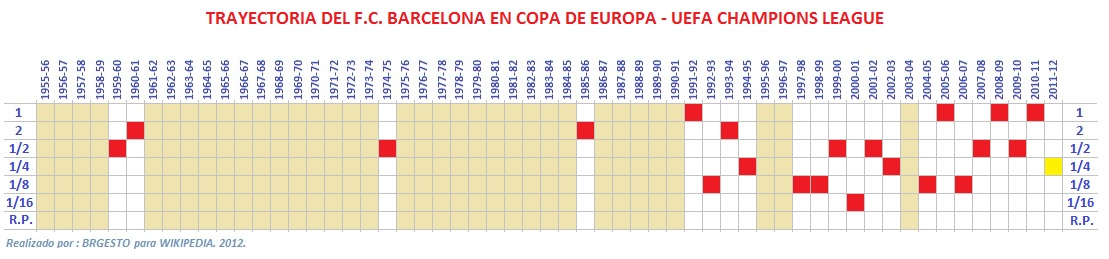
Una gràfica que mostra el progrés del Barça a través del Copa de Europa/Champions.

Mereix ser destacat Dream Team dirigit per Johan Cruyff que va guanyar 4 Lligues, una Copa del Rei i una Copa d'Europa, entre d'altres. Sota la presidència de Joan Laporta, el club va tornar a més alt del futbol internacional amb la conquesta de dues Copes d'Europa i el primer Mundial de Clubs. Primer equip de la UEFA a aconseguir el triplet i el sextet. Posteriorment, el club va conquistar dues Copes d'Europa més per a un total de cinc.
Quant als títols assolits un total de 141, destaquen 5 Champions, 28 Lligues i 32 copes del Rei. A continuació s'informa el trajectòria essencial del primer equip de futbol del Futbol Club Barcelona:
| - 1901-02 CM 1r - 1902-03 CM Retirat/CB 1r - 1904-05 CC 1r - 1908-09 CC 1r - 1909-10 CC 1r - 1910-11 CC 1r - 1911-12 - 1912-13 FAC 1r - 1915-16 CC 1r - 1918-19 CC 1r - 1919-20 CC 1r - 1920-21 CC 1r - 1921-22 CC 1r - 1923-24 CC 1r - 1924-25 CC 1r - 1925-26 CC 1r - 1926-27 CC 1r - 1927-28 CC 1r - 1928-29 - 1929-30 CC 1r | - 1930-31 CC 1r - 1931-32 CC 1r - 1934-35 CC 1r - 1935-36 CC 1r - 1936-37 LM 1r - 1937-38 CC 1r / LC 1r - 1938-39 Sense competició - 1941-42 - 1944-45 - 1947-48 - 1948-49 - 1950-51 - 1951-52 - 1952-53 - 1956-57 - 1957-58 - 1958-59 - 1959-60 - 1962-63 - 1965-66 | - 1967-68 - 1970-71 - 1973-74 - 1977-78 - 1978-79 - 1980-81 - 1981-82 - 1982-83 - 1983-84 - 1984-85 - 1985-86 - 1987-88 - 1988-89 - 1989-90 - 1990-91 - 1991-92 - 1992-93 - 1993-94 - 1994-95 - 1996-97 | - 1997-98 - 1998-99 - 1999-00 - 2003-04 - 2004-05 - 2005-06 - 2006-07 - 2008-09 - 2009-10 - 2010-11 - 2011-12 - 2012-13 - 2013-14 - 2014-15 - 2015-16 - 2016-17 - 2017-18 - 2018-19 - 2020-21 - 2022-23 - 2024-25 |

CM (Copa Macaya), CB (Copa Barcelona), CC (Campionat de Catalunya), FAC (Campionat de l'Associació de Clubs), LM (Lliga Mediterrània), LC (Lliga Catalana),  Campionat del Món de Clubs,  Copa d'Europa / Lliga de Campions de la UEFA,  Supercopa d'Europa,  Recopa d'Europa,  Copa de Fires,  Petita Copa del Món,  Lliga espanyola,  Lliga espanyola 10,  Copa del Rei,  Copa del Rei 10,  Supercopa espanyola,  Supercopa espanyola 10,  Copa de la Lliga,  Copa Catalunya / Supercopa de Catalunya

## Palmarès

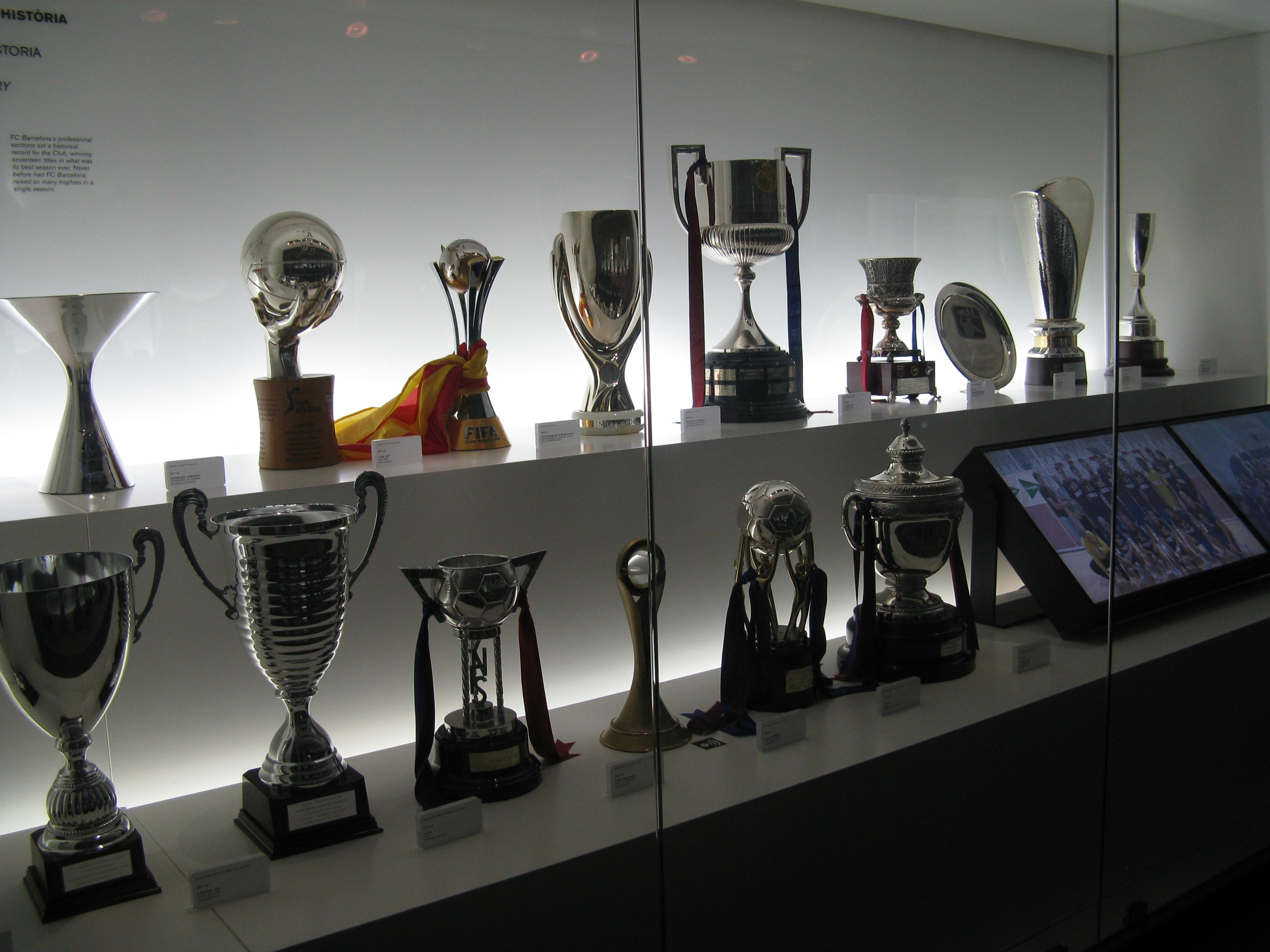
Trofeus de les seccions professionals a la temporada 2011-12. Amb 17 títols.

El palmarès del Club inclou més de 850 títols en competicions nacionals, estatals i internacionals. Entre les sis seccions sèniors professionals, suma més de 650 títols en competicions internacionals, nacionals i estatals: 141 de futbol, 99 de bàsquet, 193 d'handbol, 140 d'hoquei patins, 49 de futbol sala, i 43 de futbol femení. Les seccions no professionals han guanyat més de 300 títols, i les seccions femenines més de 100 títols.
Entre tots els equips professionals, en 2024 sumaven 48 Copes d'Europa, entre les 22 d'hoquei patins, 12 d'handbol, 5 de futbol masculí, 3 de futbol femení, 2 de bàsquet i 4 de futbol sala. La temporada 2010-11 va ser la més reeixida globalment del club, amb 14 títols: 3 de l'equip de futbol masculí, bàsquet i futbol sala, 2 d'handbol i hoquei patins i 1 de futbol femení.
Sumant les 22 títols internacionals oficials (4 Recopa d'Europa, 3 Copa de Fires, 2 Copa Llatina, cinc Copes d'Europa, cinc Supercopes d'Europa, i tres Campionats del Món de Clubs), l'equip sènior masculí de futbol és el segon club europeu i tercer del món. Sumant les 34 títols nacionals (Rècords de 23 Campionat de Catalunya, 8 Copa Catalunya, 2 Supercopa de Catalunya i 1 Lliga Catalana) posseeix el rècord de trofeus. Sumant les 80 títols estatals (28 Lligues, 32 Copes, 15 Supercopes, 2 Copes de la Lliga i 3 Copes Eva Duarte de Perón) posseeix el rècord de trofeus. El seu palmarès el converteix en el segon club més llorejat d'Espanya, amb 102 copes estatals i internacionals; i més llorejat d'Espanya, amb 141 títols nacionals, estatals i internacionals. Va ser el primer equip que guanya el sextet,
Posseeix cinc trofeus de la Lliga en propietat per haver guanyat la competició tres vegades consecutives o bé per cinc alternes, i set trofeus de Copa del Rei en propietat pel mateix motiu.
Va ser considerat per la Federació Internacional d'Història i Estadística de Futbol (IFFHS) com a millor club del món en els anys 1997, 2009, 2011, 2012 i 2015.

### Futbol

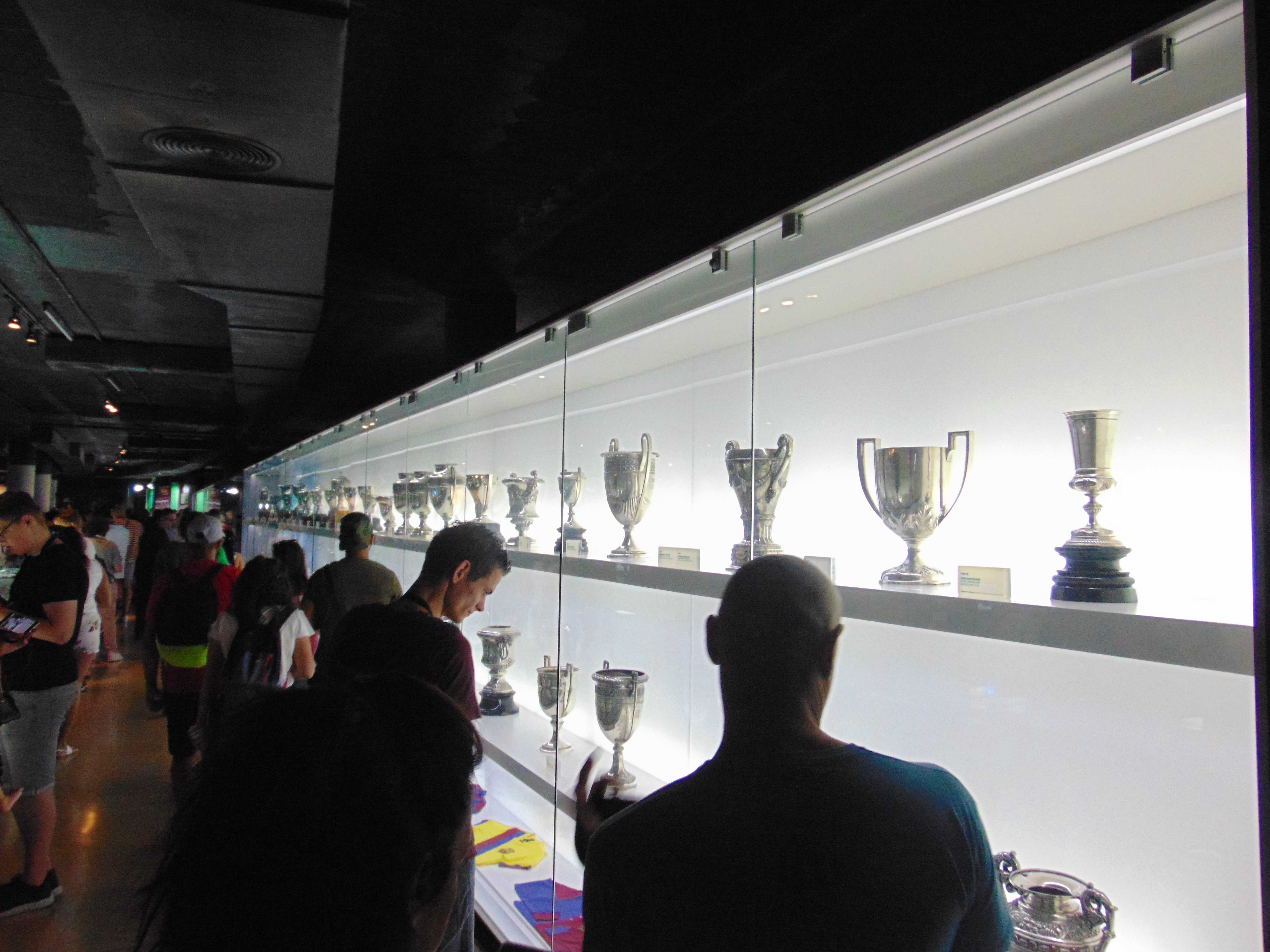
Col·leccions del Museu del FC Barcelona

L'equip de futbol ha guanyat 141 copes en les competicions organitzades per la FCF, les federacions catalana i valenciana, la RFEF, l'USFSA, la UEFA, i la FIFA.

#### Tornejos internacionals
- Copa d'Europa/Lliga de Campions de la UEFA: 5

1991-92, 2005-06, 2008-09, 2010-11, 2014-15
- Recopa d'Europa: 4

1978-79, 1981-82, 1988-89, 1996-97
- Copa de Fires: 3

1955-58, 1958-60, 1965-66
- Supercopa d'Europa: 5

1992, 1997, 2009, 2011, 2015
- Campionat del Món de Clubs: 3

2009, 2011, 2015
- Copa Llatina: 2

1949, 1952
- Copa dels Pirineus: 4

1910, 1911, 1912, 1913,

#### Tornejos estatals
- Lliga espanyola: 28

1928-1929, 1944-1945, 1947-1948, 1948-1949, 1951-1952, 1952-1953, 1958-1959, 1959-1960, 1973-1974, 1984-1985 
1990-1991, 1991-92, 1992-1993, 1993-1994, 1997-1998, 1998-1999, 2004-2005, 2005-2006, 2008-2009, 2009-2010 
2010-2011, 2012-2013, 2014-2015, 2015-2016, 2017-2018, 2018-2019, 2022-2023, 2024-2025
- Copa espanyola: 32

1910 (FEF), 1912, 1913 (UECF), 1920, 1922, 1925, 1926, 1928, 1941-42, 1950-51 
1951-52, 1952-53, 1956-57, 1958-59, 1962-63, 1967-68, 1970-71, 1977-78, 1980-81, 1982-83 
1987-88, 1989-90, 1996-97, 1997-98, 2008-09, 2011-12, 2014-15, 2015-16, 2016-17, 2017-18 
2020-21, 2024-25
- Supercopa espanyola: 15

1983, 1991, 1992, 1994, 1996, 2005, 2006, 2009, 2010, 2011 
2013, 2016, 2018, 2023, 2025
- Copa de la Lliga espanyola: 2

1983, 1986
- copa Eva Duarte: 3

1947-48, 1951-52, 1952-53
- Lliga Mediterrània: 1

1936-1937

#### Tornejos nacionals
- Campionat de Catalunya: 23

1901-1902 (Copa Macaya), 1902-1903 (Copa Barcelona), 1904-1905, 1908-1909, 1909-1910, 1910-1911, 1912-1913 (Campionat de la Football Associació de Catalunya), 1915-1916, 1918-1919, 1919-1920, 1920-1921, 1921-1922, 1923-1924, 1924-1925, 1925-1926, 1926-1927, 1927-1928, 1929-1930, 1930-1931, 1931-1932, 1934-1935, 1935-1936, 1937-1938
- Lliga Catalana: 1

1937-1938
- Copa Catalunya (anomenada Copa Generalitat fins a 1993): 8

1990-1991, 1992-1993, 1999-2000, 2003-2004, 2004-2005, 2006-2007, 2012-2013, 2013-2014
- Supercopa Catalunya: 2

2014, 2017

### Seccions
Pel que fa als títols oficials aconseguits en altres seccions vegeu: Seccions esportives del Futbol Club Barcelona § Palmarès resumit de totes les seccions.

## Presidents
Categoria principal: Presidents del FC Barcelona

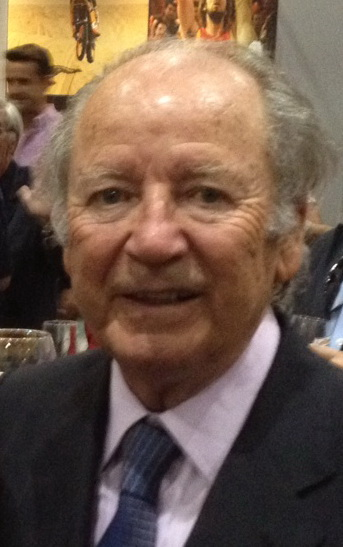
Josep Lluís Núñez i Clemente, president amb més anys de mandat.

El Futbol Club Barcelona ha tingut 39 presidents i 4 comissions gestores al llarg de la seva història. El fundador del club, el suís Hans Gamper, no va ser, paradoxalment, el primer president: ho va ser l'anglès Walter Wild, ja que era la persona de major edat de les onze que van participar en l'assemblea fundacional del club. Joan Gamper, però, va ser posteriorment president en cinc etapes diferents del club. El president amb més anys de mandat de la història del club va ser Josep Lluís Núñez, que va ocupar el càrrec durant 22 anys, entre 1978 i 2000.
El president del Futbol Club Barcelona és, des de l'any 1978, un soci escollit per sufragi universal per dur la gestió del club.
L'actual president del club és Joan Laporta i Estruch.

## Instal·lacions
Categoria principal: Instal·lacions del Futbol Club Barcelona
Altres Instal·lacions són/eren: 
- Ciutat Esportiva Joan Gamper
- La Masia de Can Planes
- Antiga Mini Estadi
- Estadi Johan Cruyff
- Palau Blaugrana
- Nou Palau Blaugrana
- Espai Barça
- Palau de Gel
- Museu del FC Barcelona
- FCBotiga
- Espai Memorial Futbol Club Barcelona, columbari  que no es va completar.[145]

### Seus socials
A continuació s'informa la llista de seus socials utilitzat per la Futbol Club Barcelona al llarg de la seva història.
- 1899-1910 Carrer de Montjuïc del Carme, 5 (Gimnàs Solé)
- 1910-1914 Plaça de Goya (cerveseria Moritz)
- 1914-1915 Rambla de Canaletes, 9, 1r.
- 1915-1916 Rambla de les Flors, 18, 2n.
- 1916-1919 Xalet del camp del carrer de la Indústria (entre París i Urgell)
- 1919-1921 Carrer d'Aribau, 21, entresòl
- 1921-1924 Carrer del Pintor Fortuny, 1, 1r.
- 1924-1928 Plaça del Teatre, 2, 2n.
- 1928-1929 Via Laietana, 28, 2n.
- 1929-1932 Xalet al passeig de Gràcia a la cantonada amb Diputació
- 1932-1938 Carrer del Consell de Cent, 333 1r.
- 1938-1939 Ronda de Sant Pere, 2 1r.
- 1939-1941 Gran Via de les Corts Catalanes, 629 bis 1r.
- 1941-1960 Xalet al passatge de Méndez Vigo, 4
- 1960-1966 Pau Claris, 180, a la cantonada amb Provença
- 1966-1978 Av. de Joan XXXII, (la Masia)
- 1978- Av. d'Arístides Maillol, s/n

## Organigrama esportiu de futbol

### Plantilla
Mereixen ser destacades algunes generacions de futbolistes de l'equip com el «Barça de l'edat d'or» —equip que aconseguí conquistar quatre Copes d'Espanya i, la primera Lliga espanyola—, el «Barça de les Cinc Copes» —equip que guanyà cinc títols: la lliga, la copa, la Copa Llatina, la Copa Eva Duarte i el Trofeu Martini & Rossi—, el «Barça d'Helenio Herrera» o el «Barça d'HH» —equip que guanyà 2 Campionats de Lliga espanyola, 1 Copa del Rei i 2 Copes de Fires—, el «Dream Team» —equip format per millors futbolistes nacionals i estrangers, complementat amb talents del planter, i amb un estil de joc derivat del futbol total, que va conquistar quatre Lligues consecutives i una Copa d'Europa— o l'últim, «Pep Team», mitjançant la integració efectiva de talents de La Masia, com ara Xavi, Iniesta i Messi, i amb estil de joc tiquitaca, va guanyar 14 títols entre els que es poden destacar 2 Champions, 3 Lligues i 2 copes del Rei, entre d'altres. Recordatori de «sextet» en un mateix any (2009).
Gairebé la totalitat dels futbolistes de la plantilla actual han estat internacionals almenys una vegada en alguna categoria al llarg de la seva carrera futbolística. Entre ells, els més representats a data de les darreres convocatòries corresponen a la selecció espanyola absoluta amb quatre representants.

#### Plantilla actual
Categoria principal: Membres del cos tècnic de futbol del FC Barcelona
La relació de jugadors de la plantilla del Barça la temporada 2025-2026 és la següent.
Els equips que disputen la lliga espanyola de futbol estan limitats a tenir en la plantilla un màxim de tres jugadors sense passaport de la Unió Europea. La llista inclou només la principal nacionalitat de cada jugador. Alguns jugadors no europeus tenen doble nacionalitat d'algun país de la UE:
- Ronald Araújo té passaport espanyol.
- Raphinha té passaport italià.

### Jugadors
Categoria principal: Futbolistes del FC Barcelona

#### Jugadors destacats

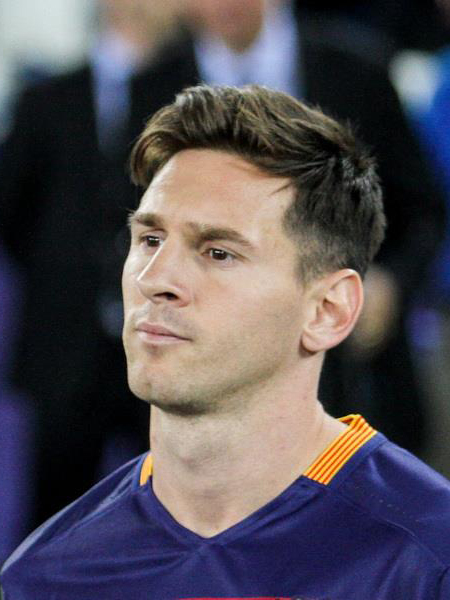
Lionel Messi, el futbolista més determinant de la història del club.

Més d'un miler de futbolistes han vestit la samarreta del primer equip del Futbol Club Barcelona al llarg dels seus 123 anys d'història. Els jugadors d'origen estranger (tot i que alguns, nacionalitzats espanyols) han tingut sempre un gran pes en la història del club, i han marcat les èpoques més brillants del conjunt català. Fundat per un grup d'estrangers establerts a Barcelona, inicialment l'equip va estar format per jugadors d'origen majoritàriament anglès, suís i alemany. La majoria d'historiadors consideren que l'hongarès Ladislau Kubala va ser, als anys 1950, la primera gran figura de talla internacional que va militar al conjunt barcelonista. No obstant això va ser a partir dels anys 1970 quan el futbol espanyol va regularitzar la participació de jugadors estrangers i, per tant, quan el club va començar a fitxar grans figures internacionals. El FC Barcelona ha comptat des de llavors amb diversos jugadors que, militant al club blaugrana, han conquerit els més prestigiosos trofeus individuals del futbol mundial.
Cinc jugadors del club van ser guardonats amb el premi de FIFA World Player que els acreditava com els millors futbolistes del món: Romário, Ronaldo, Rivaldo, Ronaldinho en dues ocasions consecutives, i Lionel Messi; i sis van ser premiats amb la Pilota d'Or que els acreditava com els millors jugadors del futbol europeu: Luis Suárez, Johan Cruyff en tres ocasions, Hristo Stoítxkov, Rivaldo, Ronaldinho i Messi que va fer història al club en ser el primer del planter a aconseguir-ho. Fins a vint ocasions, un jugador del club ha obtingut la Pilota d'Or, Plata o Bronze, a més de quatre ocasions més en què un jugador ha obtingut un d'aquests guardons havent disputat la primera part d'aquell any al club blaugrana; Ronaldo el 1997 i sent jugador de l'Inter de Milà, i Luís Figo el 2000 pertanyent al Reial Madrid. A més, el club ha comptat amb jugadors posseïdors d'altres grans distincions internacionals com Andrés Iniesta, Xavi Hernández, Michael Laudrup, Samuel Eto'o, Allan Simonsen, Hansi Krankl, Diego Maradona, Gary Lineker o Zlatan Ibrahimović entre d'altres.
Després de la fusió del FIFA World Player amb la Pilota d'Or es va crear la FIFA Pilota d'Or, on el club ha comptat amb nou nominacions (Neymar una vegada, Andrés Iniesta i Xavi Hernández dues vegades i Lionel Messi quatre vegades) i tres primers llocs (tots de Lionel Messi, qui suma un total de set, el jugador amb més guardons del premi).
Els futbolistes que més partits oficials han disputat al FC Barcelona són: Lionel Messi, Xavi Hernandez, Sergio Busquets, Andrés Iniesta, Gerard Piqué i Carles Puyol. L'argentí Lionel Messi amb set-cents setanta-vuit és l'integrant barcelonista amb la quantitat més gran de partits disputats.
Els jugadors que més gols han marcat en competicions oficials són: Lionel Messi, César Rodríguez, Luis Suárez, Ladislau Kubala, i Josep Samitier. Destaca l'argentí Lionel Messi com a màxim golejador històric amb sis-cents setanta-dos gols, i el futbolista que més títols ha aconseguit en la seva estada a l'entitat amb trenta-quatre.
Des de la fundació al 1910
- Arthur Witty
- Stanley Harris
- Udo Steinberg
- Lluís d'Ossó
- Romà Forns
- Carles Comamala
- Francesc Bru
- Josep Vidal
- Josep Quirante
- Bernat Lassaleta
- Joan Gamper

Del 1910 al 1920
- Jack Greenwell
- Paulí Alcàntara
- Climent Gràcia
- Vicenç Martínez
- Ricard Zamora
- Ramon Torralba
- Francesc Vinyals
- Félix Sesúmaga

Del 1920 al 1930
- Emil Walter
- Emili Sagi-Barba
- Josep Samitier
- Patrici Arnau
- Andreu Bosch i Girona
- Domènec Carulla
- Manuel Parera
- Vicenç Piera
- Josep Sastre
- Cristòfol Martí
- Franz Platko
- Agustí Sancho

Del 1930 al 1940
- Domènec Balmanya
- Josep Escolà
- Ramon Guzman
- Ramon Zabalo
- Martí Ventolrà
- Joan Ramon
- Esteve Pedrol
- Joan Josep Nogués

Del 1940 al 1950
- Josep Raich
- Manel Rosalén
- Josep Gonzalvo
- Marià Gonzalvo
- Francesc Calvet
- Marià Martín
- Velasco
- César Rodríguez

Del 1950 al 1960
- Evaristo de Macedo
- Gustau Biosca
- Estanislau Basora
- Andreu Bosch i Pujol
- Sígfrid Gràcia
- Antoni Ramallets
- Josep Seguer
- Joan Segarra
- Luis Suárez
- Eulogio Martínez
- Ladislau Kubala
- Zoltán Czibor

Del 1960 al 1970
- Enric Gensana
- Ferran Olivella
- Josep Maria Fusté
- Eladi Silvestre
- Martí Vergés
- Jesús María Pereda
- José Antonio Zaldúa
- Sándor Kocsis

Del 1970 al 1980
- Salvador Sadurní
- Carles Rexach
- Joaquim Rifé
- Antoni Torres Garcia
- Antoni Olmo
- Migueli
- Gallego
- Marcial Pina
- Johan Cruyff
- Johan Neeskens
- Juan Manuel Asensi
- Hugo Sotil

Del 1980 al 1990
- Bernd Schuster
- Gary Lineker
- Maradona
- Hans Krankl
- Ramon Maria Calderé
- Allan Simonsen
- Steve Archibald
- Marcos Alonso
- Víctor Muñoz
- Quini
- Julio Alberto Moreno
- Mark Hughes
- José Ramón Alexanko
- Javier Urruticoechea
- Francisco José Carrasco

Del 1990 al 2000
- Rivaldo
- Romário
- Ronaldo
- Hristo Stoítxkov
- Albert Ferrer
- Josep Guardiola
- Sergi Barjuan
- Michael Laudrup
- Abelardo Fernández
- Luis Enrique
- Laurent Blanc
- Miquel Àngel Nadal
- Frank de Boer
- Phillip Cocu
- Patrick Kluivert
- Ronald Koeman
- José Mari Bakero
- Txiki Beguiristain
- Jon Andoni Goikoetxea
- Julio Salinas
- Andoni Zubizarreta
- Guillermo Amor
- Luís Figo
- Gheorghe Popescu

Del 2000 al 2010
- Juan Román Riquelme
- Javier Saviola
- Ronaldinho
- Samuel Eto'o
- Xavier Hernández
- Oleguer Presas
- Carles Puyol
- Víctor Valdés
- Yaya Touré
- Andrés Iniesta
- Eric Abidal
- Ludovic Giuly
- Thierry Henry
- Seydou Keita
- Rafael Márquez
- Edgar Davids
- Marc Overmars
- Deco
- Henrik Larsson
- Zlatan Ibrahimović

Del 2010 al 2020
- Javier Mascherano
- Lionel Messi
- Neymar
- Dani Alves
- Jordi Alba
- Sergio Busquets
- Cesc Fàbregas
- Gerard Piqué
- Ivan Rakitić
- Pedro Rodriguez
- David Villa
- Luis Suárez

Del 2020 fins avui
- Marc-André ter Stegen
- Sergi Roberto
- Pedri
- Frenkie de Jong
- Robert Lewandowski
- Raphinha
- Lamine Yamal

##### Millors jugadors per número
El 8 d'abril de 2020, Marca va anunciar els millors jugadors de futbol per dorsal de la història del FC Barcelona amb dorsals de l'1 al 23.
| N. | Pos. | Nac. | Jugador          |
| -- | ---- | --- | ---------------- |
| 1  | POR  | [[Fitxer:Flag of Catalonia.svg\|23x15px\|border \|alt=Catalunya\|link=Selecció de futbol de Catalunya\|{{#if:\|]]                 | Víctor Valdés    |
| 2  | DEF  | [[Fitxer:Flag of Brazil.svg\|23x15px\|border \|alt=Brasil\|link=Selecció de futbol del Brasil\|{{#if:\|]]                         | Dani Alves       |
| 3  | DEF  | [[Fitxer:Flag of Catalonia.svg\|23x15px\|border \|alt=Catalunya\|link=Selecció de futbol de Catalunya\|{{#if:\|]]                 | Gerard Piqué     |
| 4  | DEF  | [[Fitxer:Flag of the Netherlands.svg\|23x15px\|border \|alt=Països Baixos\|link=Selecció de futbol dels Països Baixos\|{{#if:\|]] | Ronald Koeman    |
| 5  | DEF  | [[Fitxer:Flag of Catalonia.svg\|23x15px\|border \|alt=Catalunya\|link=Selecció de futbol de Catalunya\|{{#if:\|]]                 | Carles Puyol     |
| 6  | MIG  | [[Fitxer:Flag of Catalonia.svg\|23x15px\|border \|alt=Catalunya\|link=Selecció de futbol de Catalunya\|{{#if:\|]]                 | Xavi Hernández   |
| 7  | DAV  | [[Fitxer:Flag of Hungary.svg\|23x15px\|border \|alt=Hongria\|link=Selecció de futbol d'Hongria\|{{#if:\|]]                        | Ladislau Kubala  |
| 8  | MIG  | [[Fitxer:Flag of Spain.svg\|23x15px\|border \|alt=Espanya\|link=Selecció de futbol d'Espanya\|{{#if:\|]]                          | Andrés Iniesta   |
| 9  | DAV  | [[Fitxer:Flag of the Netherlands.svg\|23x15px\|border \|alt=Països Baixos\|link=Selecció de futbol dels Països Baixos\|{{#if:\|]] | Johan Cruyff     |
| 10 | DAV  | [[Fitxer:Flag of Argentina.svg\|23x15px\|border \|alt=Argentina\|link=Selecció de futbol de l'Argentina\|{{#if:\|]]               | Lionel Messi     |
| 11 | DAV  | [[Fitxer:Flag of Brazil.svg\|23x15px\|border \|alt=Brasil\|link=Selecció de futbol del Brasil\|{{#if:\|]]                         | Rivaldo          |
| 12 | POR  | [[Fitxer:Flag of Catalonia.svg\|23x15px\|border \|alt=Catalunya\|link=Selecció de futbol de Catalunya\|{{#if:\|]]                 | Salvador Sadurní |

| N. | Pos. | Nac. | Jugador            |
| -- | ---- | --- | ------------------ |
| 13 | POR  | [[Fitxer:Flag of Chile.svg\|23x15px\|border \|alt=Xile\|link=Selecció de futbol de Xile\|{{#if:\|]]                                      | Claudio Bravo      |
| 14 | DAV  | [[Fitxer:Flag of France (1794–1815, 1830–1974).svg\|23x15px\|border \|alt=França\|link=Selecció de futbol de França\|{{#if:\|]]          | Thierry Henry      |
| 15 | DEF  | [[Fitxer:Flag of the Balearic Islands.svg\|23x15px\|border \|alt=Illes Balears\|link=Selecció de futbol de les Illes Balears\|{{#if:\|]] | Miquel Àngel Nadal |
| 16 | MIG  | [[Fitxer:Flag of Catalonia.svg\|23x15px\|border \|alt=Catalunya\|link=Selecció de futbol de Catalunya\|{{#if:\|]]                        | Sergio Busquets    |
| 17 | DAV  | [[Fitxer:Flag of the Canary Islands.svg\|23x15px\|border \|alt=Illes Canàries\|link=Selecció de futbol d'Illes Canàries\|{{#if:\|]]      | Pedro              |
| 18 | DEF  | [[Fitxer:Flag of Catalonia.svg\|23x15px\|border \|alt=Catalunya\|link=Selecció de futbol de Catalunya\|{{#if:\|]]                        | Jordi Alba         |
| 19 | DAV  | [[Fitxer:Flag of the Netherlands.svg\|23x15px\|border \|alt=Països Baixos\|link=Selecció de futbol dels Països Baixos\|{{#if:\|]]        | Patrick Kluivert   |
| 20 | MIG  | [[Fitxer:Flag of Portugal (official).svg\|23x15px\|border \|alt=Portugal\|link=Selecció de futbol de Portugal\|{{#if:\|]]                | Deco               |
| 21 | MIG  | [[Fitxer:Flag of Spain.svg\|23x15px\|border \|alt=Espanya\|link=Selecció de futbol d'Espanya\|{{#if:\|]]                                 | Luis Enrique       |
| 22 | DEF  | [[Fitxer:Flag of France (1794–1815, 1830–1974).svg\|23x15px\|border \|alt=França\|link=Selecció de futbol de França\|{{#if:\|]]          | Éric Abidal        |
| 23 | MIG  | [[Fitxer:Flag of Spain.svg\|23x15px\|border \|alt=Espanya\|link=Selecció de futbol d'Espanya\|{{#if:\|]]                                 | Iván de la Peña    |

#### Números retirats
- 21 Luis Enrique, MIG, 1996–2004 - Temporalment retirat

La samarreta dorsal 21, que va vestir Luis Enrique durant la seva etapa al Barça, va estar vacant durant 2 anys, des de la retirada del migcampista el 2004, ja que la Lliga no permetia que els números es retiressin permanentment. La va tornar a utilitzar el 2006, per la defensa Lilian Thuram. Des de la seva arribada al club l'any 2020, Frenkie de Jong ostenta actualment la samarreta número 21, agafant-la de Carles Aleñá.

#### Capitans
Excepte en algun cas, els integrants de la primera plantilla escullen els seus capitans.
Es coneix la identitat de 50 dels primers capitans del Barça, tots excepte els que ho van fer durant el període 1937-1939. El primer capità va ser Joan Gamper el 1899. El jugador que més temporades ha estat capitan és Carles Puyol (10 temporades) entre 2004 i 2014.

#### Contribució a les seleccions
El FC Barcelona ha estat històricament, juntament amb el Reial Madrid, un dels conjunts que més ha contribuït a nodrir la selecció d'España. El jugador del club amb més partits internacionals amb la selecció espanyola va ser el centrecampista Xavi Hernández, que va disputar cent trenta-tres partits fins a ser superat per Sergio Busquets, i juntament amb Lionel Messi, Andrés Iniesta, Gerard Piqué i Carles Puyol pertanyen al selectiu de futbolistes barcelonistes del «FIFA Century Club» per haver disputat amb cent o més partits amb la seva selecció nacional absoluta. Dels onze titulars de la final de la Copa del Món de futbol de 2010, que va valdre l'únic títol mundial d'Espanya, set eren jugadors blaugranes: Piqué, Puyol, Iniesta, Xavi, Busquets, Villa i Pedro.

### Entrenadors

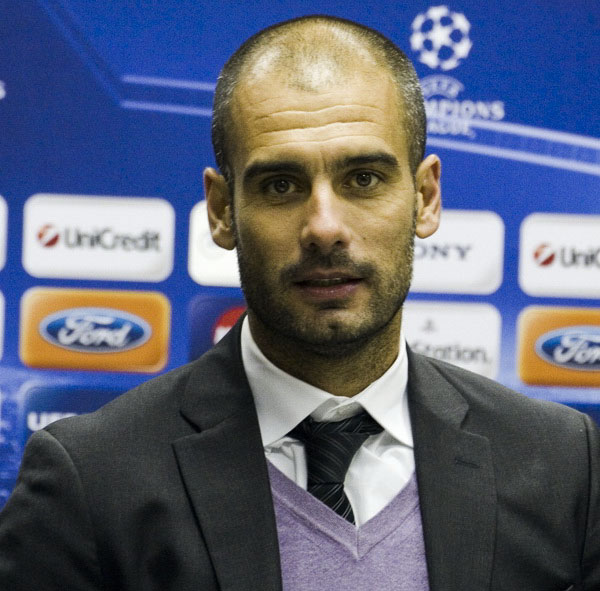
Josep Guardiola, entrenador del FCB 2008-2012.

El primer entrenador a temps complet fou Miles Barron, ja que anteriorment aquesta funció l'exercia el capità de l'equip. Johan Cruyff va ser el tècnic amb més partits dirigits (602), també més temporades a la banqueta del primer equip (vuit anys consecutius, entre 1988 i 1996). Pep Guardiola que assolint el triplet (Copa del Rei, Lliga i Lliga de Campions), i posteriorment en el mateix any 2009 tres títols més que van ser la Supercopa d'Espanya de futbol, la Supercopa d'Europa de futbol, i el Campionat del Món de Clubs de futbol, és el entrenador més laureat amb 14 títols en el quatre temporades (de la 2008-09 a la 2011-12).

## Societat
El Futbol Club Barcelona és una entitat esportiva sense ànim de lucre propietat dels seus socis, que exerceixen un paper actiu en la presa de decisions, com l'elecció de la junta directiva. Les finances del club es basen en els ingressos generats per drets de televisió, patrocinis, vendes de mercaderies i competicions internacionals, tot i que ha experimentat dificultats econòmiques en els darrers anys, amb un augment del deute. Això ha portat a una reestructuració financera per assegurar la seva sostenibilitat i competitivitat a llarg termini.
Inici de desafiaments financers sota Gaspart (2000-2010)
A principis del segle XXI, el FC Barcelona es trobava en una posició financera vulnerable, caracteritzada per un endeutament creixent i una estructura financera inestable. Sota la presidència de Joan Gaspart (2000-2003), els ingressos es van estancar mentre que les despeses en salaris de jugadors i traspassos continuaven augmentant. Les actuacions esportives decebedores no van fer bé a l'atractiu comercial del club, provocant una disminució dels ingressos per patrocinis i venda d'entrades.
Durant el regnat de Gaspart, el club va caure en una profunda crisi esportiva i econòmica. Els deutes van augmentar fins a més de 98 milions d'euros, i el rendiment al camp va quedar molt per sota de les expectatives. La temporada 2002/03 va ser un punt baix: el Barça va acabar una decebedora sisena posició a la Lliga.
Els informes financers d'aquella època pintaven un panorama desolador. A l'última temporada sota Gaspart, la facturació del club va ser de només 123,4 milions d'euros, menys de la meitat dels del Manchester United. Els sous dels jugadors representaven ni menys que 88% de facturació. El club va patir una pèrdua operativa de 72 milions d'euros, mentre que el deute total va pujar a 186 milions d'euros.
Les causes d'aquest malestar financer van ser diverses. Es va gastar molt diner descuidadament en traspassos que no van justificar la seva inversió. Entre el 2000 i el 2001, es van gastar aproximadament 180 milions d'euros en transferències, sense que això condueixi a premis ni èxits esportius.
Primera reconstrucció amb Laporta
Amb l'arribada de Joan Laporta com a president el 2003, es va fer el primer pas cap a la recuperació financera. L'estratègia de Laporta incloïa l'expansió de les activitats digitals, l'augment dels ingressos de patrocini i l'emissió d'obligacions. El rendiments esportius millorats, inclosa la victòria a la Lliga de Campions el 2006, van contribuir a un augment significatiu dels ingressos. No obstant això, la situació financera es va mantenir fràgil. Malgrat el seu èxit, el club encara va lluitar amb importants deutes i altes despeses, problemes que molt més tard desembocarien en les dificultats financeres actuals.
El núvol rosa de Rosell i la imprudència de Bartomeu (2010-2020)
Aquesta època de Sandro Rosell es va caracteritzar per un èxit esportiu inigualable i creixement financer, amb la Generació d'Or del FC Barcelona – format per icones com Lionel Messi, Xavi Hernández i Andrés Iniesta – que van portar l'equip a innombrables victòries. Dirigit per entrenadors com Pep Guardiola i més tard entre d'altres Luis Enrique l'equip es va fer famós pel seu estil de joc 'tiki-taka'. El Barça va conquerir 7 títols de La Liga, 6 trofeus de la Copa del Rei, 3 Lligues de Campions de la UEFA i 3 Mundials de Clubs de la FIFA, cosa que va fer créixer tant les vitrines de títols com les finances del club.
Els èxits esportius van anar acompanyats d'un augment explosiu del valor del club, que va ser estimat en 752 milions d'euros per Forbes el 2010, però el 2013 ja va pujar als 2.000 milions d'euros. El 2017 el valor va ser fins i tot 3.200 milions d'euros, en part gràcies als lucratius acords de patrocini amb empreses com Qatar Airways i Rakuten i als ingressos significatius dels drets televisius. El 2018 es va aconseguir una facturació rècord de 885 milions d'euros, convertint el club en un dels clubs de futbol amb més èxit financer del món pel que fa a la facturació. Malauradament, sota Josep Maria Bartomeu, hi havia revers d'aquests anys daurats. Mentre els èxits esportius van continuar, es van fer fitxatges desastrosos i costosos sota Bartomeu, com Philippe Coutinho per 160 milions d'euros, Ousmane Dembélé per 105 milions d'euros i Antoine Griezmann per 120 milions d'euros. I l'extensió temerària de contractes massa cars i llargs als jugadors. Aquestes compres costoses, en combinació amb una estructura salarial altíssima, van provocar que les finances es descontrolessin i, finalment, van empènyer el FC Barcelona a una profunda crisi.
Crisi financera i impacte de la COVID-19 (2020-2022)
La pandèmia COVID-19 va portar els problemes financers a un màxim. La pèrdua d'ingressos de l'estadi i altres activitats comercials va suposar un dèficit de centenars de milions d'euros. Una auditoria el 2021 va revelar un deute de 1.350 milions d'euros, gran part dels quals era deute a curt termini.
La marxa de Lionel Messi el 2021 va posar en relleu la gravetat de la situació i va ser la gota. El club ja no podia pagar el seu sou sense infringir les regles financeres de la Lliga, la qual cosa va provocar un efecte de xoc mundial i el final de l'era de l'argentí al club.
Laporta i la reconstrucció del club (2021-present)
El FC Barcelona, sota el lideratge de Joan Laporta, ha viscut un període convuls però creixentment més positiu des del seu retorn el 2021, caracteritzat per enormes deutes, però també per passos cap a la recuperació financera i l'èxit esportiu. Quan Laporta va assumir el càrrec el 2021, el deute brut del club era d'aproximadament 1.350 milions d'euros. Per abordar aquesta situació, la junta directiva va prendre mesures dràstiques, incloent la venda del 25% dels drets de La Liga TV a Sixth Street per 517 milions d'euros, la venda del 49% de Barça Studios per 200 milions d'euros i l'activació de les anomenades "palanques econòmiques" per generar liquiditat. Aquestes actuacions eren necessàries, ja que, en cas contrari, el club ja no podria pagar les seves factures i deutes a curt termini, fet que podria haver portat a la fallida.
Aquestes accions van portar un alleujament a curt termini, però van ser criticats per les possibles conseqüències a llarg termini. Malgrat això, el club ho va aconseguir per assolir un resultat positiu de 304 milions d'euros la temporada 2022/2023. Malgrat els reptes econòmics, el Barça va continuar invertint en la plantilla, amb compres com Robert Lewandowski, Raphinha i Jules Koundé el 2022. Aquests reforços van contribuir a la victòria de la Lliga aquella mateixa temporada.
A nivell comercial, el projecte de l'Espai Barça, orientat a renovar el Camp Nou i les instal·lacions del seu entorn, avançava de manera constant. El FC Barcelona es va traslladar temporalment a l'Estadi Montjuïc per a la temporada 2023/2024, i tot i que inicialment s'esperava que el club tornés a un Camp Nou parcialment renovat el 2024/2025, això es va contradir a l'octubre del 2024. L'expectativa és ara que el club continuï jugant a l'Estadi Montjuïc fins a final de temporada. La inversió total en el projecte de l'Espai Barça ascendeix a 1.500 milions d'euros.
El club també va signar un contracte de patrocini lucratiu amb Spotify, pel qual l'estadi va ser rebatejat com a Spotify Camp Nou, S'ha informat que aporta 280 milions d'euros en quatre anys. No obstant això, la càrrega del deute continuava sent un gran repte. El 2022, el deute brut havia augmentat fins als 1.750 milions d'euros, principalment a causa d'una gran quantitat de sous impagats. La pèrdua neta de l'any 2023/2024 va ascendir a 91 milions d'euros, la pèrdua més baixa dels anys.
Malgrat aquests problemes, Laporta va fer passos cap a la recuperació, tornant a posar el club en el camí de l'estabilitat financera.

### Junta directiva
Categoria principal: Directius del FC Barcelona

### Patrocini

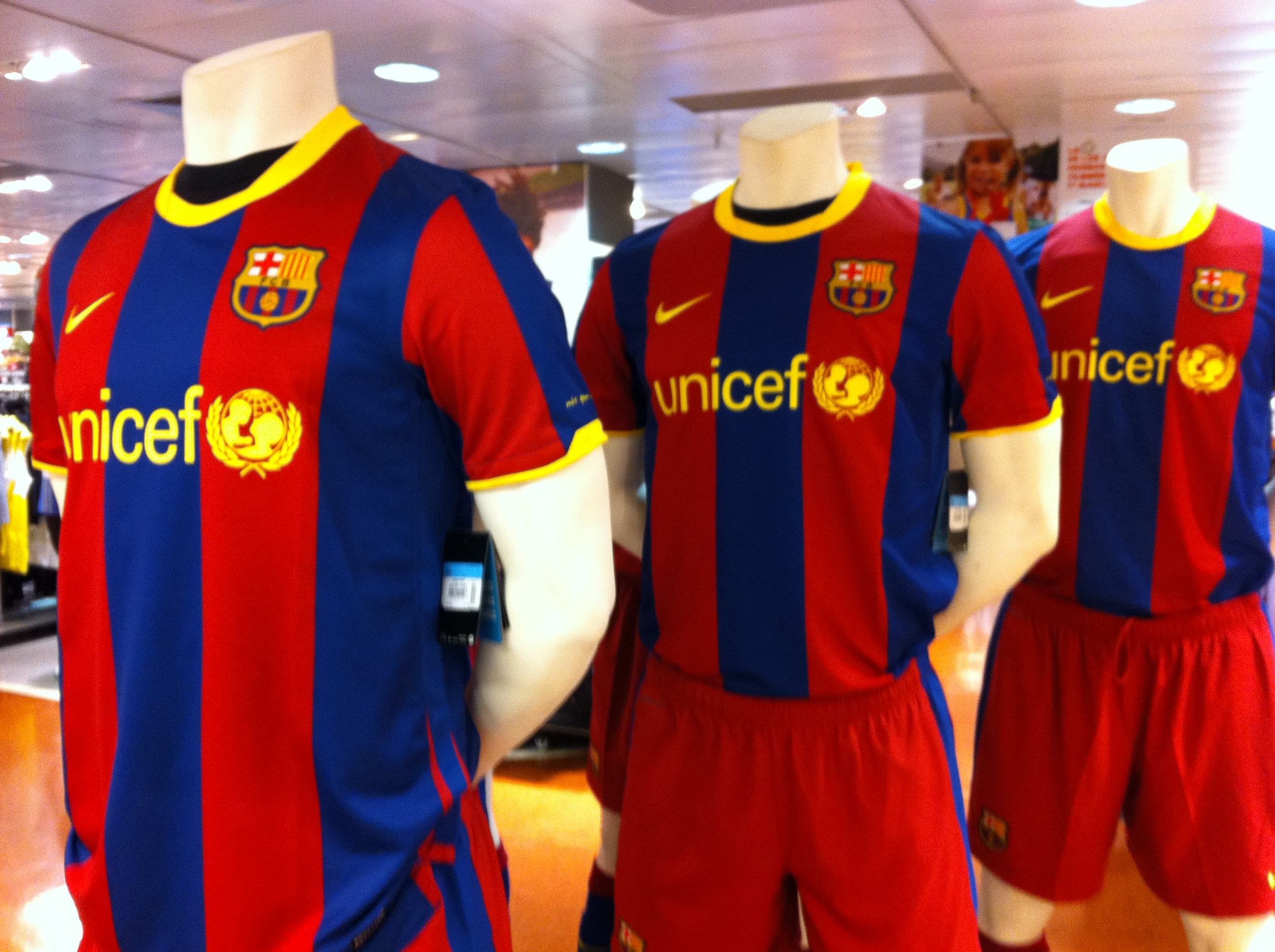
Equipació de la temporada 2010-11. Nike ha estat el proveïdor de l'uniforme del Barcelona des del 1998.

Nike, Inc. i el FC Barcelona, que van començar la relació comercial el 1998 quan va finalitzar l'acord amb Kappa van anunciar en 9 de novembre de 2024 la renovació del contracte de patrocini fins al 2038 sense precisar imports econòmic, tot i que fonts del FC Barcelona l'avaluaven en 1.700 milions d'euros, depenent de variables no fetes públiques.
El Barça es va negar a tenir publicitat en l'espai central de la samarreta fins al 2006, quan  el club va acordar amb Unicef portar la seva imatge en l'espai central de la samarreta. A diferència de les tractes tradicionals, això no era per pagar diner al club, però en comptes va ser per recaptar diner des del club per a UNICEF

### Llengua
L'acta de la primera Junta directiva presidida per Gaspar Rosés l'1 de juliol del 1916 va ser la primera redactada en català en la història del Barça, a l'hora que iniciava la catalanització institucional del club, amb diverses actuacions sota el seu mandat. A partir d'aleshores la llengua oficial de l'entitat va passar del castellà al català i a poc a poc va evolucionar cap a un símbol important del catalanisme. Per a molts aficionats, el club era un símbol cultural i nacional més enllà del futbol.
El Barça ha dut a terme una tasca de foment i potenciació de l'ús del català com la llengua prioritària a club, a través de les xarxes socials del club, o convenis amb institucions o entitats, com l'Enciclopèdia Catalana per acostar el català i la lectura als joves. L'estatuts del club defineixen el català com llengua pròpia del FC Barcelona. L'estatuts de 2021 indica a més que:
| « | La llengua pròpia del FC Barcelona és el català i, com a tal, és la que s'utilitza de manera normal i preferent en totes les activitats del Club. | » |
| — Modificació dels Estatuts del FC Barcelona aprovats per l'Assemblea General Ordinària (23 d'octubre del 2021) p.7 article 6è | |   |

### Aspectes socials

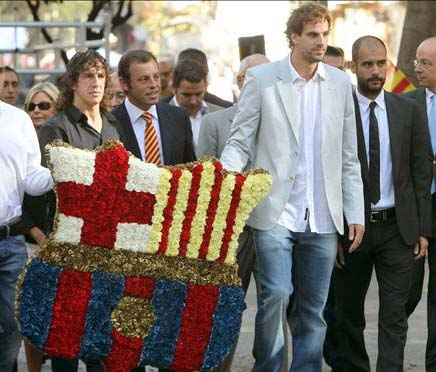
Jugadors, tècnics i la directiva, lliuren l'ofrena del club la Diada Nacional de Catalunya.

El club, considerat com l'entitat social més coneguda de Catalunya a l'exterior, ha complert al llarg de la seva història, per a molts aficionats, una funció representativa de defensa dels valors catalanistes, que el club ha defensat públicament en múltiples ocasions. El club, a més, també s'ha manifestat formalment i públicament en suport de les reivindicacions de major autonomia per a Catalunya i va signar manifestos de suport a l'Estatut d'Autonomia de Catalunya de 1932, l'Estatut d'Autonomia de Catalunya de 1979 i l'Estatut d'Autonomia de Catalunya de 2006. Aquesta trajectòria de defensa dels valors catalans va ser reconeguda el 21 de desembre del 1992 quan la Generalitat de Catalunya, presidida per Jordi Pujol, li va atorgar el Premi Creu de Sant Jordi, la màxima distinció que atorga el Govern de Catalunya.
El club sempre s'ha significat per activitats i gestos en defensa de la cultura i la llengua catalana, la qual ha estat la llengua oficial de tots els documents del club, tret dels anys de dictadura franquista, en la qual va condecorar tres vegades a Francisco Franco. Excepte en aquest mateix període, el capità de l'equip sempre ha lluït igualment la bandera catalana com a braçalet distintiu.
El FC Barcelona s'ha manifestat públicament a favor del reconeixement internacional de les seleccions esportives catalanes, promovent l'organització de partits amistosos entre la selecció de Catalunya i altres seleccions internacionals com Brasil o Argentina, sinó que ha cedit gratuïtament les seves instal·lacions com a seu de les trobades i ha prestat tots els seus esportistes. A més, el club ha signat manifestos públics a favor de la causa. Durant la presidència de Joan Laporta, ell mateix i algun jugador com Oleguer Presas van participar en una campanya publicitària de la Plataforma Pro Seleccions Catalanes que, sota l'eslògan «una nació, una selecció», va ocupar espais publicitaris en una gran quantitat de mitjans de comunicació escrits i audiovisuals de Catalunya. Alguns historiadors i assagistes, com Manuel Vázquez Montalbán, van arribar a apuntar que, per a molts catalans, el FC Barcelona compleix a Catalunya el paper substitutori de la selecció catalana al concert internacional, malgrat la llarga tradició d'esportistes espanyols d'origen no català i d'estrangers que ha tingut el club. Aquests assagistes apunten que aquest és un dels motius pels quals el club barcelonista té equips en tantes disciplines esportives diferents com el bàsquet, handbol, hoquei sobre patins, atletisme, voleibol, etcètera.
Tot i la seva vinculació amb idees catalanistes, el club ha comptat sempre amb gran quantitat d'aficionats i fins i tot socis a tot Espanya, atrets pels valors esportius del club, els quals detalla el mateix club. Alguns historiadors, tot i això, han apuntat que, a més de l'admiració pels valors esportius, molts aficionats espanyols simpatitzaven amb el Barça en veure al club català l'alternativa al «centralisme polític» amb què identificaven el Reial Madrid, especialment durant els anys de la dictadura franquista, fonament equivocat, ja que va repercutir a tots els clubs del país. Va ser aquells anys quan es va encunyar la frase que el F. Barcelona era més que un club, que es va convertir en l'eslògan més conegut de l'entitat.
D'altra banda, i com han apuntat diversos historiadors, el club també va aglutinar, especialment durant les primeres dècades de vida, els simpatitzants del republicanisme. Des de principis del segle xx diferents fets apunten la complicitat dels dirigents del club amb els ideals republicans.
El moment de major distanciament entre el club i la monarquia espanyola va tenir lloc sota el regnat d'Alfons XIII i durant la dictadura de Primo de Rivera. A l'estadi de les Corts, els aficionats del Barcelona havien manifestat crítiques a la dictadura i exhibit algunes pancartes contra el règim. Finalment, el 14 de juny de 1925 els 14.000 aficionats de l'estadi van escridassar la Marxa Reial, interpretada per una banda de música. Dies més tard, el capità general i governador civil de Barcelona Joaquim Milans del Bosch va dictar una ordre que va clausurar l'estadi durant sis mesos i va obligar a dimitir Hans Gamper com a president del club i exiliar-se a Suïssa durant una temporada. L'ordre de cloenda de l'estadi justificava la mesura indicant que «en la societat esmentada hi ha persones que combreguen amb idees contràries al bé de la Pàtria», com recull l'historiador Jaume Sobrequés a la seva obra F.C. Barcelona: cent anys d'història. Va ser la sanció més dura que ha rebut el club en tota la història. Com assenyala el mateix Sobrequés, el punt culminant del compromís del club amb els principis republicans va tenir lloc a partir del 1931, quan es va proclamar la Segona República Espanyola i, sobretot, a partir de l'inici de la Guerra Civil espanyola quan, el 1936, el FC Barcelona es va convertir voluntàriament en «Entitat al servei del govern legítim de la República».
Després del restabliment de la democràcia a Espanya el 1977, el club ha anat perdent aquesta connotació política. Va normalitzar les seves relacions amb la corona espanyola i en diverses ocasions expedicions formades per dirigents i esportistes del club han ofert els seus trofeus al Palau de la Zarzuela. El festeig i posterior matrimoni de la Infanta Cristina de Borbó i de Grècia amb el jugador d'handbol del FC Barcelona Iñaki Urdangarin va fer freqüent a finals dels anys 1990 i principis dels anys 2000 la presència de membres de la família reial espanyola al Palau Blaugrana, inclòs el Rei Joan Carles I. L'últim gest de complicitat entre el club i la Casa Reial va tenir lloc el 17 de maig de 2006, amb motiu de la final de la Lliga de Campions de la UEFA 2005-06, quan els Reis van acudir a París per mostrar la seva suport al conjunt blaugrana i, conclòs el matx, van baixar a la gespa a felicitar els jugadors de l'equip amb el president del govern espanyol José Luis Rodríguez Zapatero, declarat seguidor del conjunt barcelonista, i el president de la Generalitat de Catalunya Pasqual Maragall.
En el terreny religiós, i malgrat que el fundador del club, Hans Gamper i els seus primers dirigents eren protestants, el club va adquirir a partir dels anys 1940, després de la Guerra Civil espanyola, un caràcter marcadament catòlic. Van ser habituals les ofrenes del club al Monestir de Montserrat, i fins i tot l'estadi del Camp Nou compta amb una capella al costat dels vestidors, amb una reproducció de la Verge de Montserrat. El 1982, el papa Joan Pau II va rebre el carnet de soci número 108.000 del club, amb motiu d'una missa multitudinària que va oficiar al Camp Nou.
En els darrers temps el club s'ha significat pels seus gestos solidaris. A principi dels anys 1980 ja va organitzar un partit amistós en benefici d'Unicef, en què el Barça es va enfrontar al Camp Nou a l'equip Human Stars, una selecció dels millors futbolistes del món. A mitjan els anys 90 va tornar a repetir-se l'experiència. També en aquesta dècada el club es va implicar en la lluita contra la droga, organitzant diversos partits en col·laboració amb la Fundació d'Ajuda contra la Droga, els beneficis de la qual es van destinar al Projecte Home.
Amb l'arribada de Joan Laporta a la presidència, el club va manifestar la intenció d'incrementar la seva implicació en causes socials, expressant el desig que el club sigui reconegut mundialment pel seu tarannà solidari. En aquest sentit, a finals de l'any 2005, el FC Barcelona va organitzar un partit amistós al Camp Nou davant d'una selecció conjunta de jugadors israelians i palestins, que per primera vegada van compartir equip.

#### Mitjans de comunicació

##### Mitjans propis

###### Barça TV

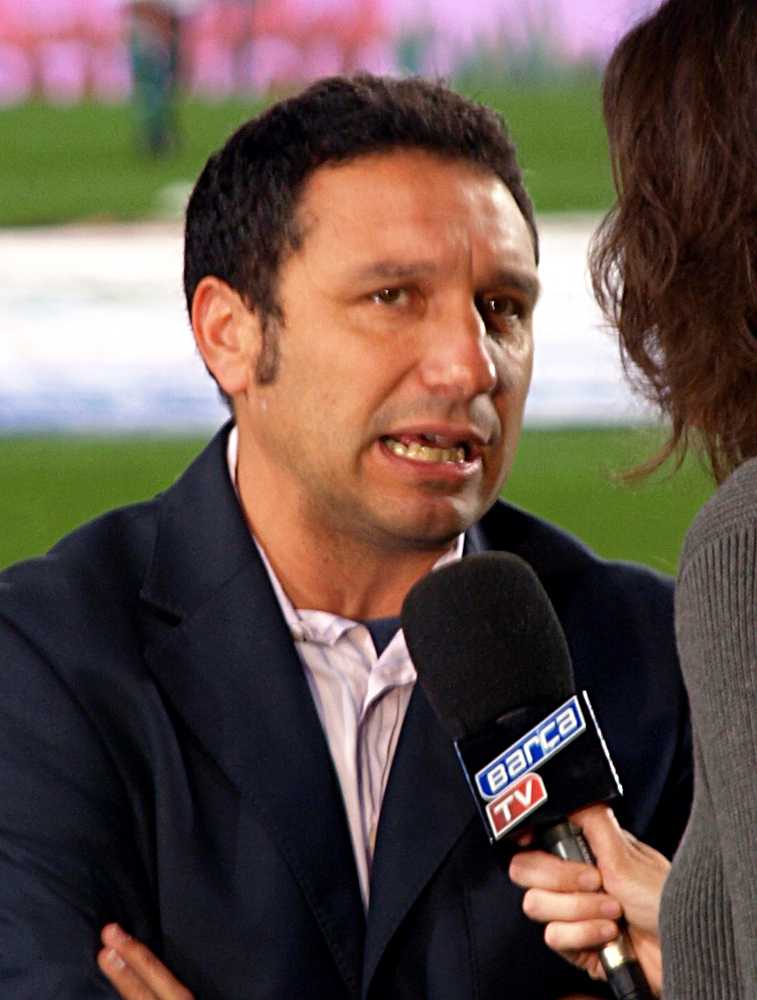
Eusebio Sacristán entrevistat pel canal del club Barça TV

Barça TV fou un canal de televisió esportiu dedicat íntegrament a l'actualitat del club. Va fer la seva primera emissió el 27 de juliol de 1999 sota el nom de Canal Barça. Els eixos principals de la programació del canal eren la informació, entreteniment, partits en directe del primer equip de futbol, dels equips del planter en totes les categories, partits històrics del FC Barcelona i programes específics que observaven i mostraven la realitat del teixit social barcelonista. El canal es produïa i emetia íntegrament en català, tot i que a les plataformes de pagament es disposava de dues pistes d'àudio addicionals que tradueixen a l'anglès i al castellà la programació. Les instal·lacions de la televisió oficial del club estaven al mateix estadi del FC Barcelona, destacant els platós a la zona mixta —a l'àrea dels vestidors— i a la tribuna del Camp Nou.
El mes de febrer del 2004 Canal Barça va passar a denominar-se Barça TV, després que el club tornés a adquirir els drets d'exclusivitat, fins aleshores en mans de Telefónica Sports. Des del 2008, Barça TV emet en obert per TDT al Principat de Catalunya. Després de 24 anys d'emissió, el club va anunciar que el canal tancaria el 30 de juny del 2023.

###### Barça One
Barça One és una plataforma de reproducció en continu amb contingut gratuït sobre el club en tres idiomes: català, anglès i castellà. Es va presentar de forma oficial el 4 d'abril de 2024.

###### Plana web i les noves tecnologies
El club disposa d'una pàgina web amplia informativament amb plataformes a les xarxes socials com Facebook, Twitter..., i una aplicació mòbil, que el club manté actualitzades amb contínues informacions.

###### Revistes i butlletins del FC Barcelona
Tot Barça
Revista de futbol que es publicà a Barcelona el 1979. Estava escrita en castellà amb alguns articles en català. L'any 1979 desaparegué.
R.B. Revista Barcelonista. Barça
Fem Barça!
La Veu del Club
Revista Barça
3a etapa
Barça és una revista bimensual que des de 2002 tracta sobre tots els afers relacionats amb el Futbol Club Barcelona. S'hi poden trobar novetats, història, estudis o anàlisis tècniques, consells, entrevistes, reportatges, món social i institucional, trobades, iniciatives. La revista la reben tots els socis i penyes del club a casa.
Barça Camp Nou
La publicació "Barça Camp Nou" és una publicació editada pel mateix club (mitjançant el seu departament de comunicació), que es reparteix gratuïtament coincidint amb els partits de Lliga i Copa del Rei que es juguen a "casa", al Camp Nou. La publicació es començà a editar a finals d'octubre del 2005 i la reben els aficionats del FC Barcelona que acudeixen a l'estadi.

##### Mitjans propers al club
A més dels diaris esportius actuals més coneguts com l'Sport, El Mundo Deportivo, El 9... destaquen algunes mitjans de comunicació rellevants com: Mundo Gráfico, Stadium, 4-2-4, Barcelona Deportiva, Barrabás, Dicen..., El Once, Futbolín, Hoja del Lunes, Lean, Olimpia, Vida Deportiva, R.B. Revista Barcelonista ... .

#### Valors
El respecte, l'esforç, l'ambició, el treball en equip i la humilitat són els valors del FC Barcelona.

#### Afició

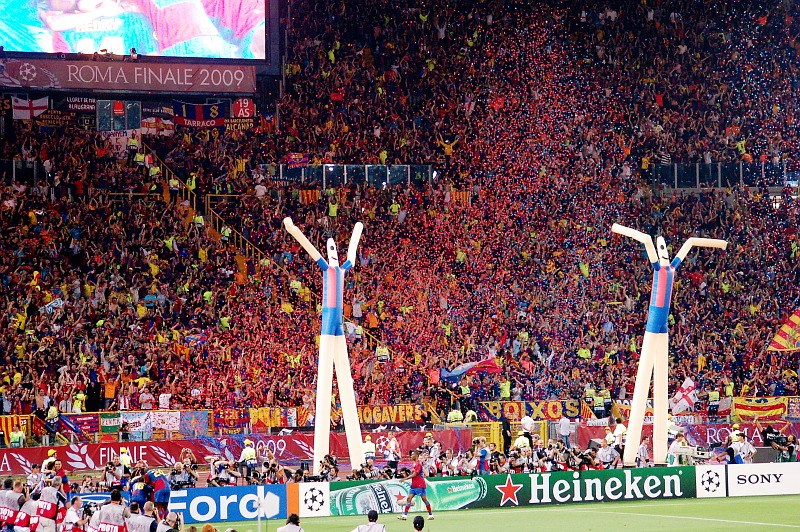
Aficionats celebrant un gol en la final de la Champions a Roma del 2009

El terme culer és el nom col·loquial que reben els seguidors del Futbol Club Barcelona.
Hom situa l'origen de la denominació "culers" en una anècdota referida al primer camp de futbol en el qual jugà el club, situat al carrer Indústria de Barcelona. Aquest camp no tenia graderies i els afeccionats s'havien d'asseure a la part alta del mur que envoltava el camp, de manera que la gent que caminava pel carrer en un dia de partit, veia una fila de culs arrenglerats. Malgrat haver canviat d'estadi dues vegades fins a l'actual Camp Nou, el sobrenom ha perdurat.

##### Penyes i massa social

###### Massa social
Una de les principals característiques distintives del FC Barcelona és la seva naturalesa jurídica: és un dels quatre únics clubs professionals de l'estat espanyol (juntament amb Reial Madrid, Athletic Club i CA Osasuna) que no és una Societat anònima esportiva (SAD), conservant des dels seus orígens el seu caràcter d'associació esportiva sense ànim de lucre, la propietat del qual recau en els seus socis. En aquest sentit, l'òrgan suprem de govern de l'entitat és l'Assemblea i els socis elegeixen el president per sufragi universal directe.
Al juny de 2022 el FC Barcelona registrava al voltant de 143.000 socis, una xifra que el situa com el desè club de futbol amb més associats del món. Així mateix, és el club de l'estat espanyol amb més abonats: 83.116 al setembre de 2019, per davant dels aproximadament 61.000 del Reial Madrid.
A la temporada 2010-11, el club va aconseguir ingressos propers als 51 milions d'euros per conceptes de socis i abonats.
L'afició pel club ha arribat al punt que una parella belga ha posat el nom de Barça com a nom de pila al seu primer fill, que a més han fet soci del club, el 19 de juliol del 2010 via Internet amb el número 185.508. Es tracta de Barça Beeckman, nascut el 26 d'abril del 2010 a Sint-Truiden, ciutat de Bèlgica. Segons el web del FC Barcelona, Barça Beeckman és el primer soci que es diu com l'equip i no tenen constància que ningú més al món es digui així.
Actualment, segons un estudi alemany, el Barça és el club amb més seguidors a Europa.

###### Penyes
Les penyes són una part molt important del barcelonisme, La primera d'elles fou la Penya Solera de Castellar del Vallès fundada l'any 1946. En 2023 hi ha constituides 1.265 penyes amb 170.000 penyistes, mentre en 2006 eren 1.333 penyes actives i 165.000 penyistes, formades com a associacions independents sense ànim de lucre, amb la finalitat de mantenir i projectar el sentiment i la història del club arreu del món. D'altra banda, també ajuden a fomentar la germanor entre els seus socis i simpatitzants mitjançant les diferents activitats que realitzen al llarg de l'any. Un cop l'any el club juntament amb una penya organitzen la trobada mundial de penyes (normalment, el setembre o l'octubre). Altres trobades, com les de zona o organitzades per diferents motius, són comunicades també al club, el qual envia un o més representants. Els grups de suport més destacats son la degana i ja desapareguda Penya Solera, Sang Culé, Penya Almogàvers, Boixos Nois i Dracs 1991 Supporters.
Els Boixos Nois son un d'grup radical de suport fundat el 1981. La Comissió Estatal contra la Violència els declarà grup radical violent en 2019, prohibint-ne l'exhibició de simbologia en els camps de futbol. Els Casuals, presumptament liderats per Ricardo Mateo Lucho, van enfocar la seva activitat al crim organitzat durant la dècada de 1990 i la dècada de 2000 dedicant-se a la seguretat de clubs nocturns, tràfic de drogues i robatoris a narcotraficants, pallisses i apunyalaments per encàrrec, entre d'altres.

###### Agermanaments i rivalitats de futbol

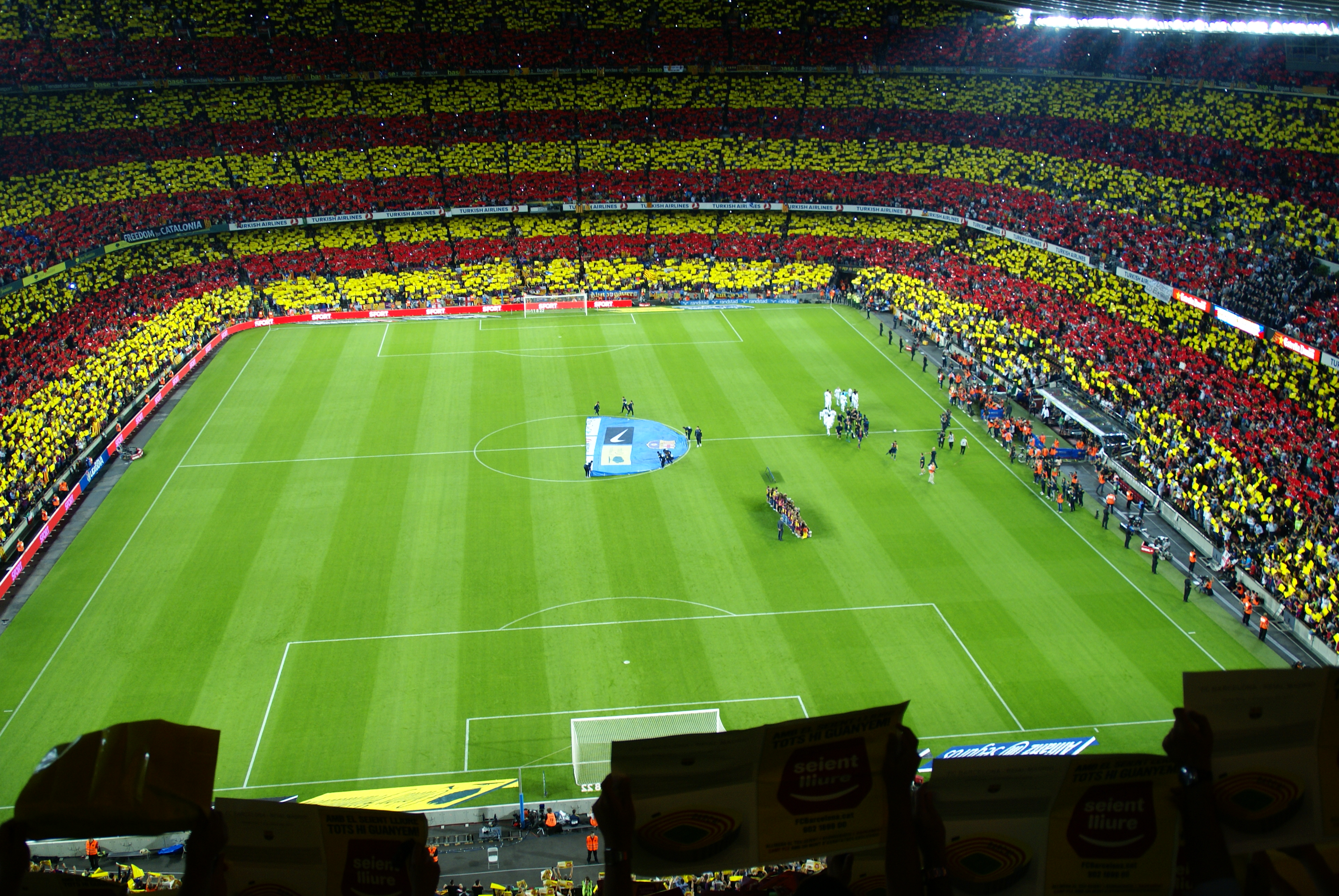
El Camp Nou abans del Clàssic de la lliga (2012).

Els aficionats del Barcelona estan agermanats amb aquells del Tenerife, l'amistat entre els dos clubs va néixer a principis dels anys noranta quan el Tenerife va vèncer l'última jornada el Reial Madrid la temporada 1991-1992 i la 1992-1993, va regalar dos títols al blaugrana. El FC Barcelona manté una forta rivalitat futbolística amb el Reial Club Deportiu Espanyol, equip de la ciutat de Barcelona. El derbi barceloní és el nom que descriu els partits entre ambdós clubs, els més representatius de la ciutat. S'han enfrontat en 216 ocasions, comptant dos partits europeus disputats a la Copa de Fires, amb un balanç de 126 partits guanyats pel Barcelona, davant de 44 de l'Espanyol. Xavi Hernández és el futbolista amb més partits disputats, amb un total de 36, mentre que l'argentí Lionel Messi és el màxim golejador, amb 25 gols.
La rivalitat va néixer en part pels continus enfrontaments que, entre altres coses, eren aguerrits i tenien bons jugadors. Un altre dels fets és perquè van ser pioners del futbol a Barcelona, els més representatius, a això també cal afegir que històricament es van consolidar com els dos millors equips a les competicions organitzades per la Federació Catalana de Futbol.
L'equip culer també disputa l'anomenat "Clàssic" davant del Reial Madrid Club de Futbol, uns dels partits més importants i transcendents del món. L'audiència supera els 500 milions d'espectadors i s'acrediten més de 750 periodistes; sovint, és conegut per la premsa especialitzada com el Partit del segle. Al balanç general els madrilenys han guanyat 102 partits davant dels 100 dels barcelonistes, d'un total de 254 trobades oficials. El primer duel oficial es va donar en la semifinal de la Copa de la Coronació, amb un resultat favorable per als barcelonistes per 2-1. La popularitat i importància també rau en la quantitat de trofeus guanyats i la qualitat de jugadors dels dos clubs. A escala estatal destaquen altres equips com l'Athletic Club i l'Atlètic de Madrid. Barcelona i Athletic són els dos clubs més premiats de la Copa del Rei i han disputat set finals, amb un balanç de cinc victòries i dues derrotes per als blaugranes.
Internacionalment, destaquen els seus enfrontaments amb l'Associazione Calcio Milan italiana, en ser el rival internacional a qui més s'ha enfrontat amb 19 partits, o el Manchester United FC, rival a dues finals de Champions League. Addicionalment, també va tenir intensos enfrontaments amb el Chelsea Football Club, i Paris Saint-Germain Football Club, i per recents disputes esportives davant el FC Bayern de Múnic. Ja amb tints gairebé desapareguts en la història recent es donen amb el Celtic Football Club.

#### Fundació FC Barcelona

Logo de la Fundació Futbol Club Barcelona, entitat creada pel club.

El club destina el 0,7 % del pressupost anual a la Fundació Futbol Club Barcelona, encaminada a projectes humanitaris. A partir de 2006, el club es va comprometre a realitzar una donació no inferior a 1,5 milions d'euros a Unicef, perquè aquesta ho destini a millorar les condicions de vida dels nens de tot el món. El primer projecte conjunt dels dos organismes va estar destinat als nens víctimes de la sida a Swazilàndia. A més, va posar el nom de l'organització a l'espai central del seu primer equipatge, sent la primera vegada que lluïa publicitat a les samarretes de l'equip de futbol.
Com a part de la gestió social, la fundació ha col·laborat amb altres entitats governamentals i socials per fomentar l'educació infantil, l'esport, la cultura i la salut. Entre els seus principals aliats es troba l'UNICEF, UNESCO, l'Alt Comissariat de les Nacions Unides per als Refugiats (ACNUR), el Consell Econòmic i Social de les Nacions Unides (ECOSOC), entre d'altres.

#### Agrupació Barça Jugadors
L'Agrupació Barça Jugadors neix doncs com una entitat sense ànim de lucre per ajudar econòmicament o socialment els exjugadors que ho necessitin. Per tal de fer realitat aquests fins socials, l'any 1995 es va crear La Fundació Barça Veterans, la presidència de la qual va ser assumida per Ladislau Kubala. El capital fundacional va ser donat per entitats i particulars molt sensibilitzats amb els antics jugadors i amb els colors del FCB. Aquest fons és intocable i això garanteix la supervivència de la Fundació, una de les joies més preuades de l'entitat blaugrana. L'objectiu és ajudar els exjugadors en tot allò que els faci falta, a partir de les rendes que genera aquest capital fundacional.

#### El Barça i la dona

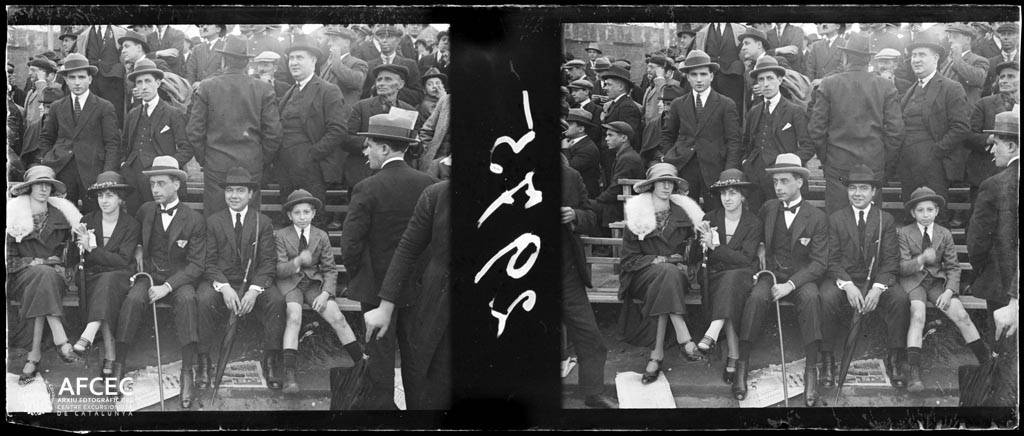
Dues espectadores en un partit del Futbol Club Barcelona al Camp del carrer Indústria

Durant molt de temps l'esport només era un terreny exclusivament masculí. La participació de les dones en els esports va tenir un gran auge al segle xx, especialment en el darrer quart d'aquell segle, reflectint els canvis en les societats modernes que donaven èmfasi a la paritat entre els sexes.
El 1899 el Barça va néixer com a club esportiu creat per homes i pensat per als homes. No obstant això, primera sòcia del club, Edelmira Calvetó, malgrat que els estatuts de 1911 només admetien socis masculins, l'1 de gener de 1913, va aconseguir aquesta condició, amb el número 86. Aquest fet la convertia en pionera. L'any 1921, quan es redactaren uns nous estatuts, ja es parlava genèricament de socis, sense fer distinció de sexe. En aquesta dècada secció de tennis (Un esport que fou majoritàriament femení) va néixer, encara que van ser experiències efímeres.
L'esport, com a reflex de la societat de l'època, com s'ha expressada ja, fou en els seus inicis majoritàriament masculí. La dona s'hi anà introduint a poc a poc. En aquest aspecte fou un moment cabdal la creació el 1928 del Club Femení i d'Esports, una entitat poliesportiva que fomentà la pràctica de l'esport entre les dones a Catalunya. La presència femenina en l'esport es reivindicava aleshores en una doble direcció. Per una banda, com una reivindicació explícitament feminista. Per l'altra, com un element més per eixamplar els sectors socials del món de l'esport. En aquest sentit, la presència de les dones era una part més del famós lema Esport i ciutadania que va impulsar Josep Sunyol i Garriga, que seria president del club el 1935.
Va ser en aquest context que el Barça va impulsar un equip femení a la secció d'atletisme. El 1934 la periodista i atleta Anna Maria Martínez Sagi es va convertir en la primera dona que va formar part de la junta directiva. Martínez Sagi entenia l'esport com una necessitat per portar les dones cap a la modernitat, compatibilitzant cos i ment.
La instauració del franquisme va tenir un fortíssim impacte sobre la desaparició la pràctica esportiva femenina a les dècades del 1940 i el 1950. L'atletisme femení va ser prohibit oficialment pel règim franquista fins al 1961. Al Barça aquesta tendència es va trencar, quan començà a competir l'atletisme femení a mitjans dels anys seixanta, qual es van començar a assolir triomfs importants. Amb la construcció de la Palau de Gel el 1971, pavelló esportiu acull la seccion de patinatge artístic, i després la pràctica del futbol femení, es va incrementar l'actiu de les dones esportistes blaugrana amb un munt d'èxits. La massa social del club és formada avui per un 26% de dones.
El FC Barcelona va tret una campanya amb motiu del Dia Internacional de les Dones sota el lema La igualtat és als nostres colors, amb l'objectiu promoure la igualtat i la importància donar visibilitat a les dones en la societat i en l'àmbit esportiu.
Amb l'objectiu de connectar amb la generació més jove per conscienciar-la sobre la igualtat, el club ha col·laborat amb la dissenyadora María Escoté en una samarreta exclusiva i unisex anomenada Lila Barça,  simbolitza el compromís del club amb la igualtat i serà protagonista en diverses iniciatives al llarg del mes de març, la primera en el Barça-Mallorca
Aquesta campanya també tindrà la seva vessant social a través de la Fundació FC Barcelona. El CF Tramontana La Mina, impulsor de l'esport femení al barri, serà homenatjat amb la samarreta commemorativa.

## Cultura

### Símbols

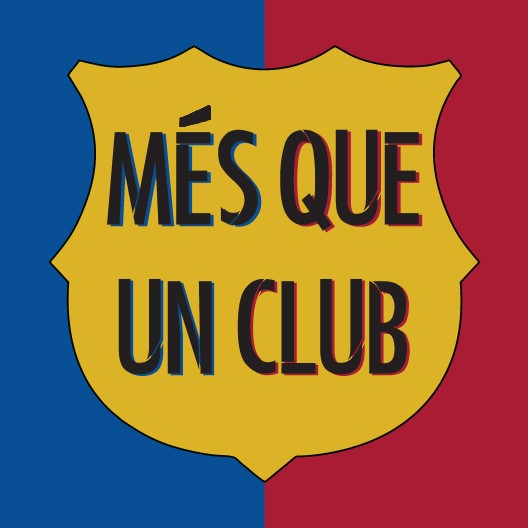
Colors, escut i lema del FCB

#### Indumentària

##### Evolució dels uniformes
| 1899 | 1910 | 1913 | 1950 |  |

#### Escut
L'escut consta de la Creu de Sant Jordi a la part superior esquerra amb la bandera catalana al costat, i els colors de l'equip a la part inferior.

#### Himne
Al llarg de la seva història, el club ha tingut diverses himnes oficials. L'actual himne oficial, també anomenat Cant del Barça, va ser creat i estrenat l'any 1974, amb motiu dels actes del 75è aniversari del club. La lletra fou escrita per Jaume Picas i Josep Maria Espinàs, i la música és de Manuel Valls Gorina. La versió oficial és interpretada per la Coral Sant Jordi.
Amb motiu dels actes del centenari del club, el cantautor Joan Manuel Serrat el va interpretar en directe, sobre la gespa del Camp Nou.

#### Mascota
Des del 29 d'octubre de 1924 el Barça tenia una mascota oficial, dissenyada per la Valentí Castanys: Avi del Barça, amb samarretes del Barça de la dècada del 1960 i la dècada del 1970, pantalons també antics, tradicional barretina i una bandera del Barça. Mascota del Centenari fou Clam un ull, de Max. El 2024 es va presentar la mascota nou CAT creat pels germans Grangel, amb motiu 125è aniversari del club: una gat fer que porta en el seu ADN elements més característics del Barça (colors i escut).

#### Sobrenoms
Els afeccionats del Barcelona reben el malnom de culers. El seu origen es deu al fet que en el primer camp del FC Barcelona els aficionats s'asseien sobre un mur que donava al carrer. Altres sobrenoms vinculats al club són el Blaugrana en referència als seus colors. i Barça (abreviació fonètica  de Barcelona en català): la primera aparició, escrit com a 'Barsa', en publicació en què es va editaren l'Auca Història del Barcelona amb lletra i ninots de broma de Passarell el 8 de desembre de 1921. La segona aparició, primera amb la grafia correcta, es va ser el 30 de novembre del 1922, a la revista Xut!; que es coneix familiarment el club des de la dècada dels cinquanta.
Finalment, sobrenoms poc coneguts, El més fort sobre terra, sobrenom de l'era Pep Guardiola per estil de joc baset en passades curtes a terra i el moviment ràpid de la pilota (tiquitaca), escolit per mitjans de comunicació i aficionats de tot el món; i Equip univers, en referència al logotip del globus terrestre d'UNICEF a la seva samarreta; i de la gran actuació durant la temporada 2008-12 quan Pep Guardiola entrenava el Barça, de manera que derrotar el "Equip univers" equivalva a defensar la terra.

#### Influència en altres clubs
El club ha influït en altres entitats esportives, com el naixement del Barcelona SC d'Ecuador, el canvi de colors de la samarreta del Crystal Palace Football Club el 1974, el canvi de disseny de l'escut del Forest Green Rovers (2009-2011), l'escut del Unione Sportiva Sassuolo Calcio (almenys des de 2001), el naixement i nom del FC Barsa Sumy, canvi de colors del Penya Femenina Barcelonista, canvi de colors i l'escut del Club Femení Barcelona, i canvi de colors de CD Comtal (1968-1970) i Atlètic Catalunya (1965-1970), el colors i l'escut de Barcelona Atlètic (1970-), la fundació, l'escut, i els colors de l'Unió Esportiva Olot; l'escut, i els colors de l'Unió Esportiva Poblera; els colors del Club Esportiu Manacor (1923-1935), els colors del Sociedad Deportiva Eibar (1943-44), els colors del Sociedad Deportiva Huesca, i els colors del Monagas Sport Club (1988-).

#### Identitat corporativa
La família tipogràfica corporativa triada pel club és el FC Barcelona Play.

### Cobertura mediàtica de primer equip a Espanya

#### Televisió
LaLigaTV por M+, DAZN LaLiga i GOL PLAY tenen els drets per retransmetre els partits de la Lliga. Els partits de la Copa del Rei són retransmesos per Movistar Plus+ i TVE. Tanmateix, els partits de la Supercopa d'Espanya són retransmesos per Supercopa de España por M+ i Movistar Plus+. A més Liga de Campeones por M+ retransmet els partits de la Lliga de Campions.

### A Catalunya

#### Ràdio
Ràdio Barcelona va ser la primera emissora de ràdio a emetre un partit del Barça, el 8 d'abril de 1928 i, cinquanta-dos anys més tard, el 5 de setembre de 1976, a fer-ho en català.
Des de l'any 2000, El Barça juga a RAC1 se centra en la transmissió dels partits del Futbol Club Barcelona narrada per Joan Maria Pou.
El Derbi es juga a RAC1, transmissió de tots els derbis barcelonins amb la narració de Joan Maria Pou.

### Difusió en la cultura popular
Des dels seus orígens, el Futbol Club Barcelona hagi tingut una estreta relació amb el món de la cultura, especialment, amb la cultura catalana. Gràcies als mitjans de comunicació, a nivell internacional el Futbol Club Barcelona és potser el símbol de Catalunya més fàcil i universalment reconegut arreu del món. Els estatuts del Club de 1932 ja deien que el Barça "és una associació de caràcter cultural i esportiu". El Club i els seus jugadors han estat una font d'inspiració per a escriptors, músics, artistes plàstics, periodistes, dibuixants, gent del teatre i del cinema.
En la literatura, alguns grans escriptors catalans es van inspirar en el club. A la final de copa de l'any 1928, Rafael Alberti li dedicà el poema Oda A Platko en honor seu, impressionat per la seva actuació. El 1957, amb motiu de la inauguració del Camp Nou, Josep Maria de Sagarra dedicà un poema titulat Blau i grana. El poeta Manuel Vázquez Montalbán escrivia regularment sobre la seva visió de l'equip. Van sorgir algunes expressions que van quallar a l'imaginari popular, com la d'identificar el Barça amb "l'exèrcit desarmat de Catalunya". També va deixar escrit que "el Barça és l'única institució legal que uneix l'home del carrer amb la Catalunya que podia haver estat i no va ser".
A la dècada dels 90 Alfons Arús, amb els companys d'Arús con leche, retransmetia els partits de futbol del Barça en clau d'humor al Força Barça, fins al 2004. També en la connexió per a Catalunya de La 2, presentava i dirigia Força Barça, una paròdia sobre el Barça, on l'equip d'Arús imitava els jugadors i principals personatges del club. Crackòvia va ser un programa satiric amb la paròdia de l'equip blaugrana. L'inici del programa va coincidir amb l'arribada de Pep Guardiola a la banqueta del Barça. Aquest fet casual va donar un fort impuls al "Crackòvia", que va veure com la seva paròdia de l'equip blaugrana coincidia amb els èxits de l'equip sobre la gespa. L'equip de futbol la va utilitzar des «Viva la Vida» com a himne durant la temporada 2008-09.
Els grans aniversaris han estat ocasions propícies perquè el Club fes partícip de les seves activitats grans figures del món cultural. Noms com els de Josep Segrelles, Joan Miró i Antoni Tàpies han signat cartells commemoratius, de la mateixa manera que Jaume Picas i l'escriptor Josep Maria Espinàs, amb motiu del 75è aniversari del club, van fer la lletra del Cant del Barça, l'himne actual, amb música de Manuel Valls.
Valentí Castanys  dibuixant de l'Avi del Barça, Óscar Nebreda creador de Jordi Culé el 1990. Aquell barcelonista, amb aparicions tan polèmiques com mofant-se d'Hugo Sánchez per haver fallat un penal. Alguna de les frases que feia servir era: "vinga nenes a l'escenariu que ha marcat Romariu".
El món blaugrana també ha estat font d'inspiració en les arts plàstiques, amb noms com Jordi Alumà, Josep Maria Subirachs, Antoni Tàpies o Josep Viladomat, que va fer l'escultura de l'Avi del Barça a la Masia. Salvador Dalí va retre homenatge al 75è aniversari del club amb un aiguafort.
En les arts escèniques, la música també hi ha estat present, des del tango que Gardel va dedicar a Samitier a les cançons de Joan Manuel Serrat, La Trinca i molts altres. El teatre també ha estat una bona forma per expressar els sentiments dels seguidors blaugrana, des dels cuplets del Paral·lel d'abans de la Guerra Civil o sainets com El partit del diumenge, de Castanys, fins a textos més recents, com El culékulé, de Xavier Bosch.
En moments de dificultat política o de manca de llibertats, el Barça ha estat refugi i mitjà d'expressió d'activitats culturals i artístiques. L'any 2013 el Club va posar en relleu el pla 'Barça Cultura', una iniciativa que impulsa l'àrea de relacions institucionals i protocol amb l'objectiu d'oferir el FC Barcelona com a plataforma per promoure la cultura a Catalunya. El 2022, FC Barcelona i Òmnium signen un conveni per promoure la llengua catalana, la cultura i el país.
Són molts els documentals i pel·lícules que s'han creat al llarg de la història per plasmar els èxits i el recorregut del club al llarg dels anys. L'any 1974 es va produir un documental en blanc i negre titulat Barça, 75 años de historia del Fútbol Club Barcelona produït Jordi Feliu, coincidint amb la celebració del setanta-cinquè aniversari de la fundació del club. La durada del film és d'una hora i 46 minuts. Presenta la història del club des de la seva fundació, i la problemes polítics i socials als quals ha estat exposat el club.
L'any 2004 es va produir un altre documental, titulat FC Barcelona Confidential, la pel·lícula tractava de l'arribada del president Joan Laporta a la presidència del club l'any 2003, i del canvi positiu que va viure el club a l'inici de la presidència de Laporta, econòmicament i pel que fa als resultats de l'equip després de quatre anys que l'equip va passar sense campionats abans que Laporta assumís la presidència del club, L'última producció documental va ser la pel·lícula Barça Dreams produït Jordi Llompart el setembre del 2015, té una durada de dues hores, la pel·lícula va tocar el recorregut del club durant els seus 115 anys d'història i els jugadors més importants que van jugar al club, amb clips dels partits del club i diverses entrevistes amb alguns dels jugadors i entrenadors de l'equip, amb alts efectes visuals i tecnologia 3D.
L'any 2012, el canal MBC, dins del programa de televisió Khawater presentat pel periodista saudita Ahmad Al Shugairi, va presentar un episodi de la vuitena temporada del programa titulat Un viatge al cor del FC Barcelona, l'episodi va incloure un reportatge sobre el club i la seva història, i l'Al-Shugairi va recórrer diverses instal·lacions del club, com el Camp Nou i el museu, El setembre de 2016, diversos jugadors de l'equip, entre ells Neymar, Marc-André ter Stegen, Luis Suárez, Andrés Iniesta i Jordi Alba, van aparèixer en un anunci de Gillette, en donar a conèixer l'acord de col·laboració entre el club i l'empresa especialitzada en l'àmbit dels productes d'afaitar i de cura personal.
Més recentment, el desembre de 2022, Amazon Prime Video va llançar una docuserie de cinc capítols anomenada FC Barcelona: A New Era. Va documentar el club passant temps amb el cos tècnic i els jugadors entre bastidors tant dins com fora del camp al llarg de la seva temporada 2021-22. El setembre de 2023, Amazon Prime Video va llançar la segona temporada amb una docuserie de cinc capítols. Es centra en la seva temporada 2022-23 entre bastidors.
S'han publicat desenes de llibres en diversos idiomes que recullen la història del club en els seus més petits detalls, el primer dels quals va ser el llibre Cincuenta años de Barcelona es va publicar l'any 1949, i un dels llibres més importants és El siglo del Barça 100 años en imágenes presentant en imatges la història del club al llarg de cent anys amb motiu del centenari de la fundació del club.

#### Filmografia
- (castellà) Históricos del balompié - FC Barcelona. 16-3-1970[279]
- Barça, 75 años de historia del Fútbol Club Barcelona. Jordi Feliu i Nicolau, 1974.
- Aquest any, cent!. Antoni Bassas i Onieva, 1998-1999.[280]
- Història del FC Barcelona. Santiago Gargallo, 2014.[281]
- Gamper, l'inventor del Barça. Jordi Ferrerons, 2018.[282]
- La Sagi, una pionera del Barça. Francesc Escribano i Royo i Josep Serra Mateu, 2019.[283]

### Estil de joc
L'estil de joc del FC Barcelona està marcat per l'exigència dels seus socis de veure guanyar l'equip fent un joc atractiu. L'afirmació d'aquesta exigència s'atribueix a l'època de Ladislau Kubala, que durant una dècada (1951-1961) va dirigir brillantment el joc blaugrana. Helenio Herrera, que paradoxalment es va donar a conèixer als anys 60 adaptant el catenaccio, una tàctica basada en una defensa molt sòlida, va alinear un equip al Barça entre els anys 1958 i 1960, disposat en un 4-2-4 especialment centrat en l'atac i bonic. joc, encapçalat per jugadors ràpids i tècnics: Kubala, Sándor Kocsis i Luis Suárez, el primer espanyol a guanyar la Pilota d'Or l'any 1960.

Formació 4-3-3

L'any 1971, després d'una dècada de fracàs, el president Agustí Montal Costa va incorporar l'entrenador dels Països Baixos Rinus Michels, que acabava de conduir l'Ajax Amsterdam a la victòria a la Copa de d'Europa. Aquest últim importa a Barcelona els seus principis de joc coneguts com el «futbol total», caracteritzat per alguns fonaments tècnics i tàctics: retenció de pilota, mobilitat i joc d'un sol toc. Més una manera de jugar que una estratègia, el futbol total ve d'un requisit: que els jugadors ataquen i defensen. Michels demana als seus jugadors que ajustin les seves posicions i els seus recorreguts per aprofitar l'espai lliure que deixa l'equip contrari, gràcies a moviments reflexius, automatismes treballats i una excel·lent resistència. L'equip acostuma a jugar en una formació 4-3-3, amb tots els jugadors que han de poder moure's amunt i avall a voluntat. Els laterals, recolzats pels laterals atacants, animen els passadissos i han de poder explotar tota l'amplada del camp per crear buits en la defensa contraria.
Amb el fitxatge del Pilota d'Or neerlandès Johan Cruyff l'any 1973, el Barça va trobar un jugador capaç d'aplicar aquests principis de joc a la perfecció i portar el seu equip a la conquesta del campionat. Tot i una trajectòria relativament limitada quan van marxar l'any 1978, l'equip de Michels i Cruyff és llegendari als ulls dels barcelonins perquè els havia retornat el seu orgull esportiu, paral·lelament al renaixement de la identitat catalana després de la caiguda del franquisme.
Després dels encanteris poc convincents de Lucien Muller i Rife (que tanmateix van portar el club a la seva primera victòria de la Recopa d'Europa) i els decebedors retorns d'Herrera i Kubala la 1980-81, el president Núñez va incorporar l'alemany Udo Lattek, un dels entrenadors més gloriosos del moment. Tàctic reconegut que busca aprofitar al màxim els defectes del rival, imposa un joc directe i agressiu als barcelonins, als quals exigeix un treball atlètic exigent i una cultura de l'esforç, que no agrada al líder blaugrana Maradona. Tot i guanyar tres copes, inclosa una Recopa d'Europa, en la seva primera temporada, Lattek va ser substituït abans de finalitzar la seva segona temporada per l'argentí César Luis Menotti, guanyador de la Copa del Món 1978. Aquest últim planteja un joc més construït i tècnic, amb l'objectiu de mantenir la pilota, però sempre basat en una important agressivitat per part dels seus jugadors. Aquesta agressivitat arribarà al màxim durant la lluita entre els barcelonins, Maradona al capdavant, i els jugadors de l'Athletic Club a la final de la Copa del Rei 1984.
El 1984, va ser el torn de l'anglès Terry Venables de provar sort. Munta un bloc compacte disposat en 4-4-2, sòlid fins i tot aspre, però terriblement efectiu, que permet al Barça guanyar el campionat per primera vegada des del 1974, per després arribar a la final de Copa d'Europa la temporada següent. Però la derrota del Barça als penals davant el Steaua de Bucarest, sense que el seu equip aconseguís marcar un cop (0-0, 0-2 de penals), després el seu fracàs davant el Reial Madrid a la lliga la temporada següent, malgrat les arribades de Lineker i Hughes, li valdrà la pena ser acomiadat el 1987.
Uns mesos després, Johan Cruyff va tornar al club, aquesta vegada com a entrenador. Busca aplicar les mateixes receptes que el seu mentor Michels: circulació ràpida de la pilota, moviment perpetu dels jugadors, cobertura mútua i ús de les ales per a la màxima ocupació del camp. Renova profundament la plantilla associant joves del centre de formació amb estrelles estrangeres amb talent, que s'adhereixen al sistema de joc proposat. Els jugadors es beneficien d'una gran llibertat, que han d'utilitzar per trobar les millors solucions col·lectives. El 4-3-3 bàsic, proper al de Michels, es converteix en 3-4-3 quan el lliure Koeman puja per donar un cop de mà als seus migcampistes. Josep Guardiola és l'home bàsic del mig, capaç de repartir el joc entre els laterals Laudrup i Hristo Stoítxkov i el davanter Julio Salinas, que aviat serà substituït per Romário. Després de quatre temporades de domini, marcades per la primera victòria del club a la Copa d'Europa, l'equip va esclatar a la final de la Lliga de Campions 1993-94 contra l'AC Milan. Cruyff va ser finalment acomiadat dos anys més tard.
Després d'un reeixit interludi de l'anglès Bobby Robson, el neerlandès Louis van Gaal, coronat amb la seva victòria a la Lliga de Campions el 1995 amb l'Ajax d'Amsterdam, va ser reclutat. Va establir el mateix sistema que va tenir tant d'èxit per a ell, un 3-4-3 força rígid practicant pressió alta i jugant per les bandes, força proper en el seu disseny al Dream team de Cruyff. Portat pel talent ofensiu de Figo, Rivaldo i Luis Enrique, als quals aviat s'hi van unir Kluivert i molts altres jugadors holandesos, l'equip va guanyar brillantment el campionat el 1998 i el 1999, però va lluitar per concretar el seu domini a la Copa d'Europa, on la seva defensa és massa escassa. li costa eliminacions primerenques. Com que no s'ha adaptat a la vida catalana, van Gaal va ser finalment acomiadat l'any 2000.
El 2003, el nou president Laporta va contractar Frank Rijkaard. L'entrenador es basa molt en les lliçons de Cruyff, el seu antic entrenador a l'Ajax i assessor de Laporta, i les del seu exentrenador italià Arrigo Sacchi: pressió molt alta i línies més ajustades, per a la recuperació de la pilota més ràpida possible. El joc del Barcelona també recorda el toque sud-americà, fet de passades curtes i ràpides. Va optar per una composició 4-3-3 propera a la de Michels, amb com a pedra angular un migcamp amb tres jugadors tècnics, resistents i dotats d'una excel·lent visió de joc (Deco, Xavi, Edmílson, etc.) responsables de conjunt. el ritme del seu equip i obert sobre els laterals Messi i Ronaldinho, amb el suport de laterals, o el davanter Eto'o. A causa del seu altíssim nivell individual, aquests dos últims queden deliberadament molt lliures en els seus moviments, essent la resta de l'equip l'encarregat de cobrir-los. L'equip va obtenir excel·lents resultats del 2004 al 2006, any de la consagració europea, després es va ensorrar amb la baixada del nivell dels seus principals actors.

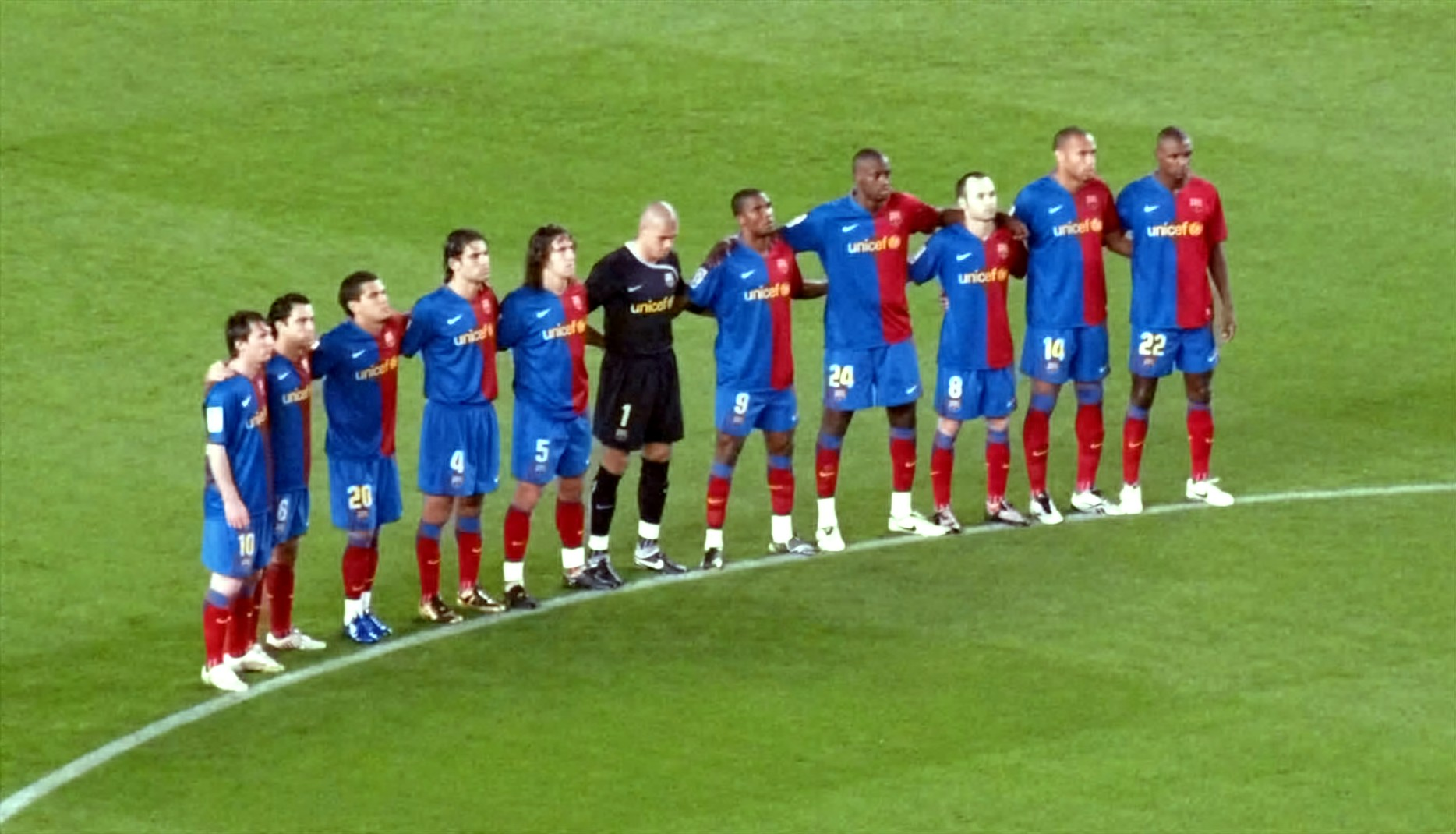
El Barça el 2008-2009.

Rijkaard va ser substituït el 2008 per Josep Guardiola, que com a jugador va ser el cor del Dream Team de Cruyff abans d'acabar la seva carrera a Itàlia. Reprèn en gran manera els principis de joc del seu predecessor, als quals afegeix una disciplina de ferro i uns estàndards elevats. Iniesta i Busquets s'uneixen a Xavi pel mig, mentre que la marxa de Ronaldinho es compensa amb l'aparició dels joves Pedro i Bojan que porten el club a resultats excepcionals en la primera temporada. Carlos Alberto Parreira, tècnic de la Selecció de futbol del Brasil guanyador del Mundial 1994, considera el desembre del 2010 que el FC Barcelona és el millor equip del món perquè s'ha inventat amb el temps una nova manera de concebre el futbol basant-se en sis aspectes essencials: el lideratge del capità Carles Puyol al terreny de joc, el lideratge de Pep Guardiola fora del terreny de joc, el talent de dos jugadors com Xavi i Iniesta, l'eficiència davant els gols de Messi i Villa, obra de Pedro Rodríguez i finalment imposar el seu joc. independentment de l'oponent.
Sota la direcció de Luis Enrique, l'equip guarda els preceptes heretats del període Guardiola. A més, l'atac, format pel trio Messi, Neymar i Luis Suárez, esdevé la clau de l'equip en relació al mig del camp. El joc del Barça, més ràpid, té com a objectiu servir als atacants pel centre en un mínim de passades que els permetin utilitzar la seva habilitat per eliminar el rival en un contra un i la seva capacitat golejador.

### Celebracions i efemèrides

#### Nadal

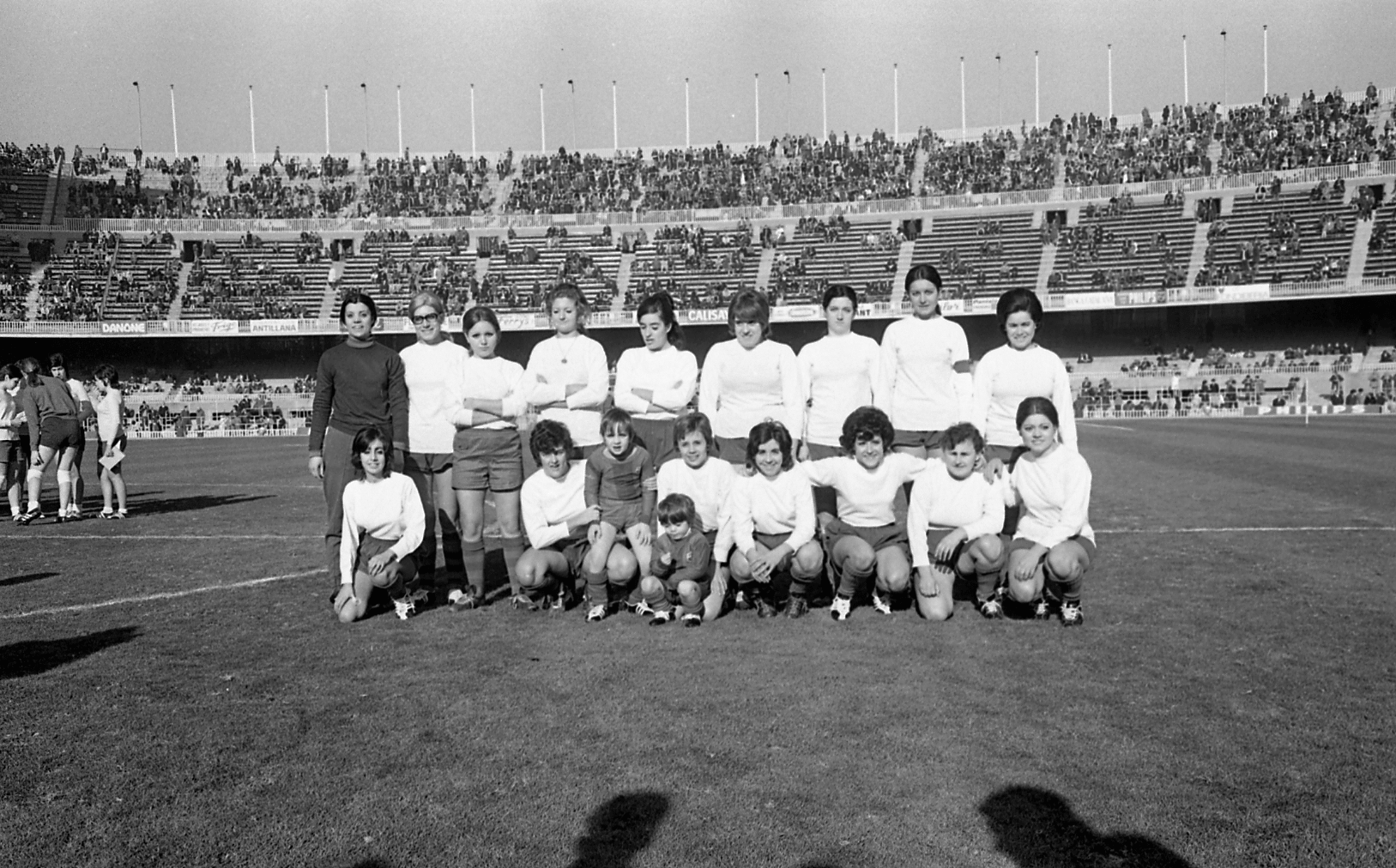
Futbolistes de la Selecció Ciutat de Barcelona abans del partit benèfic del 25 de desembre de 1970

Cal destacar la importància del Nadal en la història del club, doncs era tradició disputar partits en aquesta data tan assenyalada. Els partits benèfics van ser jugats pel FC Barcelona el dia de Nadal del dècada del 1920 fins al 1970, al Camp de Les Corts i després al Camp Nou. L'últim es va jugar l'any 1970 contra el CSKA Sofia, on el Barça va perdre 1-4 davant dels 60.000 espectadors; després d'un partit de futbol femení, un 0-0 empatat amb la UE Centelles, guanyar per penals (4-3) –inici 11.25 –.

#### Diada de Sant Jordi
La Diada de Sant Jordi, patró de Catalunya, és un dels principals festivitats de Catalunya que se celebra el 23 d'abril amb la tradició de regalar roses i llibres  als éssers estimats la compra dels quals s'efectua sobretot en els llocs de venda de roses i llibres als carrers. En aquesta ocasió el FC Barcelona habitualment a l'esplanada del Camp Nou i el aleshores a la Plaça Canaletas (Porta d'accés 15) celebra aquest dia amb els seus socis i aficionats. A causa de la pandèmia per coronavirus de 2019-2020, el Sant Jordi 2020 no és va poder celebrar amb normalitat. Al respecte el club publicat el vídeo 'Herois de Sant Jordi', rendint homenatge a persones que estan ajudant a combatre el coronavirus, igual que Sant Jordi va matar el drac.

#### Any nou xinès
L'Any nou xinès, també anomenat any nou lunar o "Festa de la Primavera", és la festivitat tradicional més important del calendari xinès, comença el primer dia del primer mes lunar. Cada any el Barça organitza actes per commemorar l'Any Nou xinès i ella ho celebra amb tots la seva afició asiàtica i blaugrana.

#### Trofeus d'estiu

##### Copa Martini & Rossi
El Copa Martini & Rossi va ser un torneig amistós entre el FC Barcelona, organitzador i diversos clubs europeus de renomals durant els anys 40 i 50.

##### Torneig Joan Gamper
El Torneig Joan Gamper és un torneig amistós de futbol, organitzat anualment pel club des de 1966 al seu estadi. El torneig es disputa normalment durant el mes d'agost i serveix de preparació de l'equip abans de començar la temporada. El seu nom es deu al fundador del club, Joan Gamper i la copa. El dominador de la competició és el FC Barcelona amb quaranta-cinc triomfs.
L'agost 2021 es va començar, l'edició femenina del torneig, a l'estadi Johan Cruyff amb el nom de Torneig Joan Gamper femení. Resultat: Barcelna 6 - 0 Juventus.

#### Èxits esportius
Quan el FC Barcelona aconsegueix un títol esportiu, té dos tipus de celebracions; una de caràcter institucional que consisteix en una visita a la Basílica de la Mercè per oferir el títol a la patrona de la ciutat i a la seu de recepcions de l'Ajuntament (Plaça Sant Jaume), des del balcó del qual ofereixen el títol als aficionats. També els jugadors brinden els seus trofeus al Camp Nou després de conquerir una competició important, a l'inici de partit de la secció de futbol, amb una ovació de tot el barcelonista. A més, al Museu del FC Barcelona ubicat al Camp Nou, es custodien els triomfs de la seccions juntament amb la resta de trofeus conquistats pel club.
D'altra banda, els aficionats del Barça, en temps del vell camp de futbol de les Corts, es congregaven sota l'ombra de Pi de la Travessera per celebrar les victòries del seu equip, molt abans que es popularitzés la festa a la font de Canaletes. La Font de Canaletes (1892), a la Rambla amb la plaça de Catalunya, que amb el temps s'ha convertit en un símbol de la ciutat, acosstuma a ser lloc de reunió dels aficionats del Futbol Club Barcelona en les celebracions de l'equip..

#### Inauguració del Camp Nou
Amb l'arribada de Ladislau Kubala el 1950, i èxits, incloent-hi les cinc copes de la temporada 1951-52, malgrat la seva capacitat per a 60.000 persones, el camp de les Corts resultava insuficient, i el 14 de novembre de 1950, el president Agustí Montal i Galobart comprar uns nous terrenys a l'extrem de la Travessera de Les Corts. Degut a l'existència d'uns possibles terrenys alternatius, el projecte del Camp Nou es va retardar tres anys i les obres començaren l'any 1954, amb Miró-Sans com a president, i finalitzaren el 1957. Finalment, el Camp Nou, fou inaugurat el 24 de setembre del 1957, amb una capacitat de 93.053 espectadors.
En el partit inaugural, el club s'enfrontà a una selecció de jugadors de Varsòvia en què els blaugranes van vèncer per 4-2 (Eulogio Martínez fou l'autor del primer gol).

#### Noces de plata del club
A principis de desembre de 1924 es commemoren les noces de plata de l'entitat blaugrana, que té un total d'11.277 associats.

#### Noces d'Or del club
Actes de celebració del 50è Aniversari o les Noces d'Or:
- 26 de november de 1949. Amistós Barcelona - Kjøbenhavns Boldklub 1-0
- 26 de november de 1949. Amistós Barcelona - Palmeiras 2-2
- 4 de desembre de 1949. Torneig Noces d'Or Barcelona - Martinenc 8-0
- 8 de desembre de 1949. Torneig Noces d'Or Mataró - Barcelona 0-4
- 11 de desembre de 1949. Torneig Noces d'Or Granollers - Barcelona 0-1
- 18 de desembre de 1949. Torneig Noces d'Or Barcelona - Sant andreu 2-0
- 8 de gener de 1950. Torneig Noces d'Or Espanyol - Barcelona ajornat
- 15 de gener de 1950. Torneig Noces d'Or Badalona - Barcelona 3-9
- 20 de gener de 1950. Torneig Noces d'Or Sabadell - Barcelona 1-1
- 22 de gener de 1950. Torneig Noces d'Or Mataró - Barcelona sense dades
- 5 de febrer de 1950. Torneig Noces d'Or Terrassa - Barcelona 2-1
- 12 de febrer de 1950. Torneig Noces d'Or Barcelona - Sants 2-0
- 19 de febrer de 1950. Torneig Noces d'Or Barcelona - Jupiter sense dades
- 26 de febrer de 1950. Torneig Noces d'Or Barcelona - Sabadell sense dades
- 12 de març de 1950. Torneig Noces d'Or Barcelona - Granollers 6-1
- 23 de març de 1950. Torneig Noces d'Or sant andreu - Barcelona 0-5
- 26 de març de 1950. Torneig Noces d'Or Barcelona - Espanyol 7-2
- 2 d'abril de 1950. Torneig Noces d'Or Barcelona - Badalona sense dades
- 16 d'abril de 1950. Torneig Noces d'Or Barcelona - Mataró sense dades
- 23 d'abril de 1950. Torneig Noces d'Or Barcelona - Terrassa 2-2
- 30 d'abril de 1950. Torneig Noces d'Or Barcelona - Sants sense dades
- 11 de maig de 1950. Torneig Noces d'Or Barcelona - Martinenc 5-0
- 21 de maig de 1950. Torneig Noces d'Or Barcelona - Espanyol 4-4
- 26 de maig de 1950. Torneig Noces d'Or Barcelona - Jupiter 4-2
- 8 de juny de 1950. Torneig Noces d'Or Barcelona - Sabadell 6-0

#### 75è aniversari
El 1974, el Barça celebrà el seu 75è aniversari, i per a l'ocasió, un nou himne va ser cantat en català per un cor de 3.500 veus, abans que el Barça s'enfrontés en partit amistós amb l'equip nacional d'Alemanya de l'Est, a qui derrotà per 2 a 1.

#### Centenari del club
El 28 de novembre de 1998 van començar els actes de celebració del Centenari del Club. Entre els esdeveniments programats més destacats en la celebració figuren els:
- 8 de novembre del 1998. Partit d'inauguració dels actes commemoratius del centenari del FC Barcelona, amb l'assistència de S.A.R. Infanta Cristina. Va enfrontar Barcelona i Atlètic de Madrid, en partit corresponent a la jornada 14 del Campionat Nacional de Lliga, que es va acabar amb victòria visitant per 0-1, gol de Jugović.
- 1 d'octubre de 1999: Concert de Josep Carreras
- 28 d'abril de 1999. Partit del Centenari. El partit amistós de futbol entre el Barça i la selecció del Brasil (2-2).
- Camp Nou. Joan Manuel Serrat, artista que va posar veu a l'himne del Centenari.

#### 125è aniversari
Va ser introduïda la mascota oficial com a CAT.

## Enfrontaments de futbol contra equips catalans
La lliga espanyola de futbol masculina es va inaugurar el 1928. Des de llavors, el FC Barcelona ha estat present en cadascuna de les edicions disputades d'aquest torneig. D'altra banda, han estat 15 els equips dels Països Catalans que han participat en alguna de les edicions de la Primera divisió espanyola: el CE Alcoià, el CE Castelló, el CD Condal, l'Elx CF, el RCD Espanyol, el CE Europa, el Gimnàstic de Tarragona, el Girona FC, l'Hèrcules CF, la UE Lleida, el Llevant UE, el RCD Mallorca, el CE Sabadell FC, el València CF i el Vila-real CF. Cap altre equip catalans fora d'aquests quinze ha tingut l'ocasió d'enfrontar-se al FC Barcelona en partits de lliga, però sí a la copa. A la següent taula es mostra el rècord dels partits oficials del primer equip de futbol amb els equips de futbol masculí catalans:

| #  | Equip                  | PJ  | PG  | PE | PP | GF  | GC  | DG   | Pts |
| -- | ---------------------- | --- | --- | -- | -- | --- | --- | ---- | --- |
| 1  | CE Alcoià              | 10  | 8   | 2  | 0  | 28  | 6   | +22  | 26  |
| 2  | Athletic FC            | 2   | 1   | 1  | 0  | 9   | 2   | +7   | 4   |
| 3  | CF Badalona            | 2   | 2   | 0  | 0  | 6   | 1   | +5   | 6   |
| 4  | Benidorm CF            | 4   | 4   | 0  | 0  | 6   | 0   | +6   | 12  |
| 5  | CE Castelló            | 26  | 17  | 5  | 4  | 61  | 27  | +34  | 56  |
| 6  | CD Condal              | 2   | 1   | 1  | 0  | 6   | 1   | +5   | 4   |
| 7  | CE Constància          | 4   | 3   | 1  | 0  | 7   | 1   | +6   | 10  |
| 8  | UE Cornellà            | 1   | 1   | 0  | 0  | 2   | 0   | +2   | 3   |
| 9  | Elx CF                 | 54  | 33  | 12 | 9  | 110 | 41  | +69  | 111 |
| 10 | FC Espanya             | 1   | 1   | 0  | 0  | 3   | 0   | +3   | 3   |
| 11 | RCD Espanyol           | 214 | 125 | 45 | 44 | 410 | 227 | +183 | 420 |
| 12 | CE Europa              | 8   | 4   | 3  | 1  | 18  | 12  | +6   | 15  |
| 13 | UE Figueres            | 1   | 0   | 0  | 1  | 0   | 1   | −1   | 0   |
| 14 | CF Gandia              | 1   | 1   | 0  | 0  | 3   | 0   | +3   | 3   |
| 15 | Gimnàstic de Tarragona | 10  | 7   | 2  | 1  | 33  | 12  | +21  | 23  |
| 16 | Girona FC              | 9   | 5   | 2  | 2  | 27  | 11  | +16  | 17  |
| 17 | UDA Gramenet           | 2   | 1   | 0  | 1  | 1   | 1   | 0    | 3   |
| 18 | Hèrcules CF            | 50  | 24  | 17 | 9  | 102 | 53  | +49  | 89  |
| 19 | UE Eivissa             | 1   | 1   | 0  | 0  | 2   | 1   | +1   | 3   |
| 20 | Novelda CF             | 1   | 0   | 0  | 1  | 2   | 3   | −1   | 0   |
| 21 | CE L'Hospitalet        | 2   | 2   | 0  | 0  | 10  | 0   | +10  | 6   |
| 22 | UE Lleida              | 10  | 7   | 1  | 2  | 26  | 8   | +18  | 22  |
| 23 | Llevant FC             | 5   | 2   | 2  | 1  | 12  | 7   | +5   | 8   |
| 24 | Llevant UE             | 40  | 30  | 5  | 5  | 122 | 46  | +76  | 95  |
| 25 | RCD Mallorca           | 73  | 43  | 13 | 17 | 145 | 77  | +68  | 142 |
| 26 | CE Sabadell FC         | 28  | 17  | 5  | 6  | 57  | 25  | +32  | 56  |
| 27 | UE Sant Andreu         | 2   | 2   | 0  | 0  | 3   | 1   | +2   | 6   |
| 28 | Terrassa FC            | 4   | 3   | 0  | 1  | 11  | 5   | +6   | 9   |
| 29 | València CF            | 230 | 112 | 58 | 60 | 446 | 339 | +107 | 394 |
| 30 | Vila-real CF           | 54  | 33  | 10 | 11 | 114 | 67  | +47  | 109 |
| 31 | Total                  | 0   | 0   | 0  | 0  | 0   | 0   | 0    | 0   |

## Altres dades d'interès de futbol

### Estadístiques d'equip

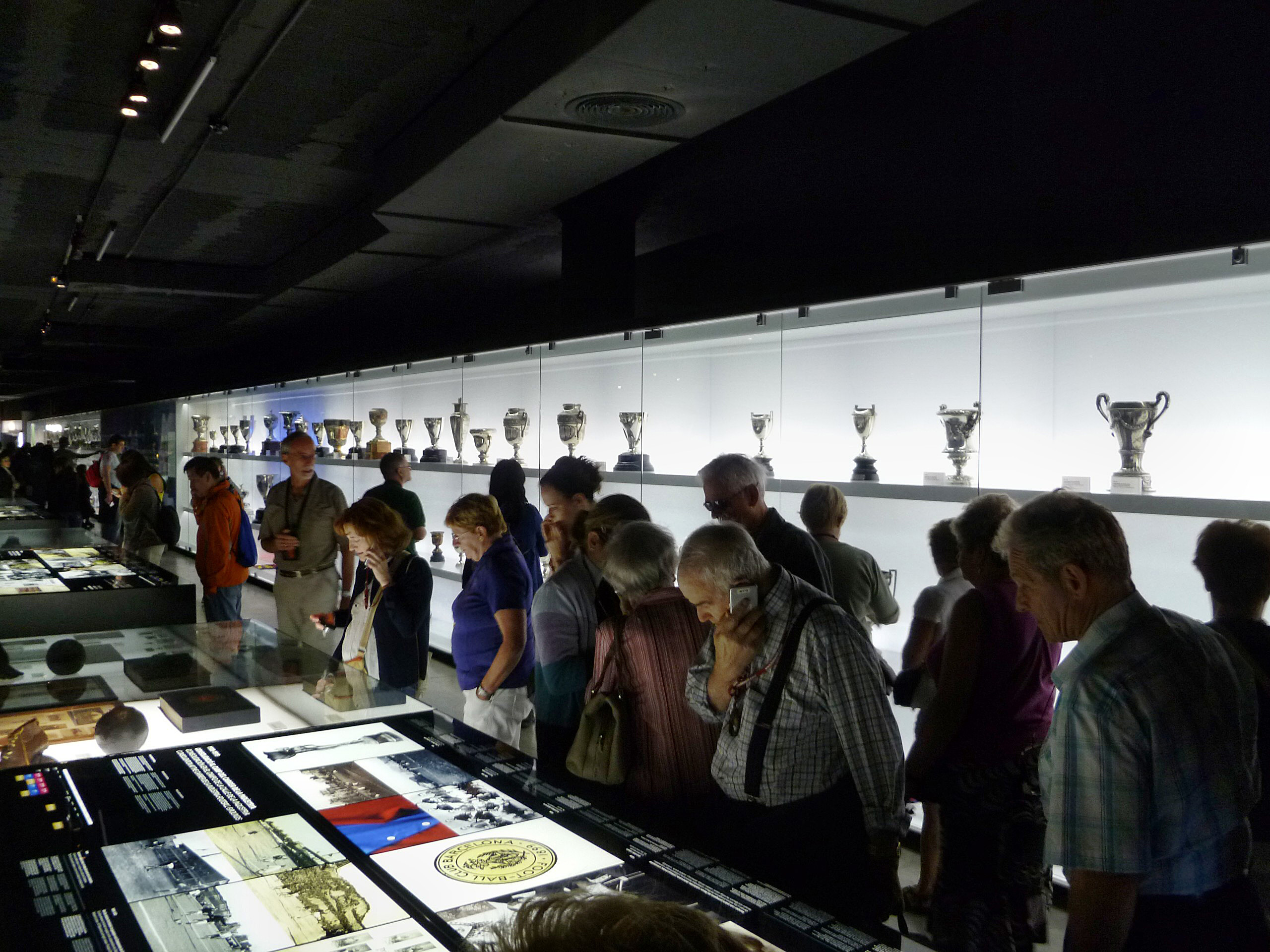
El FC Barcelona és el club més llorejat del futbol espanyol (80 títols estatals), i el tercer més llorejat en trofeus mundials (22 títols internacionals), amb un total de 102 trofeus.

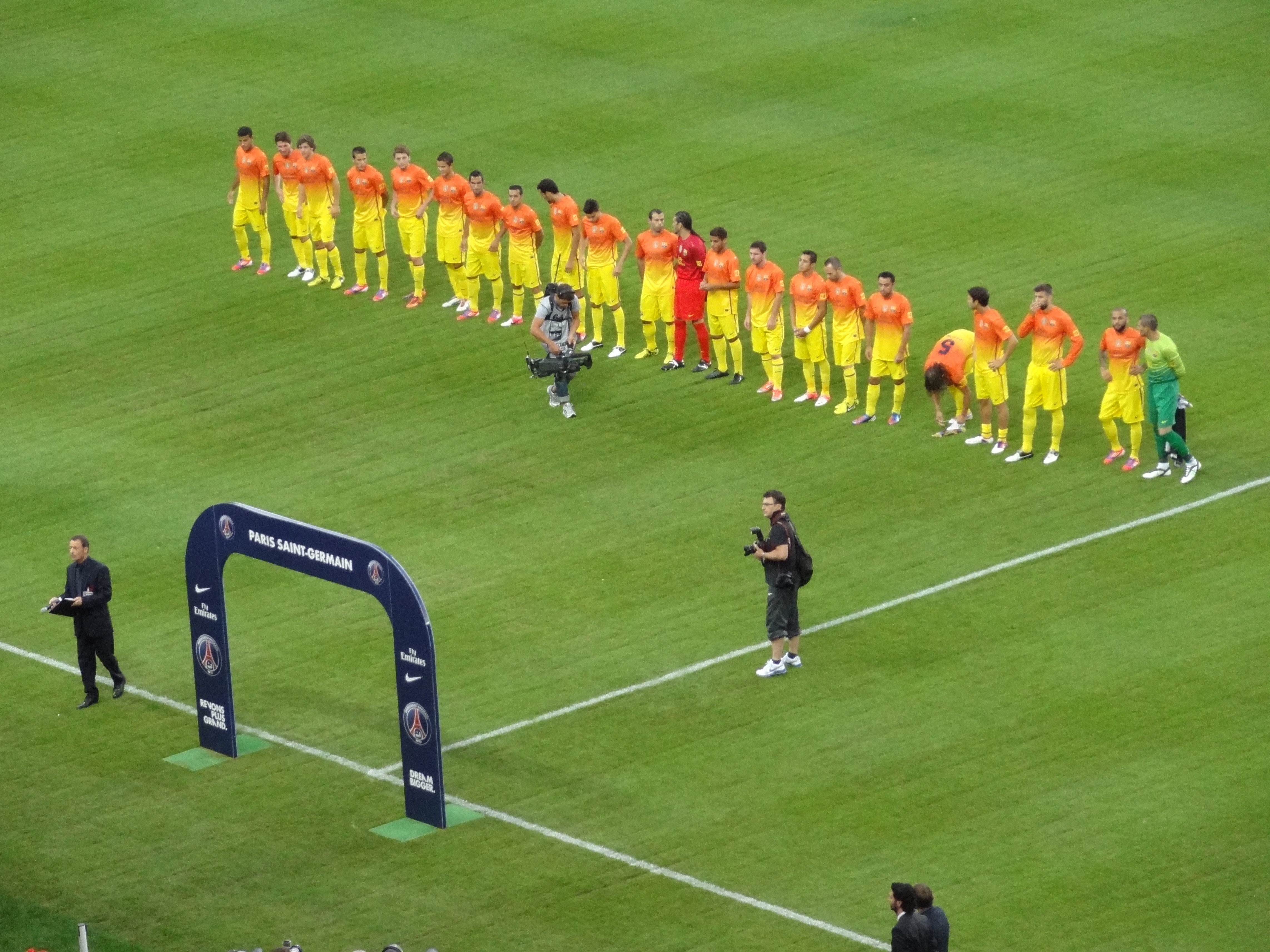
FC Barcelona 2012-2013, segon equip a guanyar un campionat de la primera divisió amb el millor puntuació en una edició amb cent

Des de la seva fundació el 1899 fins a la temporada 2024-2025, l'entitat ha aconseguit una trajectòria de cent vint-i-cinc temporades, noranta-quatre d'elles en l'àmbit professional. Durant aquell lapse ha disputat setze competicions oficials nacionals, estatals, i internacionals organitzades per la FIFA, la UEFA, la RFEF i la FCF.
El Futbol Club Barcelona és un dels únics tres clubs que ha disputat sempre la Primera Divisió —màxima competició de clubs a Espanya i màxima categoria masculina del sistema de lligues— des de la seva fundació a la temporada 1928-1929 sumant un total de noranta-quatre presències. Ocupa el segon lloc en la classificació entre els seixanta-tres participants històrics a més de ser el segon més llorejat amb vint-i-set i el primer campió que va tenir la competició. La seva pitjor posició registrada va ocórrer a la temporada 1941-1942 quan va finalitzar en dotzè lloc. Pel que fa a la resta de competicions oficials estatals suma un total de cent trenta-cinc aparicions, a la Copa del Rei —competició en la qual domina el palmarès—, compta amb cent set presències sobre cent vint totals, i únicament dotze absències.
Pel que fa a partits sense perdre a la Lliga, el club ostenta les millors ratxes del futbol espanyol. Entre els anys 2017 i 2018 el club va aconseguir una seqüència de Quaranta-tres partits consecutius invicte; mentre que referint-se a partits en el campionat de lliga a fora de casa, va estar entre 2010 i 2011 imbatut per sumar un total de 23 partits sense perdre. A la temporada 2010-2011 van establir el rècord de victòries consecutives a la Lliga (16). A més, tenen el rècord de victòries consecutives a la Lliga a casa (39) entre 1957 i 1961. Entre dels registres no igualats a la màxima competició espanyola és el d'haver aconseguit la millor primera volta  la temporada 2012-13 (55 punts), fet que li va valer per igualar la millor puntuació d'un campió en una edició amb cent,
Victòria més àmplia de la història, Va ser obtingut a la Copa Macaya 1900-1901: Tarragona, 0 - Barça, 18. Al la Lliga, el rècord va ser en canvi un 10-1, aconseguit al torneig de 1949-1950 contra el Gimnàstic de Tarragona. La pitjor derrot va ser en canvi un 12-1 patit pel Athletic Club al Primera divisió 1930-1031. Màxima victòria a casa en competicions internacionals va ser un 8–0 contra l'Apollon Limassol al 1982-83 i Púchov al Copa de la UEFA 2003-2004; fora: 0–7 (Hapoel Be'er Sheva, Copa de la UEFA 1995-1996).  La pitjor derrot va ser en canvi un 2-8 davant el Bayern de Munic a la Lliga de Campions 2019-20
A nivell estatal, l'equip ha jugat un rècord de 44 finals de la Copa del Rei (32 victòries, un rècord estatal), un rècord de 27 a la Supercopa d'Espanya (15 victòries, idem), un rècord de 2 a la Copa de la Lliga (2 victòries, idem) i un rècord de 5 a la Copa Eva Duarte (3 victòries, idem). Els blaugrana han guanyat la lliga 28 vegades, acabant segons 28 vegades i tercers 13 vegades; en les 94 edicions del màxima categoria masculina del sistema de lligues de futbol d'Espanya disputades des de la fundació del club, el club ha acabat al podi 51 vegades. El FC Barcelona és el primer club espanyol amb més nombre de títols espanyols, amb un total de vuitanta.

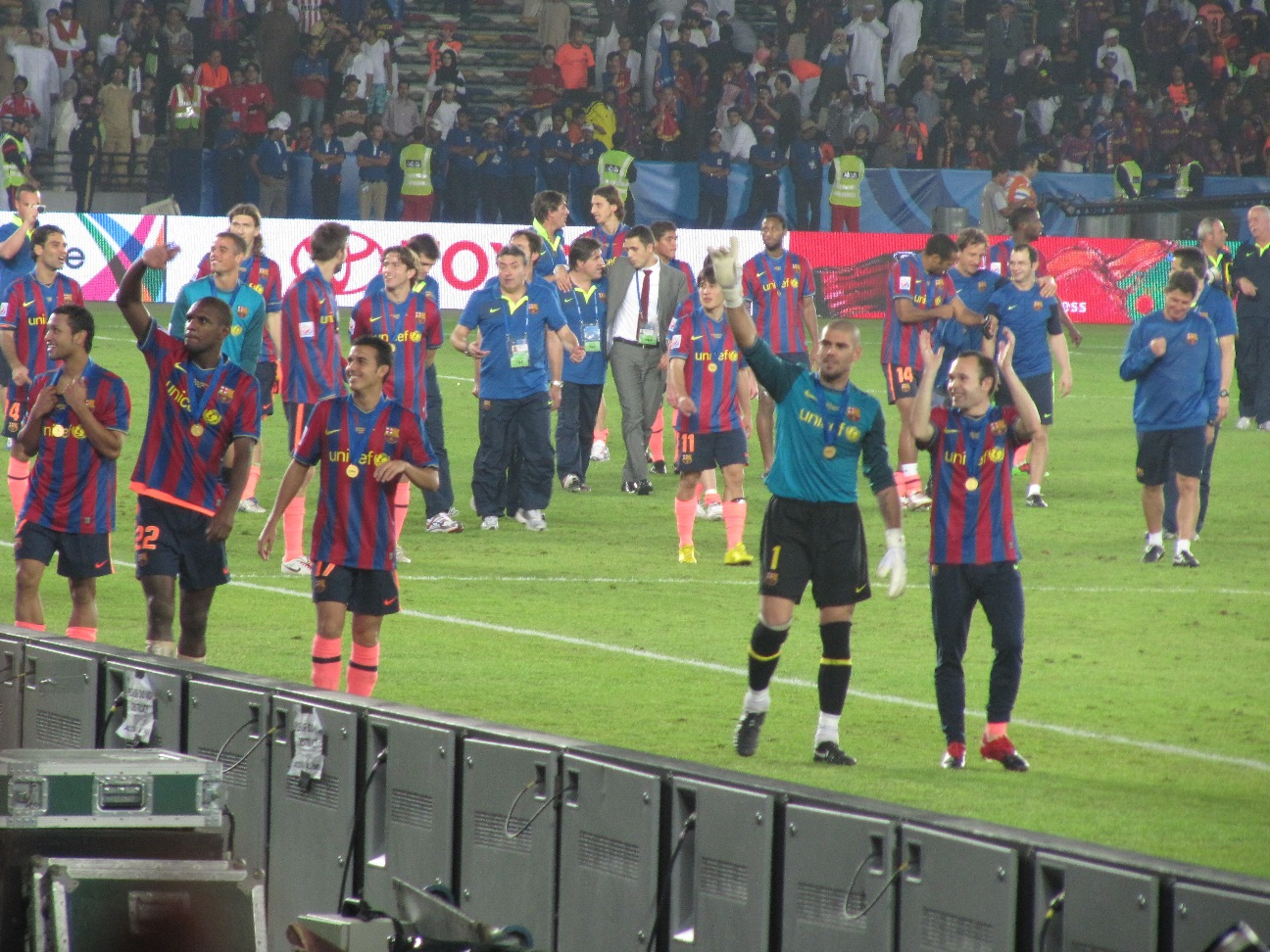
El Barça del 2009 o el Barca de les Sis Copes, el primer equip que guanya el sextet; després del triomf en la primera Mundial de Clubs

En competicions internacionals, participa a la Copa d'Europa —actual Lliga de Campions i més prestigiosa competició de clubs a Europa—, en què ha disputat un total de trenta-cinc temporades amb absència en trenta-cinc edicions; és, per tant, el desè club amb més presències i el tercer en la classificació històrica. En elles va sumar un total de cinc títols que el situen com el cinquè equip més reeixit de la competició entre els seus 531 participants històrics. Totalitza setanta-tres aparicions a la resta de competicions oficials internacionals. Entre les més rellevants, tretze a la Copa de la UEFA / Lliga Europa i tretze a l'extinta Recopa d'Europa.
El Barça al costat del Bayern de Múnic és els únics europeus que han aconseguit dues temporades el "triplet Lliga-Copa-Champions" (2008-09 i 2014-15); i únics equips que han aconseguit el sextet (el 2009). És el tercer equip del món amb més quantitat de copes oficials internacionals: en les 32 finals internacionals jugades, tercera del món així com segona d'Europa i  espanya en aquest rànquing, els blaugranes han guanyat 20 trofeus (5 Copes d'Europa/Lliga de Campions, rècord de 4 Recopes de Europa, 5 Supercopes d'Europa, rècord de 3 Copa de les Ciutats en Fires i 3 Campionat del Món de Clubs), per darrere del Reial Madrid, amb 31; i l'Al-Ahly, amb 26.

### Estadístiques individuals
- Jugadors amb més partits oficials disputats: Xavi Hernàndez (778), Lionel Messi (772), Andrés Iniesta (679), Sergi Busquets (625), Carles Puyol (602).
- Jugadors amb més gols: Lionel Messi (552), Alcántara (369), Josep Samitier (333).
- Jugador més jove a debutar amb el primer equip: Paulino Alcántara, 15 anys, 4 mesos i 18 dies. El debut va ser el 25 de febrer de 1912 al partit FC Barcelona 9 - Català 0 del Campionat de Catalunya, en el qual va fer tres gols.
- Jugadors amb més títols: Leo Messi (35), Andrés Iniesta (32), Sergio Busquets (30), Gerard Piqué (30), Xavi Hernández (25), Dani Alves (23), Sergi Roberto (23), Carles Puyol (21), Víctor Valdés (21), Pedro Rodríguez (20), Guardiola (18).[307]
- Futbolista amb més títols guanyats com a jugador i tècnic: Josep Guardiola, jugador (1990-2001) i entrenador (2008-2012), ha guanyat amb el Barça 30 títols, 16 com a jugador i 14 com a entrenador.
- Porter menys golejat: Antoni Ramallets.
- Jugador amb més gols en un partit: Kubala, 7 gols contra l'Sporting de Gijón (temporada 51-52).
- Equip filial: Futbol Club Barcelona B.
- Jugadors que han marcat en totes les competicions (en any natural) (Primera divisió, Copa del Rei, Champions League, Supercopa d'Espanya, Supercopa d'Europa i Campionat Mundial de Clubs): Pedro Rodríguez Ledesma i Lionel Messi.

A 26 maig 2024 
| Més participacions |

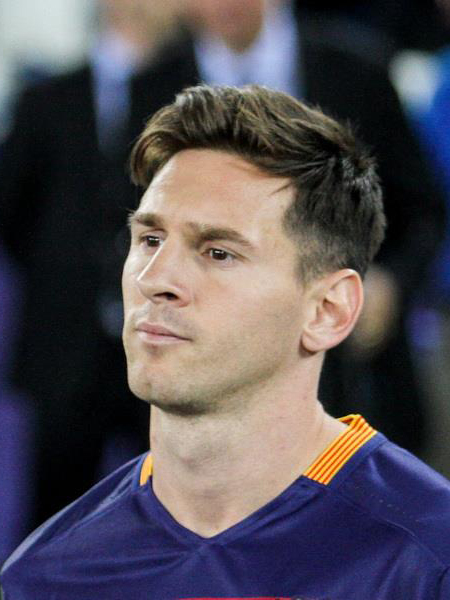
Lionel Messi és màxim golejador i jugador amb més partits disputats del club.

| - 778 Lionel Messi (2004-2021) - 767 Xavi Hernández (1998-2015) - 722 Sergio Busquets (2008-2023) - 674 Andrés Iniesta (2002-2018) - 616 Gerard Piqué (2008-2022) - 593 Carles Puyol (1999-2014) - 549 Migueli (1973-1989) - 535 Víctor Valdés (2002-2014) - 459 Jordi Alba (2012-2023) - 450 Carles Rexach (1965-1981) |

| Màxims golejadors |
| - 672 Lionel Messi (2004-2021) - 230 César Rodríguez (1939-1955) - 197 Ladislau Kubala (1950-1961) - 194 Josep Samitier (1919-1932) - 164 Josep Escolà (1934-1949) - 152 Luis Suárez (2014-2020) - 142 Paulí Alcàntara (1912-1927) - 137 Ángel Arocha (1926-1933) - 130 Samuel Eto'o (2004-2009) - 130 Rivaldo (1997-2002) |

## Convenis d'associació
Des del 2004, el USAP fa convenis de col·laboració amb clubs com el FC Barcelona i dona suport a l'escola de rugbi a 15 blaugrana.
La relació entre l'Ajax i el Barça es remunta a principis dels anys setanta, quan els innovadors del futbol Rinus Michels i Johan Cruyff van passar a entrenar i jugar els gegants del futbol català. Al llarg dels anys, diversos jugadors i entrenadors de l'Ajax han seguit els seus passos i han fet el trasllat a Barcelona, com Patrick Kluivert, Marc Overmars, Frank de Boer, Ronald de Boer, Frenkie de Jong i Louis van Gaal entre d'altres.
El 2 de juny de 2007, el director tècnic Martin van Geel va anunciar que els dos clubs treballarien més junts, compartint valors i filosofies futbolístiques similars, l'objectiu de l'associació serà intercanviar informació entre el personal tècnic, mèdic i tècnic dels dos clubs. L'associació amb el Barça és única per a l'Ajax, ja que és l'únic club afiliat, on l'Ajax no és el club mare. La relació se centra més en el desenvolupament juvenil dels jugadors barcelonins. Els joves jugadors del FC Barcelona B, que encara no estan preparats per fer el pas al primer equip, poden ser cedits a l'Ajax per una temporada per obtenir un temps de joc valuós a l'Eredivisie, en lloc de jugar a Segona divisió a Espanya. Antics jugadors com Gabri i Oleguer també s'han traslladat a Amsterdam després d'exits estades a Barcelona també.
El 31 de gener de 2013 sota la direcció del recentment nomenat director tècnic de l'Ajax Marc Overmars, el jove extrem Isaac Cuenca va ser cedit des del Barcelona per a la resta de la temporada, mentre que Bojan Krkić va ser cedit a l'Ajax la temporada següent. El 4 de novembre de 2014 es va publicar una entrevista amb el president del Barcelona, Josep Maria Bartomeu, a l'informatiu neerlandès De Telegraaf, on es refereix al club català com el "fill de l'Ajax". Va explicar la influència que Michels i Cruijff van tenir en el club com a imprescindible per crear la infraestructura i la cultura presents al club avui en dia.
El 2016 el Club Atlètic Mollet i la Secció d'atletisme del Futbol Club Barcelona han signat un acord pel qual esportistes de l'entitat vallesana participaran als Campionats d'Espanya exercint com a filials del club blaugrana.
FC Barcelona i CA Peñarol han establert acords de col·laboració fent especial èmfasi en la formació.
El 2021 es va acordar un conveni amb el Força Lleida Club Esportiu per proporcionar jugadors en qualitat de cedits a l'equip lleidatà.
El 2022, FC Barcelona i Òmnium signen un conveni per promoure la llengua catalana, la cultura i el país.
El 16 de desembre de 2024 amb motiu la celebració del Mil·lenari d'Abadia de Montserrat i el 125è aniversari del FC Barcelona    han establert acord de col·laboració per reforça els vincles institucionals i culturals entre ambdues entitats.

## Categories inferiors

### Equips filials
El Futbol Club Barcelona Atlètic fundada el 1970 és el club de futbol filial de FC Barcelona, juga a l'Estadi Johan Cruyff, situat a la Ciutat Esportiva Joan Gamper de Sant Joan Despí, amb una capacitat per a 6.000 espectadors. Actualment, juga a la Primera Federació.
Per les files del Barcelona Atlètic han passat grans jugadors que han arribat a jugar al primer equip com Pedraza, Carrasco, Calderé, Amor, Ferrer, Guardiola, Sergi, Xavi, Valdés, Iniesta, De la Peña, Puyol o Leo Messi.
Equip futbol segon filial, Futbol Club Barcelona C fundada el 1967, dissolt l'any 2007, jugava al Mini Estadi amb capacitat per a 15.276 espectadors.
La secció de futbol femení té un segon equip a la Segona Divisió. Tradicionalment s'ha situat esportivament a la categoria immediatament inferior a la del primer equip.

### Futbol base

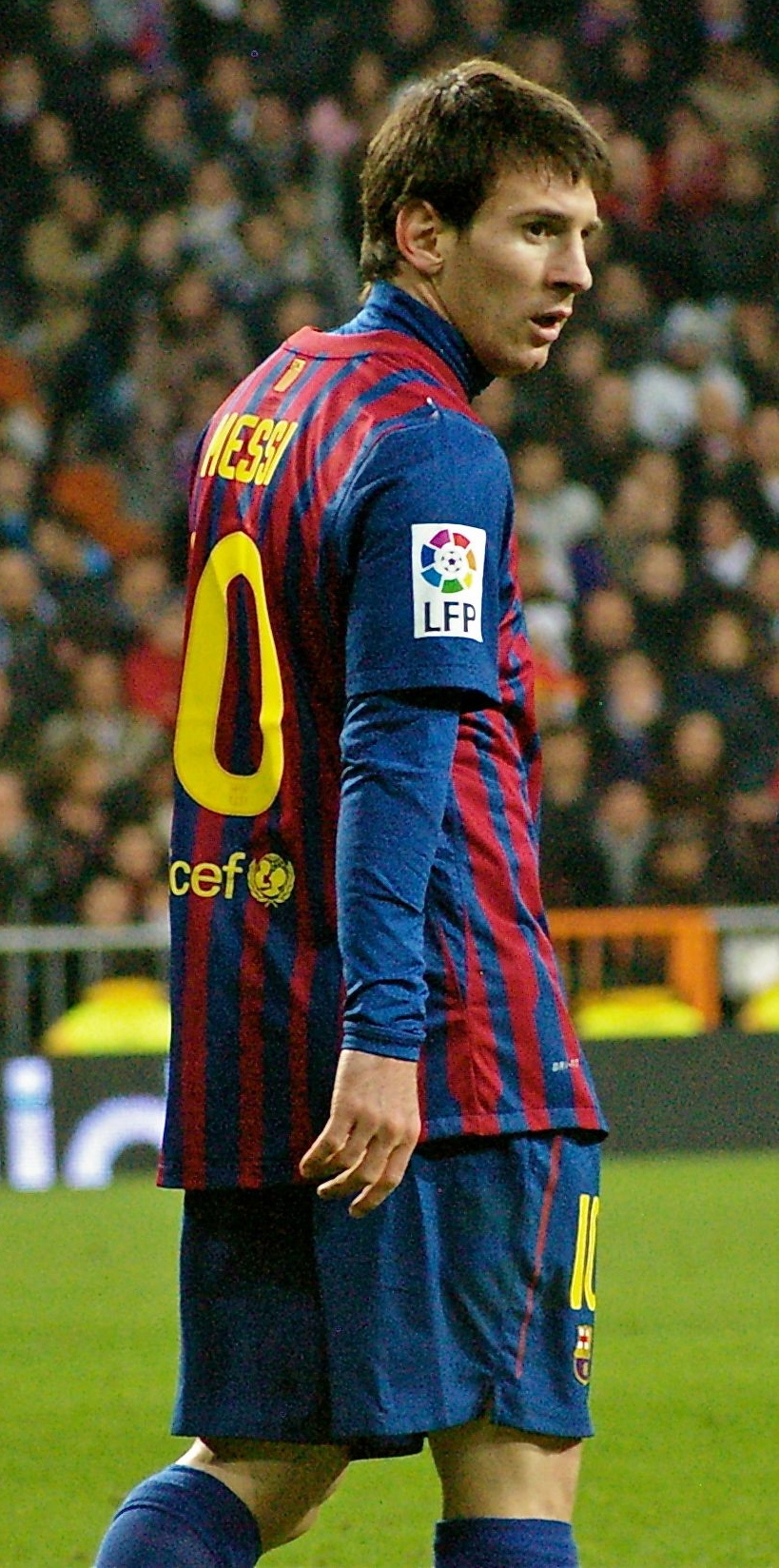
Lionel Messi del planter guanyador de 8 Pilotes d'Or i 6 Botes d'Or.

El futbol base del Futbol Club Barcelona és una part fonamental del club i per això compta amb una forta política d'inversió i d'esforç en joves jugadors per tal de perfilar-los i ensenyar-los l'estil del Barça a més de formar-los com a persones. Bona part d'aquest esforç econòmic i organitzatiu que fa el club es troba representat per les instal·lacions esportives de la Ciutat Esportiva Joan Gamper i la seva residència per a esportistes de la Masia, situades al municipi veí de Barcelona de Sant Joan Despí.
El treball amb el planter ha tingut sempre l'objectiu de nodrir al primer equip de jugadors joves amb talent suficient per competir al màxim nivell. Diversos d'aquests futbolistes procedents d'aquest planter han assolit un primer nivell mundial, com ara Marià Gonzalvo, Carles Rexach, Ferrer, Pep Guardiola, Puyol, Xavi, Andrés Iniesta o Leo Messi. Segons un estudi de la FIFA el 2007, el Barça era el tercer club en percentatge de jugadors del planter que van participar en el primer equip, només superat per l'Athletic Club i l'Nancy francès. Actualment és l'exemple més clar que demostra que es poden guanyar els títols més importants del planeta amb jugadors del planter.
- Equips masculins (14 equips): Juvenil B, Cadet A, Cadet B, Infantil A, Infantil B, Aleví A, Aleví B, Aleví C, Aleví D, Benjamí A, Benjamí B, Benjamí C , Benjamí D i Pre-benjamí.
- Equips femenins (7 equips): Femení B, Femení C, Juvenil, Infantil C, Infantil D, Aleví E i Aleví F. Aquests quatre últims juguen en categories de futbol base mixtes.

## Altres seccions i filials
Categoria principal: Seccions del FC Barcelona
El futbol, motiu de la fundació del club, continua sent l'esport principal del FC Barcelona i l'activitat que acapara més del setanta-cinc per cent del pressupost del club.
El primer equip de futbol juga a la Primera divisió espanyola, i és un dels tres clubs que sempre han competit en aquesta categoria juntament amb l'Athletic Club i el Reial Madrid. El Barça ha guanyat el Campionat de Lliga en un total de vint-i-set ocasions, la darrera la temporada 2022-23.
El Barça ha aconseguit imposar-se en Lliga de Campions de la UEFA en cinc ocasions, els anys 1992, 2006, 2009, 2011 i 2015. A més, el Barça és l'únic club de la lliga espanyola a aconseguir el triplet (guanyar la Lliga, Copa del Rei i Copa d'Europa en un mateix any) en 2 ocasions.
El FC Barcelona té el rècord de ser l'únic europeu que ha participat de forma ininterrompuda en les competicions continentals des de la seva creació l'any 1955.
El club compta amb una important planter de jugadors, des de la categoria d'alevins. El filial del primer equip de futbol és el FC Barcelona B, que milita a la Segona divisió.
A més de la seva secció principal, la de futbol, el club compta amb altres quatre seccions professionals: les de bàsquet, handbol, hoquei sobre patins i futbol sala. Entre les cinc seccions professionals, el FC Barcelona suma trenta-nou Lligues de Campions (o Eurolligues en el cas del bàsquet) la qual cosa el converteix en el segon club poliesportiu més llorejat d'Europa i, juntament amb Dinamo de Moscou i CSKA Moscou, l'únic que ha aconseguit el màxim títol continental en cinc esports diferents.
Una de les dades rellevants del club va ser la consecució de la Lliga de Campions consecutivament durant disset anys, des de la temporada 1995-96 fins a la 2011-12 amb alguna de les seves seccions professionals, a més ha guanyat un «triplet» europeu amb les seccions de Futbol, Handbol i Hoquei Patins a la temporada 2014-15 i sis «doblets» europeus amb les seccions d'Handbol i Hoquei Patins a les temporades 1996-97, 1999-2000 i 2004-05 amb les seccions de Bàsquet i Hockey Patins a la temporada 2009-10, amb les seccions de Futbol i Handbol a la temporada 2010-11 i amb les seccions de Futbol Sala i Hoquei Patines a la temporada 2013-14. Destaca també el fet que des de la temporada 1988-89 que s'inicia amb la victòria de l'equip de futbol, a la final de la Recopa d'Europa a Berna contra la Sampdoria fins a la 2011-12, cada temporada durant 24 anys, algun dels esports del club va aixecar algun títol europeu. Quant a temporades es refereix, en el còmput global de títols aconseguits per totes les seccions sense comptar els regionals, la temporada 2011-12 va ser la més reeixida del club, ja que va aconseguir la conquesta de disset campionats (rècord històric per al club), seguit de la temporada 2010-11 amb 14 i la 2009-10 amb 13.
A més d'aquestes cinc seccions professionals, el club compta amb seccions amateurs en altres disciplines esportives: hoquei sobre herba masculí i femení, atletisme masculí i femení, patinatge masculí i femení, hoquei sobre gel, voleibol masculí i femení, rugbi, futbol platja, futbol indoor, futbol femení i bàsquet amb cadira de rodes.
El Barça organitza, des del 1966, un torneig de futbol amistós anual, el Torneig Joan Gamper, que es disputa habitualment al mes d'agost com a part de la pretemporada.
El Futbol Club Barcelona és una institució poliesportiva que, a més a més d'equips de futbol, compta amb equips en dotze disciplines esportives més. Aquestes disciplines s'estructuren com a seccions esportives dins del club. El FC Barcelona distingeix des d'un punt de vista estructural entre les seccions masculines professionals, les masculines no professionals i les seccions femenines. Des de José Samitier a Neymar són 62 les medalles olímpiques (11 d'or, 23 de plata i 28 de bronze) que han aconseguit esportistes de l'entitat amb contracte en vigor.

### Seccions professionals

#### Bàsquet
La secció de bàsquet (creada el 1926) és el primer club en nombre de títols de Catalunya, el segon d'Espanya i un dels de major prestigi d'Europa. La secció de bàsquet va viure els seus millors anys en les dècades dels '80 i els '90, en les quals va aconseguir diversos títols espanyols i europeus. El seu títol més preuat, no obstant això, l'Eurolliga (o Copa d'Europa), no el va aconseguir fins a la temporada 2002-2003, quan va guanyar la Final Four celebrada a la mateixa ciutat de Barcelona. El directiu responsable de la secció és Josep Cubells, el director general és Juan Carlos Navarro, el director tècnic és Mario Bruno Fernández, i l'entrenador de l'equip sènior és Roger Grimau.

#### Handbol
La secció d'handbol va ser fundada el 1943, i és l'equip que acumula més títols d'Espanya, d'Europa i del món. El 2022 va tornar a coronar-se com el millor equip europeu en conquistar la seva onzena Copa d'Europa. El directiu responsable de la secció és Joan Solé, el director tècnic i de gestió és Xavier O'Callaghan, i l'entrenador de l'equip sènior és Carlos Ortega.

#### Hoquei patins
La secció d'hoquei sobre patins del Futbol Club Barcelona va ser creada el 1942. És el més llorejat d'Europa, acumulant 22 Copes d'Europa.

#### Futbol sala
La secció de futbol sala que va ser fundada el 1978 és considerada professional des del retorn de l'equip a la Divisió d'Honor. A la temporada 2010/2011 va obtenir el seu primer títol professional: la Copa d'Espanya.

#### Futbol femení
El FC Barcelona ha estat potenciant en els darrers anys les seves seccions femenines, atesa la creixent participació de les dones a l'esport, i la professionalització de les estructures competitives. Les seccions femenines del club són les de futbol, bàsquet, atletisme, patinatge artístic, voleibol i hoquei herba.
La secció de futbol femení milita a Primera Divisió. És un dels millors equips femenins de fútbol d'Europa i l'equip femení de futbol més llorejat de l'estat espanyol. Al seu palmarès figuren tres Lligues de Campions, nou lligues, deu copes de la Reina, quatre supercopes d'Espanya, deu copes de Catalunya i una Copa Generalitat. La temporada 2023-24 l'equip femení va aconseguir una gesta històrica alçant quatre títols en una mateixa temporada (Lliga de Cmpions, Lliga espanyola de futbol, Copa espanyola de futbol i Supercopa d'Espanya)
El 2002 el Futbol Club Barcelona va incorporar definitivament el futbol femení com a secció oficial i va continuar competint a Primera Nacional, la segona categoria espanyola, però allò no es va traduir en la consolidació. A la temporada 2006-07, l'equip va perdre la categoria i fins i tot s'arribava a plantejar la seva desaparició.
Amb l'arribada a la banqueta de Xavi Llorens la temporada següent l'equip va retornar a la Superlliga. Des del 2010 la secció ha encadenat un èxit després d'un altre aconseguint quatre Lligues consecutives (2011-12, 2012-13, 2013-14 i 2014-15), quatre Copes de la Reina (2011, 2013, 2014 i 2017) i set Copes Catalunya (2009, 2010, 2011, 2012, 2014, 2015 i 2016). El 2021 i 2022 Alexia Putellas va ser guardonada amb la Pilota d'Or, la primera jugadora espanyola a aconseguir-ho.

## Controvèrsies

### Reial Madrid vs FC Barcelona (Copa del Rei 1916)
A les semifinals de la Copa del Rei 1916 entre el Madrid CF i el FC Barcelona, després que ambdós equips va guanyar el seu respectiu partit a casa, van haver d'anar al desempat, de nou a O'Donnell, i també l'àrbitre, José Berraondo, exjugador del Madrid. Berraondo va anul·lar un gol del Barça marcat per Paulí Alcántara i va concedir tres penals a favor del seu antic equip, els dos primers els va salvar el porter del Barça Lluís Bru, però el tercer, l'únic que no es va parlar, va ser convertit pel Santiago Bernabéu al minut 118 per salvar l'empat 6–6, forçant així una altra desempat, que també va ser arbitrat per Berraondo, que va tornar a fer diverses decisions qüestionables, com ara donar un altre penal a l'últim minut amb el marcador igualat a 2, però Bru també va salvar aquell per forçar la pròrroga, en què Sotero Aranguren va marcar dos gols, tot i que els barcelonins van protestar que els atacants del Madrid havien fet va agafar Bru en el segon gol, però Berraondo no va fer cas i el Barça es va retirar en protesta. Al final del partit, el públic va protestar enèrgicament per l'actuació de Berraondo, i a la final de 1916 entre el Madrid i l'Athletic de Bilbao, que es va jugar a Barcelona, algunes pancartes a la grada fins i tot van demanar el cap de Berraondo.

### Cas Garchitorena
És el primer cas conegut d'un jugador amb passaport fals, protagonista del que fou anomenat cas Garchitorena. Ingressà al FC Barcelona l'any 1916 i disputà el Campionat de Catalunya de la temporada 1916-17. Després d'un partit que el Barcelona guanyà l'Espanyol per 3-0, el conjunt blanc-i-blau impugnà el partit per alineació indeguda. Aquells anys estava prohibida l'alineació de jugadors estrangers i la Federació Catalana donà la raó a l'Espanyol.

### Escàndal de Chamartín
Al juny de 1943 el Barça va disputar la tornada de copa al camp del Madrid de Chamartín, tenien l'avantatge de l'anada de 3-0, però la pressió de la dictadura va fer, entre altres coses, multar el Barça per suposats altercats i, en canvi, no fer res a les pedrades que rebia el porter del Barça. Abans del partit el director general de seguretat de l'estat i l'àrbitre, van entrar al vestidor del barça per advertir-los que durant el partit contra el madrid havien de jugar i tenir una actitud passiva. El barça, que tenia molt millor equip, va perdre per 11 a 1. Piñeyro va dimitir. Ex-jugadors i altres testimonis com Joan Antoni Samaranch, que era periodista, certifiquen els fets:
| «                                       | (castellà) “¡11-1! Con 3-0 a su favor en la ida está eliminado el equipo que más posibilidades tenía para llegar al título de Campeón de España. No se martiricen pensando en las causas de estos hechos los incondicionales del Barcelona. Es un buen consejo. No hay que buscar culpables, porque no los hay en el "equipo". Ya hemos dicho que el Barcelona no jugó ni bien ni mal. No existió. No se le vio en toda la tarde: era lo mejor que podía pasar en aquellas circunstancias. Así han quedado las cosas y hasta aquí podía llegar. Para ellos es la final. Son lo mismo 11 que 50. Pero esto ha sucedido a costa de perder Madrid y el Madrid aquella fama de caballerosidad de que tanto y tantas veces nos hablaban esos cronistas de gran renombre y prestigio, que más bien en lugar de dar ánimos como era su obligación han sido lo que han inducido a crear el estado de ánimo para superar el 3-0 favorable al Barcelona con un resultado y una descortesía mucho mayores” | (català) “11-1! Amb 3-0 a favor seu a l'anada està eliminat l'equip que més possibilitats tenia per arribar al títol de Campió d'Espanya. No es martirin pensant en les causes dels incondicionals del Barcelona. És un bon consell. No cal buscar culpables, perquè no n'hi ha a l'"equip". Ja hem dit que el Barça no va jugar ni bé ni malament. No va existir. No se'l va veure en tota la tarda: era el millor que podia passar en aquelles circumstàncies. Així han quedat les coses i fins aquí podia arribar. Per ells és la final. Són el mateix 11 que 50. Però això ha passat a costa de perdre Madrid i el Madrid aquella fama de cavallerositat que tant i tantes vegades ens parlaven aquests cronistes de gran renom i prestigi, que més aviat en lloc de donar ànims com era la seva obligació, han estat el que han induït a crear l'estat d'ànim per superar el 3-0 favorable al Barça amb un resultat i una descortesia molt més grans” | » |
| — Juan Antonio Samaranch (juny de 1943) | | |   |

o en aquest vídeo.

### Cas Di Stéfano
Di Stéfano tenia l'habilitat de jugar en qualsevol posició, en el futbol dels anys 50 una cosa difícil de trobar. Les actuacions de di Stefano amb el Millonarios de Bogotà, durant una gira de partits amistosos a Espanya l'any 1952, cridaren l'atenció tant del Futbol Club Barcelona com del Reial Madrid. El FC Barcelona inicia contactes amb el Millonarios, un equip que no estava federat, i di Stefano té la fitxa federativa amb el "River Plate", tot i que no hi jugava. El FC Barcelona de Samitier a través de Raimundo Saporta negocia amb el River Plate la cessió del jugador. De fet di Stéfano arriba a jugar alguns partits amistosos amb la samarreta del Barça l'estiu del 1953 (a Palafrugell, el Masnou i Sitges).

### Llaudetazo
Llaudetazo és conegut amb aquest nom el desmatelament de la secció de bàsquet del club esportiu espanyol FC Barcelona decretada pel llavors president Enric Llaudet l'any 1961.
Un cop instaurada la Lliga espanyola de bàsquet (1957-1983), el Reial Madrid va guanyar les primeres dues edicions. A la tercera edició, el FC Barcelona es reforça amb grans jugadors com José Luis Martínez, Alfonso Martínez, Jordi Bonareu, Joan Canals i guanya la lliga espanyola. Li succeirien dos títols més merengues. El 1961 Enric Llaudet, recent ingressat a la presidència del FC Barcelona decideix prendre una sèrie d'accions per reduir costos, entre elles desmantellar la secció del bàsquet del club blaugrana, vendre el futbolista Luis Suárez Miramontes a l'Inter de Milà, i prescindir de jugadors com Ladislau Kubala i Antoni Ramallets. Un any més tard Llaudet reconsiderà la decisió davant la pressió social i la secció torna a instaurar-se.

### Cas d'Emilio Guruceta
La temporada 1969-70 va ser polèmic el Clàssic de quarts de final de la Copa del Generalíssim, en el qual Guruceta va sancionar amb penal una entrada de Rifé a Velázquez a dos metres fos de l'àrea, i també va expulsar el blaugrana Eladio per protestar, en un partit que va acabar amb la policia sobre la gespa del Camp Nou. Guruceta va romandre recusat pel Barcelona fins al juliol de 1985.

### Motí de l'Hespèria
Revolta dels jugadors del Barça de la temporada 1987-1988 cap a la directiva del club que sol·licitava la dimissió del president Núñez, durant una roda de premsa que ells mateixos havien organitzat a causa d'una disputa financera. Per tant, la directiva fitxà com a nou entrenador el Johan Cruyff.

### Acusació de dopatge de Le Monde
El 2008, el diari francès Le Monde va ser condemnat a pagar una indemnització per vulnerar la reputació en haver publicat un article publicat el 2006 titulat Le Real Madrid et le Barça liés au docteur Fuentes, sobre l'assessorament en l'ús de material dopatge pel metge Eufemiano Fuentes -condemnat per l'Operació Port- al Reial Madrid i el Futbol Club Barcelona.
El FC Barcelona va portar als tribunals a la publicació per difamació i calúmnies, obtenint el suport de la Justícia espanyola, que va condemnar al diari a pagar una indemnització de 300.000 euros al club blaugrana. Le Monde va anunciar la seva intenció de recórrer la sentència.
El febrer de 2014, Le Monde va ser finalment ordenat pels tribunals espanyols d'indemnitzar dos clubs de futbol per la vulneració del dret a l'honor. El diari va haver de pagar 15.000 euros al FC Barcelona, arran d'un article que acusava els jugadors de dopatge sense proves. En desestimar el recurs de Le Monde contra el FC Barcelona, el Tribunal Suprem va considerar l'any 2011 que "la informació publicada no era veraç, el diari ha utilitzat dades inconsistents i no contrastades, i el periodista no ha comprovat prou les seves fonts en un assumpte la gravetat del qual hauria submergit el club en el descrèdit."

### Cas Neymar
El vicepresident del club, Josep Maria Bartomeu, va dir inicialment que el preu del traspàs de Neymar era de 57,1 milions d'euros, un dels més cars de la història del club, i que la seva clàusula d'alliberament estava fixada en 190 milions d'euros.

El gener del 2014, la fiscalia de Madrid va començar el preu del fitxatge de Neymar per Barcelona. Els documents presentats a les autoritats a petició contenien informació contradictòria. El 23 de gener de 2014, Rosell va dimitir del seu càrrec de president. Un dia després, el Barcelona va revelar els detalls del fitxatgei i va admetre que el seu cost havia estat de 86,2 M€, amb els pares de Neymar confirmats haver rebut una suma de 40 milions d'euros. Com a conseqüència, Barcelona, Rosell i Bartomeu van ser acusats de frau fiscal.
 El fiscal va demanar set anys i mig de presó per a Rosell i dos anys i tres mesos per a Bartomeu. La multa que va demanar el fiscal, José Perals, per al club blaugrana, va ser de 22 milions, a més dels 11 a què haurien de fer front solidàriament el club, l'expresident Rosell i el president Bartomeu. El procediment judicial iniciat pel jutge Pablo Ruz, de l'Audiència Nacional, va ser traslladat posteriorment als jutjats de Barcelona.

### Sportswashing
- Patrocini de Qatar Airways a equip de futbol
- El partit homenatge a Diego Maradona 2021 entre el FC Barcelona i el Boca Juniors batejat com a "Copa Maradona" celebrat a l'Aràbia Saudita.[359]

### Cas I3 Ventures
El 17 de febrer de 2020, dos periodistes de la Cadena SER van destapar el denominat Cas I3 Ventures, també conegut com a Barçagate. Es tractava d'una presumpta campanya de difamació del FC Barcelona a les xarxes socials que, a través de la contractació d'una empresa anomenada I3Ventures.sl, es dedicaria, a través de desenes de comptes "no oficials" del club, a crear estats d'opinió a les xarxes socials per a protegir la imatge de president Josep Maria Bartomeu i alhora també atacar persones de diferents àmbits de l'entorn blaugrana. Després d'un desmentiment inicial, el president Bartomeu va admetre que l'empresa estava contractada des de 2017 i va anunciar la rescissió d'aquest contracte i l'encàrrec d'una auditoria interna per aclarir els fets.

### Cas Negreira
La presumpta compra de partits del FC Barcelona per mitjà de pagaments a José María Enríquez Negreira, vicepresident del Comitè Tècnic d'Àrbitres, durant disset anys i que afecten els mandats de Joan Gaspart, Joan Laporta, Sandro Rosell i Josep Maria Bartomeu.

## Publicitat i màrqueting
Alguns exemples d'anuncis publicitaris del club des de l'any 2000:

## El Barça en competicions internacionals

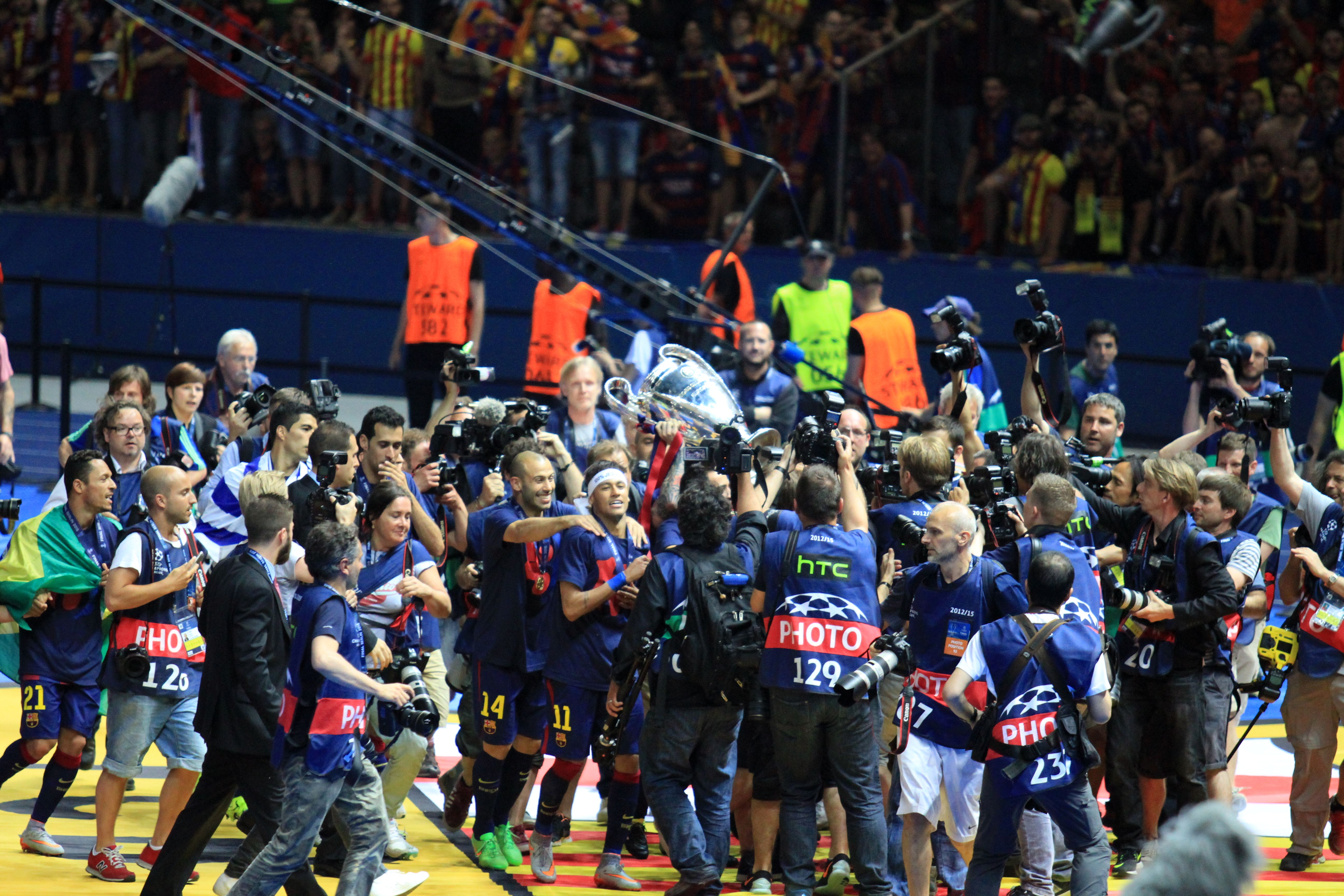
El FC Barcelona celebrant la seva cinquena Lliga de Campions.

El primer equip de ha jugat regularment a l'escenari europeu des del seu debut a la Copa d'Europa 1956-57, i ha aixecat 22 títols internacionals. Com a club poliesportiu fins a la data, el FC Barcelona ha aixecat 124 títols en competicions internacionals, els quals destaquen entre ells 48 Copes d'Europa.
El primer títol important que va guanyar el club fou justament la Copa Llatina la temporada 1948-49, en la seva primera participació en competitions internationals oficials, en un partit davant l'Sporting CP Lisboa que va acabar per 2 a 1, amb aquesta copa, un equip de futbol espanyol va guanyar la seva primer gran copa internacional. La temporada 1951-52 va revalidar a París el segon títol davant de l'OGC Nice, aquest cop per 1 a 0.
El Barça va participar a la Copa de les Ciutats en Fires per primera vegada durant tres temporades entre els anys 1955 i 1958, que derrotà una selecció de la ciutat de Londres en partit a doble volta per un resultat global de 8 a 2. Altres seu més gran èxits a la competició va ser Campionat als temporades 1958-60, aquest cop vencent el Birmingham City FC; i 1965-66, que assolia així el seu tercer títol a la competició aquest cop per 4 a 3.
El Barça va participar a la Recopa d'Europa per primera vegada la temporada 1963-64. El seu més gran èxits a la competició va ser Campionat als temporades 1978-79 (4-3 amb el Fortuna Düsseldorf), 1981-82 (2-1 amb al Standard de Lieja en el Camp Nou), 1988-89 (2-0 amb la UC Sampdoria), i 1996-97 (1-0 amb el Paris Saint Germain). El 1972, es va crear la Supercopa d'Europa, i fins a l'any 1999 el rival del campió d'Europa era el campió de la Recopa d'Europa de futbol. Tot i això, el club no va poder disputar aquesta nova competició fins al 1979. El més gran èxits del Barcelona va ser Campionat als edicions 1992, que derrotà el Werder Bremen amb un resultat global favorable de 3–2; 1997, que derrotà el Borussia Dortmund amb un resultat global favorable de 3–1; 2009, per 1–0 (prò.) davant el FC Xakhtar Donetsk; 2011, per 2–0 davant el FC Porto; i 2015, en d'un partit memorable en el qual el Sevilla va plantar cara a un Barça que havia guanyat el triplet la temporada anterior i al qual va remuntar un resultat de 4-1. Amb el resultat de 4-4 es va arribar a la prórroga, quan Pedro Rodríguez va marcar el gol decisiu al minut 115.
El Barça va participar a la Copa d'Europa per primera vegada la temporada 1958-59. El més gran èxits del Barcelona a la Copa d'Europa va ser Campionat als temporades 1991-92 (1-0  (prò.) amb la Sampdoria), 2005-2006 (2-1 amb l'Arsenal FC) , 2008-09 (2-0 amb el Manchester United FC), 2010-11 (3-1 amb Manchester United) i 2014-15 (3-1 amb Juventus FC).
El Barça va participar a la Copa de la UEFA per primera vegada la temporada 1972-73. El seu més gran èxit a la competició va ser arribar a les semifinals la temporades 1975-76, 1977-78, 1995-96 i 2000-01, que va caure eliminat contra el Liverpool FC per un global de 2-1, el PSV Eindhoven per un global de 4-3, el Bayern de Múnic per un global de 4-3, i el Liverpool FC per un global de 1-0 respectivament.

## Tragèdies
A continuació es mostra una selecció dels tragèdies significatives associades a aquest club.
- Es creu que Josep Sunyol, militant d'Esquerra Republicana de Catalunya i president del Barça creuà accidentalment el front dins d'un automòbil en el decurs del 6 d'agost de 1936. Sunyol, junt amb el periodista de «La Rambla» Ventura Virgili, el xofer i un tinent republicà, quan visitaven el front foren detinguts per tropes franquistes a la serra de Guadarrama; tots quatre foren afusellats sense judici previ.[379] Per recuperació de la seva figura vegeu Josep Sunyol i Garriga § El seu llarg oblit i el tardà reconeixement.
- Joaquim Blume, gimnasta català, va morir el 29 d'abril de 1959 quan el vol 42 d'Iberia LAE, on hi viatjaven a part d'ell, la seva esposa Maria Josefa Bonet i la resta de membres de l'equip espanyol, es va estavellar a la Valdemeca de Conca.
- Julio César Benítez va morir a Barcelona el 6 d'abril de 1968, un dia abans d'un important partit al Camp Nou enfront del Reial Madrid,[123] a causa d'una toxiinfecció alimentària.
- Dies abans de la final de la Recopa 1978-79, Hansi Krankl, el davanter austríac del FC Barcelona és víctima d'un aparatós accident de cotxe en què la seva dona va resultar greument ferida. Krankl va jugar el partit, va marcar el quart gol que pràcticament sentenciava la final.
- L'1 de març de 1981 va ser segrestat el davanter del Barça Quini. El segrest va durar 25 dies.[380] El seu segrest va truncar la trajectòria d'un Barcelona que, després d'un molt mal començament, s'havia situat segon a la lliga a només 2 punts del líder,[381] l'Atlètic de Madrid, al qual havia de visitar la jornada següent. L'episodi va tenir també un gran impacte per als seus companys i se cita com un dels motius que van portar l'equip a perdre aquella lliga.[382]

Pocs dies després del seu alliberament, Quini es va reincorporar als entrenaments i esdevingué el màxim golejador de la lliga (Pitxitxi) i guanyar la Copa del Rei d'aquella temporada. A la final, Quini va marcar dos gols.
- Johan Cruyff, conegut fumador va haver de superar una operació a cor obert el 26 de febrer de 1991. Després de deixar de fumar el 1991, quan havia estat operat, va prendre l'hàbit de xuclar piruletes quan mirava partits de futbol.[383]
- El 15 de març de 2011, el FC Barcelona emeté un comunicat on hi anunciava que Éric Abidal se li havia detectat un tumor al fetge, del qual havia de ser tractat quirúrgicament.[384] Immediatament va rebre un ampli suport des de tots els àmbits del barcelonisme, i sobretot de banda dels seus companys de vestidor, que va acabar reflectint-se en acabar la final de la Champions League 2010-11, en què el Barça guanyà al Manchester United FC, quan Abidal fou el jugador que recollí el trofeu d'equip campió de mans de Michel Platini, després que qui ho havia de fer, Carles Puyol, li cedís aquest honor. Però l'abril de 2012, la seva malaltia va recaure i aquesta vegada s'ha hagut de sotmetre a un trasplantament de fetge.
- Andrés Iniesta i el seu dona Anna Ortiz van perdre un nen, Andrés Jr., a causa d'un avortament espontani el 7 de març del 2014.
- El mes de novembre de 2011 Tito Vilanova va haver de ser operat a l'Hospital de la Vall d'Hebron, on se li va intervenir la glàndula paròtide.[385][386]

El desembre de 2012 va recaure d'un càncer a la glàndula paròtide que s'havia tractat l'any anterior, cosa que el va obligar a suspendre temporalment la seva tasca com a entrenador del FC Barcelona. Acabarà morint per les complicacions de la malaltia que patia el 25 d'abril del 2014 a Barcelona.

## Llocs significatius del Barça
A continuació es mostra una selecció dels llocs significatives pel barcelonisme.
- L'antic Gimnàs Solé, el lloc de naixement del club: Situat al carrer Montjuïc del Carme
- L'antic Velòdrom de la Bonanova, el primer camp i el primer partit: situat entre Turó Park i Via Augusta
- L'antic l'Escopidora, el primer estadi: situat entre els actuals carrers de París (aleshores anomenat carrer Indústria), Urgell, Villarroel i Londres.
- Font de Canaletes, un lloc de celebració dels títols: situada a la Rambla.
- Cementiri de Montjuïc, tombes de Joan Gamper (agrup. 13a, tomba 156), Josep Lluís Núñez i Clemente (agrup. 3, Plaça de l'Esperança, panteó 15)[391] i Ricardo Zamora (Via Sant Jaume, agrup. 10a, nínxol col. A 1111)
- Camp de les Corts, antic camp del FC Barcelona. Es trobava a l'illa delimitada pels carrers de Numància, travessera de les Corts, Vallespir i Marquès de Sentmenat. I el pi de les Corts que en aquest temps va ser un dels punts de trobada dels barcelonistes, a les portes del vell camp.
- Santa Maria del Mar, la basílica que té un vitrall de l'escut del Barça.
- La Masia de Can Planes o la Masia,
- Camp Nou, estadi del FC Barcelona
- Cementiri de les Corts, tombes de László Kubala Stecz (Dep. 6, 2, nínxol 625), César Rodríguez Álvarez (Dep. central, 2, nínxol 2.767, de la família Rodríguez – Revillo), Vicenç Piera i Pañella (Dep. 5, nínxol 7434), Josep Samitier i Vilalta (Dep. central, tomba menor 18), Paulino Alcántara Riestra (Dep. 5, 1, 4292) o Estanislau Basora i Brunet (Dep. 6, 1, nínxol 596), entre altres llegendes barcelonistes; També presidents com Narcís de Carreras i Guiteras (Dep. central, tomba 57) o Enric Llaudet i Ponsa.
- Basilea, on fins a 30.000 seguidors blaugrana van desplaçar-se per animar el seu equip al final del Recopa 1978-79. Va victòria el Barça. Públic van omplir les grades de senyeres.[392]
- Plaça de Sant Jaume, un lloc de celebració dels títols
- El Palau Blaugrana, que ha quedat obsolet i no compleix la reglamentació de l'Eurolliga de bàsquet,[393] és el pavelló esportiu de l'entitat, va ser inaugurat el 1971, i que acull les seccions de bàsquet, handbol, hoquei sobre patins i futbol sala
- El Montanyà, indret popular de Johan Cruyff per golf. Hi va passar llargues temporades, tant com a jugador i com a tècnic.
- L'antic Wembley Stadium, on el FC Barcelona es va proclamar per primera vegada campió d'Europa a 'lany 1992 amb un gol de Ronald Koeman.
- Reial Societat de Tennis Pompeia a Montjuïc, on Carles Rexach va contractar a fitxar el Messi, signant sobre un tovalló de paper.
- La Ciutat Esportiva Joan Gamper, inaugurada el 2006, que acull els entrenaments del primer, segon equip i els equips inferiors del club, amb l'edifici de la nova Masia a dins.
- L'Estadi Olímpic Lluís Companys, on per projecte Espai Barça, hi juga el primer equip masculí.